# Ranceシリーズの登場人物
Ranceシリーズの登場人物（ランスシリーズのとうじょうじんぶつ）は、アリスソフトのゲームRanceシリーズに登場する各キャラクターに関する記事である。

## ランス城
ランス
登場作品：1 - 01 - 2 - 02 - 3 - 03 - 4 - 4.1 - 4.2 - 5D - 6 - 戦国 - クエスト - 9 - 10 - 鬼畜王
シリーズの主人公。鬼畜戦士の異名を持つ。高い戦闘力と決断力、そして強運（悪運）とカリスマを兼ね備えているものの、行動の原理は「いい女を抱くこと」にあり、そのためには鬼畜な手段を平気で取る。ピンチの美女を救えば抱いてお礼させ、悪事を働く美女は抱いてお仕置きする。反面、不細工な悪女や気に入らない悪人は問答無用で殺してしまう。女はあくまで成人してからが食べ頃と思っており、ロリコンは将来自分がモノにする女に手を出す存在として嫌う（ただし、見た目は少女でも年齢が問題無い場合は抱くこともある）。なお、後年の作品では古い作品と比較して性格が多少丸くなっており、初期のリメイク作品も現在の丸い性格寄りになっている。
貝殻を集めることが趣味で、珍しい貝殻を見つけると狂喜するほか、抱く相手にも渡したがらない。だが大抵何らかの理由で割れてしまうので泣きじゃくり、シィルに八つ当たりする。
前述のように筋金入りのスケベではあるが、無闇に残虐な性格ではなく、根っからの悪人というわけでもない。『鬼畜王ランス』では創造神ルドラサウムからは「君の心は安息を求めている」「真の鬼畜じゃないもん」と指摘される場面もある。「邪魔な男は全員ぶっ殺す。世界一の男の俺様に抱かれるのは女にとっても最高に幸せだ」と疑いなく思っているが、それゆえに「そんな自分が好かれるはずがない」と内心自覚しているため、好意を率直にぶつけられると弱かったりする。同様にシィル、シーラ、ウルザのように好意を持ってくれている女性に対し意外なほど自信がない。ほぼ女性に限られるが、子どもなど本当に弱い者に対しては優しさを見せる事もある。そのため、本人が思う以上に彼を好いている人物は多い。美女を見るとHしたがるが、連れまわす仲間は選んでおり、長年冒険に付き添ってきた女達のことは大切に思っている。また、そんな彼女たちのピンチには冷静さを失うこともある。特にランス自身は絶対に認めないが、シィルは特別な存在である。
ランスには才能レベルに限界が無いため、数値上は闘い続ければ無限に強くなっていくことになる。その一方、レベルの度合いにかかわらず、ゲームの進行次第では、不意打ちや暗殺によってあっさり殺される展開もある。また、冒険が終われば気の抜けた生活に戻ってしまうため、続編ではレベルが下がっている（普段の鍛錬を怠らなければ人類最強らしい）。抱いた女の子のレベル限界を引き上げる特性を持っているが、抱いた回数にかかわらず影響を受けない子もたまにいる。
ランスは自分の出生を知らないため、名前しか判明しておらず『5』の公式ウェブサイト内のコラムの中で「本名はランス・クリアあたりにしておこう」と決められた。アイスの街の住民登録にはフルネームが必要なため、住民票には「ランス・スーパーキング」と登録している。幼い頃、隻腕の騎士にゴモラタウンへ連れられてきたが、騎士はすぐに息を引き取ったため、それ以前のランスの素性はわかっていない。
鬼畜王までは子どもができにくい体質という設定だったのに対し、『6』以降はトラブル回避の観点から避妊魔法をシィルに常にかけさせていたという設定に変更された。
ランスの傍若無人なキャラクター性は、TADAが様々なRPGを遊ぶ中で「主人公が自分の力を世界や人々のために使う」ということに違和感を感じたことから生み出された。
1
リーザス王女リアの悪事を暴き、惚れられる。
2
カスタムの街の地中陥没事件を解決。
3
19才。リーザス国がヘルマン国に奇襲征服された時に解放軍に参加。魔剣カオスを取得し、ヘルマン最強の男トーマを倒し、魔人ゼス、魔人アイゼル、魔人サテラを倒す。魔王ジルを再封印した。
4
19才。浮遊都市イラーピュを墜落させる。
5
19歳。レベル10に下がっていた。これはシィル曰くしばらく戦闘なしだったからであるらしい。フセイ（人間の女性でいうところの月経）中の使い魔フェリスを無理矢理犯した。
6
21歳。使い魔フェリスとの間に子供が出来ていたことが発覚。後に山本五十六、パステル=カラーとの間にも子供が誕生している。
タマネギにそそのかされてリズナ相手にアナルセックスをする。
戦国
上杉謙信の真っ直ぐな告白を受け、完全に気後れしてダッシュで逃げ出した。開き直った後はその好意を当然のものとして受け取っている。
貴重な「中華貝」を割った時は号泣するほど落ち込んだ。
ゲーム終盤、氷漬けとなったシィルを救うためにカラーの森へ行く決意をする。
クエスト
シィルを救うべく、カラーの森へ向かうが、カラーの女王から禁欲の呪いモルルンをかけられてしまう。
また、同作では父親としてのランスという新たな姿が見られる。JAPANでは山本五十六に子供が誕生したと聞かされ会うように勧められると物怖じする姿を見せたり、リセット＝カラーという娘が登場して実際に絡んでいるうちに「親バカ」な面を見せたりする。また、進め方によっては後日談で他にも子供ができたことが判明する。
9
氷漬けのシィルを救う方法がヘルマンにあると聞いたことでヘルマンに潜入する機会をうかががっていたところ、パットンの要請に渡りに船と応じる。革命軍に参加し精鋭部隊「無法者」の大将となり皆を引っ張っていく。またヒロインに対して真面目に口説き落とそうとするなど今までとは違ったアプローチをかける。
10
第一部では、人間軍総統として、人界に攻め込んできた魔王ケイブリスとの死闘を演じた。
第二部では、リトルプリンセスの覚醒を阻止する為無理矢理血の継承を行って魔王の座を引き継いだ。5年ごとに魔王の血の力に屈しかけてはリセットに治して貰っており、15年後に人間側の最終兵器の力と大怪獣クエルプランの襲撃によって魔王の力を放棄。その後魔王の力の象徴たる魔血魂を子女と共に破壊しこの世から魔王という存在自体を消滅させた。
鬼畜王
20歳。ヘルマンで盗賊団の首領をしていたところ、ルーベラン率いるヘルマン軍警備隊により壊滅させられ、リーザスに逃亡し、リアと婚姻を結びリーザス国王に就任する。シナリオによってはほかの女性との間に子をなしている。

シィル・プライン
登場作品：1 - 01 - 2 - 02 - 3 - 03 - 4 - 4.1 - 4.2 - 5D - 6 - 戦国 - クエスト - 9 - 10 - 鬼畜王
作品群のヒロインでランスの奴隷。ピンクのもこもこヘア（濡れるとセミロングになる）。
天才とまでは言えないが攻撃も回復も出来る優秀な魔法使いであり、戦闘から家事全般、内職、夜のお世話までこなすスーパー召使いでもある。元は偉大な魔法使いを祖父に持つゼスの良家の出だったが、修行の旅の途中に騙されて悪徳奴隷商人に捕まってしまい、ランスに買われた。その時かけられた絶対服従の魔法はすでに自力で解除しているが、ランスを好きになったのでその後も自らの意思で付き従っている。
なんとか奴隷の地位からパートナーに昇格したいと思っているが、ランスには否定され続けている。冒険後はランスほどではないが、同様にレベルが下がっている。シリーズ恒例で、毎回一度はランスとはなれ離れになる。元々の限界レベルは30程度だったらしいがランスに散々抱かれて限界が80程度まで上昇している（ゲームシステム上、上限は一定していない）。
キャラクターを考案したのはTADAであり、当初は元気な魔法使いという設定だったが、グラフィッカーのYUKIMIの提案により奴隷という設定が追加された。
1
ヒカリ＝ミ＝ブランの情報を集めるためパリス学園に潜入する。
2
マリアの迷宮をクリアする直前にランの妖体迷宮に飛ばされ、バードと出会う。その後、妖体迷宮から脱出し、ランスに合流する。
3
17歳。終盤でジルと共に異次元に落ちたランスを救おうと次元の隙間から上半身を乗り出してランスを引っ張り、結局自分も異次元に落ちてしまうが、途中でランスがブロマイドを踏み躙った光の神によって異次元（つまり元の次元）のどこかに飛ばされる。
4
飛ばされたイラーピュではレベルが下がっていたため、食堂の店主フロンソワーズに人質に取られてランスのレベルが上がるまでは食堂でウエイトレスをさせられる。
ランスが居ない所でかなみに命を狙われ、その際に絶対服従の魔法を既に自力でキャンセルしていることが明らかになる。
闘神ユプシロンが再起動後、ユプシロンに囚われ、魔力供給源にされる。
4.1、4.2
ランスの家で留守番をする傍ら、変装してピンク仮面を名乗り、彼らの危機に立ち向かう。
5D
しばらく戦闘が無かったため、ランスと共にレベルが下がっていた。迷い込んだ玄武城でリズナに騙されかけ、玄武城に一人取り残されるが、気付いたランスが引き返し、代わりにバードを置き去りにして脱出する。
コパンドンがランスに自分かリズナかシイルの誰を選ぶか詰め寄り、ランスはシイルを選ぶ。
6
19歳。ランスと観光でゼスに行くが、旧体制のゼスでは魔法使いのシイルは一級市民、ランスは二級市民の奴隷扱いされ、引き離されてしまう。
『アリスの館7』に収録されている後日談『ランス6その後』では、ランスを探すうちに生家の近くまで辿り着き、母親らしいピンクの髪の後姿まで目撃している。だが、同時にアイスフレームのメンバーに捕まり、ランスと合流している。
戦国
ランスと共にJAPANに観光に来た所でランスと信長が意気投合してしまい、ランスが織田家の裏番となったため、事あるごとに「おうちに帰りましょうよ」と言っている。
ゲーム終盤にリトルプリンセスによって氷漬けにされて織田家に預けられている。
クエスト
ランス城が出来た際にJAPANより移送される。パステルが解呪を試みるも失敗する。「マグナム」による追加シナリオでは、一時的に呪いが解けるものの再び氷漬けに戻る。
9
真エピローグにてランスが入手したアイテムを使い、クルックーの尽力でついに解呪される。
10
復活後も変わらずランスに付き従い魔軍との戦いに身を投じるが、ケイブリス討伐後の祝勝会にてランスに恨みを持つバードの凶行により命を散らす。しかし後に大戦中のシィルは未だ氷漬けの身であり、IPボディに魂を移した存在だったことと判明。魔王となったランスにより改めて解呪、解放された。
鬼畜王
18歳。物語当初ヘルマン帝国軍に捕らえられてしまう。タイムリミットまでに救出しなければマダム・ゴルチによって責められたあげく自ら死を選んでしまう。死亡させてもゲームは進行するが、志津香がラガールとの決闘で救出するフラグが立たない。またそれとは別にランスが魔王化するフラグが立つ。

あてな2号
登場作品：4 - 4.1 - 4.2 - 5D - 6 - クエスト - 9 - 10 - 鬼畜王
イラーピュに住んでいた魔女フロストバインが作り出した人工生命体で、「ご主人様」ことランスの家に居候している。
人間に可能なことは全て可能な万能ぶりを見せる。その一方で、制作材料にランスの体液が混ざったため、設計と異なり頭が悪く、日常生活においてもトラブルを巻き起こすほか、普段はシィルの手伝いもせず近所の子供と遊んでいる。それでも、性格は素直かつ従順で、「ご主人様」であるランスのことが大好きである。
試作品の運用テストということでランスに預けられる前にヴァージョンUPもしており、ランスの要望で乳首（あてなver2.01）や女性器（あてなver20.02）なども追加されている。
ムシも大好きで、SMじみた変態プレイが好き。お酒では酔っぱらわないが、カキピーを食べると酔う。
それなりに有能なので『4.1』や『4.2』のようにランスのパートナーとして冒険に同行することもあるが、アイスの街にあるランスの家の留守番をさせられることも多く、寂しい思いをしている。
初出作品である『4』では、ゲームの進行に直接関係のない隠しキャラに近い立ち位置である。
『4.1』および『4.2』では留守中のシィルに代わり、ランスのパートナーとして活躍した。『4.1』では、ランスの鬼畜計画である「バード変態プロジェクト」に協力している。『4.1』でシイルに代わってマッピングをしていたが、絵があまりに下手なので『4.2』ではキサラに交代させられている。
5
レベルが存在するが、あくまでゲーム上の演出となっている。一時的に暗黒ヒマワリに身体を乗っ取られてしまう。
6
2歳。ランスの家でお留守番中。
クエスト
レベルは無いに近いが便宜上1/1となっている。ランスの自宅でお留守番中していたが、ランスが一時帰宅したことでそのままついてくる。ランス城完成に伴いビスケッタ・ベルンズ以下数十名のメイド達を雇い入れた関係で、お留守番担当というより宝物庫の警備担当となった。女性キャラクターで唯一、禁欲モルルンの効果を無効に出来、最初はランスに7発分も抱いてもらえたが、クルックーがあてなを「オナホール」と例えた（本人に悪気は無かった模様）結果、呪いが解けるまで抱いて貰えなくなった。条件次第で左前のキャラの能力が自分より上だとその能力が上がる。
9
ランスの自宅の近くに住むようになった透琳と親しくなり、彼にヘルマン革命中のランスが軍師を求めている手紙を見せた。

ロッキー・バンク
登場作品：6 - クエスト - 10
ゼスの二級市民の男性。小さいころから奴隷として働かせられながら育ち、幾多の死線をさまよいながらも生き延びてきた悪運を持つ。優しい性格で孤児院の子供達には好かれている。大斧を武器に戦う。
6
奴隷観察場で屈強な二級市民達に苛められていた所をランスに助けられ、彼を「ランス様」と呼んで慕っている（ただしランスは苛めている連中が気に入らないだけだった）。その後ランスに付いて奴隷観察場を抜け出してアイスフレームに参加し、ランスの部下となる。
二級市民ゆえに知能が低いが家事が得意であり、シィル不在の際にランスの世話係をしていた。男は要らないと考えるランスに幾度か捨てられたこともあったが、その度に舞い戻ってきている。シィルが自分の境遇とは逆に奴隷の魔法使いであるため辛くあたることもあったが、後に素直に謝ったことでレベルスター神に気に入られ、才能限界に達する度に上限を引き上げられる。ロッキーはメインメンバー扱いなので部隊から外せない。
クエスト
あるクエストの2回目以降で登場。その際、実は16歳だったことが発覚して皆に驚かれる。ランス城が完成しても中に入れてもらえずうろうろしている。
10
第2部にて、魔王の子供達の世話係として同行する。

カロリア・クリケット
登場作品：6 - クエスト - 10
ゼスの先代国王による異文化撲滅政策により滅ぼされたムシ使いの唯一の生き残り。身体の中にあげは、毒やん、じいさま、火の子と4匹のムシを飼っており、それぞれに特殊能力がある。精神年齢が低く人懐っこく、飴など甘いものが好物。また、それぞれのムシ達にも好物があり、人一倍食べなければならない。
6
ゼス軍に焼き払われた廃村で孤独に生活していたが、ランス達と出会いアイスフレームの一員になる。
クエスト
ランス城の完成パティーに招待されるも遅刻してしまい、到着した時にはもうパーティーは終わって誰もいなかった。そのままランス城に住み冒険に参加する。後日談では某自然保安委員会より「人間天然記念物」に認定されたが、彼女自身はあまり喜んでいない。

サーナキア・ドレルシュカフ
登場作品：4 - 6 - クエスト - 10 - 鬼畜王
数百年前に滅びた南の小国「ダラス」の騎士で、騎士道を重んじる堅物。女性ながら騎士として育ち、自分が男でないことを悔やんでいる。ランスと正反対に才能に恵まれず、何をやってもランスに勝てない。
4
イラーピュ（闘神都市）探検隊に参加したが、モンスターに捕まり、石化保存されていた。解凍されたところをランスに助け出され、ついでにイタズラされまくっている。
6
19歳。イラーピュ墜落後、ゼスに渡り、アイスフレームの行動隊長に取り立てられていたが、またもランスのせいで平隊員にされた。ランスの「俺が王様になったら騎士団長にしてやる」という約束を信じていたが結局守られていない。
クエスト
ランス城完成の噂を聞いて騎士団長として頑張るために意気揚々と訪れるも、ランス城の関係者のほとんどにはランスの知り合いが勝手に門の前に立っていると思われている。『マグナム』ではポスターを集めた際に出現するボスを倒すことにより登場。後日談では54名のランス城の守備隊をまとめる騎士団長として活躍するが、頑張りすぎて失敗も多々有り「うんこ騎士団」という蔑称で呼ばれることもあった。
鬼畜王
18歳(冬眠期間を除く)。墜落した闘神都市で防衛隊長をしていたが、ランスに制圧されると犯される。

アルカネーゼ・ライズ
登場作品：クエスト - 9 - 10
盗賊の親玉。単純な性格をしている一方、自身の女らしさに関しては自信がない。体を動かすスポーツなどが好き。
小さい頃から大きく強かったせいで男扱いされており、学校ではクラスの女子の代表としてなぜかいつも男子と対決するような立場に立たされていた。
同性からは慕われる一方、男から敬遠されていき、自身の頭の悪さなどもあって学校を中退した。その後、職を転々とした末に夜盗に参加するが、どこへ行っても姉御扱いされて悩んでいる。
クエスト
「導く者」によって「魂の枷」を貰い受けて身に着けていたことにより、魂の汚染が進んで絶望しかけた経験から、世の中に絶望した女達を集めて夜盗組織「ライオンマインド」を結成し、ヘルマンの廃ショッピングセンター「ハンド・トロール」を根城に活動していた。禁欲モルルンのせいで女に飢えていたランスがギルドの紹介でライオンマインドの討伐をボスがLV35以上の美女だという噂だけで依頼を受けたことによって結果的に倒されて犯される。その行為で自分を女として扱ってくれたことに喜びとランスの言動に器の大きさを感じて、「弟分」としてランスに従うようになった。
後日談ではファッションモデルになるとされている。
9
赤点補習を受ける羽目になったサチコに代わり、クルックーの護衛としてヘルマンに同行していたところランスと出会い、そのまま「無法者」に参加する。
パットンやヒューバートを見て「ヘルマンには大きい男が多くて嬉しい」と喜んでいた。

クレイン・ゾルゲ
登場作品：クエスト - 10
望まぬ秘密を聞いてしまう能力を持った女性。様々な国家や組織から脅迫者として指名手配を受けているが、脅迫行為などは全くの事実無根で、秘密を知られた者達から追われているだけの身である。頭から全身を装備で包むことによって姿を消すことができる。クレインという名前は偽名であるほか、命の危険から身を守るためにステルス装備を身に付けている。
迷宮で罠にかかっていたところをランスに助けられる。ステルス装備によって誰もその姿を見つけることは出来ないが、恩返しに夜中にランスの部屋に侵入したところを「美女の臭い」で気付かれ体を要求されるもLV15で抱けないので、見せることで恩を返す。その後、ギルドから「討伐か捕獲」の依頼が出ておりボルボット城に隠れている情報を得て先に保護しようとしたランスの「リーザス、ゼス、コパンドンに影響力があり、いずれヘルマンの姫を落すし魔人も倒せる自分のそばであれば大した問題ない」との誘いに応じて仲間になった。
以後も幾度か自らの立場の危険性から、皆の迷惑になるまいとパーティーを抜け出そうとするが、「ランスのそばにいれば危険なのは結局同じ事」と仲間に諭されて定着するようになる。
その諜報能力をランスに偶然と称して利用されることもしばしばあり、クレイン自身はその行為を快く思っていないが、マグナムのIF展開中では、その能力が大いに役立つ展開となっている。
クレインを戦闘に出して進めると、ゲーム内のヒントをいくつか盗み聞きする事ができる。
マチルダ・マテウリ
登場作品：クエスト
バードと共に旅をしている冒険者。熱血かつ正義オタクの女の子で、特撮ものが好き。強くてかっこいい正義のヒーローに憧れてそれを実践しようと日々努力を続けている。しかし、その正義や悪の観念は非常に主観的なものであり、自らの重んじる正義のためには一切手段を選ばない。
子供の頃にヘルマンの建国者を描いたザナゲスサーガを読んでヒーローに憧れ、家出してヒーローを目指す。各所で特訓中にバードと出会い、彼の態度に騙されて恋人となった。バードこそ勇者かもしれないと考え、彼の補佐に徹するつもりでいた。
ランスとサチコの会話を聞いてランスを「己のことしか考えぬ心なき悪党」と判断し、ランスに挑むようになる。初めて敗れた際にLV35に満たない状態だったため、禁欲モルルンにかかったランスではHが出来なかったために他の男に処女を奪われるくらいならと、長芋で処女喪失した。以後敗れる度に犯されてはLV1に戻り、ランスに関わるなと嗜めるバードを見限り、魔剣カオスをランスの家から盗んでまで挑んでも敗れ、ついにはカオスと共に行動中に邪悪に取り込まれてしまう。
『マグナム』のIF展開では魔剣カオスを所持していたために「導く者」に捕らえられる。カオスの進化の儀式でフェリスにカオスを突きたてたところをランス一行に止められ、ランスに「悪に染まった」お仕置きをされて以降は、彼を打倒すためあえてランスの冒険に参加するようになった。
イベントでは、食事中にランス達の体力を消耗させるため、他の食べ物に唾をかけて一人で食べてしまう、訓練で城中を駆け回って周囲に被害を出す、体育館を勝手に自室にするなど、傍迷惑で厚かましい行動を繰り返している。また、以前に呪われてランスを恨んでいる（と思っている）志津香に対し、自分と同類だと言って怒らせたり、人の話を聞かず勝手に会話を進めてウルザを辟易させるなど、他者とのコミュニケーションに関するトラブも絶えない。「レッドアカイダー」と名付けているうしを愛車にしているが、これも牧場から盗んできたものである（本人曰く「拾った」）。しかし、ビスケッタにだけは頭が上がらない模様。
ビスケッタ・ベルンズ
登場作品：クエスト - 9 - 10
ランス城完成時にプルーペット商会から派遣されて来た、城の管理を行う16人のメイド集団のリーダー。
メイドの仕事に強い誇りを持っているメイドLV2の完璧メイドで、非常に気が利き、主を良く観察し何事も先んじる、主が皆まで言わずとも意図を汲み取るなど、仕事能力の高さを多々見せる。
しかし、非常に表情に乏しく表現が不器用であることから、本人はそのつもりがなくても、周囲からにらまれていると思われている。このため、当初ランスは彼女から嫌われていると誤解されていた。誤解が解けた後も、ランスは遠慮がちな態度をとっており、彼からは「さん」付けで呼ばれる。ビスケッタ自身はランスを嫌うことはなく、ランスの捉え所のない性格、中途半端に端正な容姿、豪快を地で行く立ち振る舞い、溢れ出る覇気に、むしろランスを求めていた「理想の主」として仕えている。ランスに抱かれることも、主の性の相手をするのもメイドの務めとして受け入れる（ただし、始めは色気がないとランスが中断した）。
クエスト
ランスがミスをしてクエストに失敗し、城で怪我の治療をしている時に「御主人様の行く手を阻む迷宮の整理がしたい」と、冒険への同行を提案し、スパルタの技能の心得があることを示して参加するようになる。
9
ランスが寒いヘルマンに向かうと聞き、防寒用装備を整えて主を送り出す。
エピローグでは子供志津香＆ナギ、ピグ達をもてなしている。
10
ランスが死亡するまで、彼の忠実なメイドであり続けた。

ミラクル・トー
登場作品:9 - 10
パットンの知り合いの魔法使いで、無法者に参加する。
ランス同様、尊大な話し方をして相手の話を聞かず勝手に納得しては話を進めてしまう。
9のヒロインの一人。なぜかランスを気に入り、「カオスマスター」と呼んで、自分の腹心であるトゥエルヴ・ナイトに入れと薦める。
人の話を聞かない一方、社交性はあり、無法者内で行われた女子会には参加した。
ピグと仲が良く、その分身能力を研究しており、魔法使いであれば大抵自分の体を複数に分裂させる事はできるが、ピグのように分身体に魂を入れることは不可能だと言っている。
彼女のルートでは黄色いトリの夢を見てランスと電卓キューブでのクエストをこなすと固有武器の「電磁パルスの杖」が手に入るが、対人相手では微弱なダメージしか与えられず、ミラクルは作中でその有用性に気が付くことはなかった。
固有エンディングはランスとミラクルがかなり歳を取ることから他のルートと異なり完全なif設定となっている。
10
異世界とを繋げる魔法を習得し、魔王・勇者・神といった世界のシステムにも気づきつつある数少ない存在。
第2部では魔王との娘、ミックスを授かる。破天荒さは相変わらずで、世界の秘密をより知る存在となるが、自身はあくまで裏方として魔王の子供達を導く。

魔剣カオス
登場作品：3 - 03- 6 - 戦国 - クエスト - 9 - 10 - 鬼畜王
かつてエターナルヒーローの一人として魔人を倒す方法を捜し求めて旅をしていた人間の盗賊。
三超神の一人プランナーに「魔人を倒す力」を望んだところ、剣の姿にされた。魔剣と呼ばれ、魔人の持つ無敵結界を切り裂いたり魔人や使徒の気配を察知したりすることが出来る。持っているものは邪悪に囚われるが、剣であるにもかかわらずよく喋り、非常にスケベである。思念体のようなものを出すことが出来（本人曰く「心のチ○チ○」）、これを使ってセクハラを行う。ランスとはスケベの同志で、「心の友」と呼ぶ。一方で、たとえ外見が美女であろうと相手が魔人ならば躊躇なく殺そうとするなど、非情な一面も持っている。
3
ガイにジルの封印として使われ、以後長い間ジルを封印していたがランスによって解放される。
一度刀身を折られたが、「心の○ン○ン」でセルに触りまくって復活している。
ランスとシイルが異空間に落ちた際にランスから離れたため、魔剣としてセルに捕まり封印される。
6
ランスからの返却要請を受けたセルが封印したままゼスに届けるが、ランスに渡して良いのか逡巡するうちに奈落の底に落としてしまい、わざわざ拾いに行くはめになる。
クエスト
ランスの家に放置されていたが、マチルダ＝マテウリにより盗み出されて行動を共にしているうちにマチルダを邪悪に取り込んでしまう。マグナムではマチルダと共に「導く者」に捕らわれているところをランス一行によって奪回された。
9
ランスの帯剣として始めから装備されているが、魔人が出ないためあまり乗り気でない。
10
『9』とは異なり、やる気でいる。
鬼畜王
レッドの街でセルによって封印されているが、ランスによって魔人レイが倒されると魔人ジークがやって来てランスに化けてセルの元からカオスを盗めイベントが発生する。

## 自由都市地帯

### カスタム

#### カスタム四魔女と関係者
魔想志津香
登場作品：2 - 02 - 3 - 03 - 4 - 6 - 戦国 - クエスト - 9 - 10 - 鬼畜王
「カスタム四魔女」のリーダー。他人に無関心でドライな性格だが、怒りっぽく、怒りで冷静さを失う事もちらほらある。
幼い頃にラガールという男によって魔術師だった父を殺されてなおかつ母を誘拐される。その後、復讐のための力をつけようとラギシスの弟子として育てられる。
ランスにはさまざまな局面で妨害等を受けていることから毛嫌いしているが、本心から憎しみのような負の感情は抱いているとまでは言えず、結局何だかんだで行動を共にすることが多い腐れ縁ともいえる。
親友のマリアがランスを好きなことを心配して事あるごとに忠告しているが、結局は自身がランスを好きだったことが10で明かされた。
シリーズ通してのツンデレ枠であり、【10第2部】で明かされた真相からプレイヤーからの人気は絶対的に高く、公式サイトでの人気投票は1位である。
2
卒業祝いに贈られた指輪が魔力増幅器であると同時に精神を操り魔力を奪う魔法具だと気付いて他の四人と共に反逆する。
弟子の中では一番の実力者だった彼女は唯一自力で操りから抜け出すも、復讐心に囚われ手段を選ばず、指輪の力と誘拐した住人の生気を使って父が殺される前の時代に行き過去を変えようとするが、ランスに妨害されて失敗し処女も奪われる。
3
18歳。マリアがランス一行に同行するため渋々同行する。
4
18歳。マリアがチューリップ4号でランス救出に向かうため、またしても渋々同行する。
イラーピュでかつての聖魔教団の技術を見つけ、一度は魔法LV3を身に着けるが、儀式に乱入したランスのせいでLV2に戻り、二度とLV3になれなくなったため、さらにランスを嫌うようになる。
普段からランスを嫌っている発言をすることの多い志津香であるが、彼がシィルが死んだと思い込んでふさぎ込んでいた際には、心配する言動をしている。
6
20歳。マリアと共に観光でゼスを訪れていたがランスに見つかり、部下にされる。
母を誘拐した挙句に死に追いやったラガールへの復讐を果たすべく、ナギの元へ向かうが、ラガールは既に異父姉妹であるナギに殺されたも同然の状態になっていた。本作では他の作品では見られなかった志津香の様子が描かれており、ランスに対しても色々複雑な様子を見せているが、本人が調子に乗った結果、結局元の鞘に納まっている。最もランス本人は、いつもの調子の志津香が好きであるらしい。
夢で黄色いトリに「運命の相手と電卓キューブに行って課題をこなすと独自の武器が手に入る」と言われ、ランスと電卓キューブでのクエストをこなすと「クリスタルロッド」が手に入る。これは以降の作品でも所有している。
戦国
『6』でラガールが死んだため、長年の目標を失ったが現在は異父妹のナギの復讐に街の住民が巻き込まれることを懸念しカスタムの街を出ている。アリスソフトの修正パッチを使用することで登場。ナギの仕掛けたトラップに引っかかり、ランスのいる織田家に空から落ちてくる。
クエスト
迷宮でランスと出会い、半ば強引に仲間に引き込まれる。準レギュラーキャラの中ではランスに抱かれることなく、モルルン効果を得るために魔法でランスを射精させ、その精液に触れることによる裏技的な方法を取った。
マグナムでは、「6」で手に入れた「クリスタルロッド」をカラー達に遠慮して使わずにいたが、イージス・カラーに聞いたカラーの村に伝わるクリスタルロッドのクリスタルの持ち主の昔話と意思を聞いて使用するようになる。
9
メインヒロインの一人。自分たちを付け狙うナギから身をかわすためマリアと共にカスタムの街から離れて旅をしていたところにランスと出会い、そのまま同行することに。体を蝕む「魔獣化」に手を染めたナギを救う方法を探し求めている。
本気で口説き落としにかかってくるランスにドギマギしつつもシィルや親友のマリアの存在もあり思い悩むが「ランスが死ぬところを見たくない」と言い切るまでになる。
彼女のルートでは魔獣化の反動に耐えきれず死に瀕したナギに対して分裂魔法をかけることで自らの体を分け与えナギを救うがその代償に子供になってしまう。その後の展開次第では子供のままか大人に戻るかに分岐するが、子供のままが正史である。
10
ランスの運命の女の一人。そのキャラクタカードにはランスとの子供について「なし?」と書かれているが、第2部において真相が明かされた。
ヘルマンでの騒動に於いてナギを救うために分裂魔法をかけた時、志津香はランスの子を妊娠しており、志津香:志津香の子:ナギ=1:0.7:0.3の比で魂が融合されて子供志津香と子供ナギの魂が出来上がっていた。
この事は志津香も事後に(ナギの笑い方などで)気がついたため、ある意味では娘となったナギの養育に懸命であり、ランスにナギに対して父親の様に接するよう要求したこともある。
魂の再分配の際、僅かに子の魂を含んだため、自身もある意味でランスの子の一人となった（その影響で才能限界も無限化した）。

ナギ・ス・ラガール
登場作品：6 - 9 - 10 - 鬼畜王
元ゼス四天王の一人。チェネザリ＝ド＝ラガールの娘で、魔想志津香とは異父姉妹。父のラガールに英才教育とした肉体改造を施された結果、強大な魔力を持つ。父を盲信しており、その期待に応えるために、志津香に勝つことだけを目標としてきた。
元々は『2』でカットされた後半の展開に登場する予定であり、その名残として彼女の姿がパッケージに描かれている。
6
ラガールが志津香の姿を知って心変わりし、生涯の宿敵として教え込んできた魔想の子供との共存を命じる。それによって己の存在意義の崩壊に瀕した彼女の心は限界に達し、自分だけの父親であり続けさせるために父のその身を害して培養液の中に閉じ込めた。ラガールを狙って現れた志津香を捕らえ、父の目を覚まして自分に意識を向けさせようと、目の前で嬲りものにするが意味を成すことはなく、最終的には、助けに来たランスに逆に襲われた上に、目の前で父を失う羽目となった。
全てを失った彼女は一時姿を消し、志津香を倒せる力を得るため魔界に赴くも、モンスターに襲われた際に記憶喪失となり、魔人ケッセルリンクに救われ、見習いメイドとなり、使徒とされそうになるが、寸前で記憶を取り戻し逃亡。その後、パパイア・サーバーが遺した魔獣合成技術から、自らの身体に魔獣を合成させる「魔獣化」を行い、自身を強化するも、拒絶反応に苦しむようになる。
9
度々志津香に襲撃をかけていたが、いずれも撃退・逃走される。「魔獣化」を改良し肉体改造を行い志津香に襲撃をかけるも、「気が済むのなら殺しなさい」と戦意を見せない彼女に怒り、彼女の親友であるマリアを殺すと言い出し、志津香に絶望を味わわせるため、幾度となくランスたちの前に立ちはだかる。志津香ルートでは魔獣化の反動で体が限界を迎える中、「平凡でもいいから暖かい家族がほしかった」と本音を吐露し、それを聞いた志津香の分裂魔法によって肉体を分け与えられる。一命を取り留めるも子供に戻ってしまい、さらに記憶のほとんどを失う。子供になった後は、それまでのクールな性格から一転し、お転婆な性格になった。その後の展開次第では子供のままと大人に戻るエンドに分かれるが、どちらのエンドでも姉妹仲の良い様子が描かれる。真エピローグでは子供のままで、身長も精神年齢も同じくらいのリセットと仲良くなっている。
10
第1部では特に活躍はないが、ランスに対し親子の関係に類する独占欲や、やきもちを覗かせる一幕もある。
第2部では志津香と共に冒険者として世界中を旅しており、シャングリラでの騒動にてエールの旅に同行する。大人の女性に成長したものの明るくお茶目な性格はそのままであり、魔王ランスの子達に対してお姉さんぶってはいるが、あまり上手くいってはいない。
鬼畜王
18歳。幼い頃より、父チェネザリ・ド・ラガールに英才教育を施され最強の魔法使いになる為だけにあらゆる訓練を受けている。父を盲信しており、父の信頼に応えることが自分の存在理由だと考えている。

マリア・カスタード
登場作品：2 - 02 - 3 - 03 - 4 - 6 - 戦国 - クエスト - 9 - 10 - 鬼畜王
「カスタム四魔女」の一人。
初出である『2』では、ラギシスの弟子で指輪に操られて志津香の悪事に加担させられていたところをランスに救われ、以降シィルの代わりにパートナーを務める。当初はシィルへの遠慮とランスの見境無さから彼に好意を示すことを躊躇していたが、その恋心に嘘をついてランスのことを諦められなかったため、ランスに抱かれることに関しては一切抵抗しなくなった。
『2』の後は魔法の力はほとんど失っているが、それに代わって類いまれな発明の才能を発揮し、カスタム復興で活躍した。また、『3』ではカスタム防衛軍の兵器開発技術者となり、リーザス軍の砲兵指導に出向いたり、大陸内外問わず、その筋の者が敬愛するほど活躍している。
ランスに協力する際は、自作の携帯式武器・チューリップ1号を用いる。このほかにも長距離砲であるチューリップ2号、『3』に登場した戦車チューリップ3号が存在する。さらには、飛行船や人工衛星まで発明している（飛行船は調整途中で発進したため故障により一度の飛行で廃棄された）。
なお、もともとはヘルマンの孤児院の前に捨てられていた赤子であり、カスタードという姓は孤児院の院長から、マリアという名前は死産した院長の娘の名前からとられているという設定がある。その後、孤児院を訪れたラギシスに養子として引き取られ、近所の工場で働いていた人物や誤って届いた学習雑誌の影響で工作（または）発明の才能を開花させるが、そのたびにラギシスからお仕置きを受けていた。
3
18才。リーザスに向かう途中のランスと出会い、リーザスの独立は自由都市にとっても重要なためランスに同行する。
4
18才。リアからランス救出部隊に協力するよう依頼され、飛行艇チューリップ4号でイラーピュに向かう。
ランスへの気持ちとシイルへの遠慮をレイラに見透かされる。
6
20歳。志津香と共に観光でゼスを訪れていたがランスと出会い、部下となる。
「4」でのレイラの助言からランスに抱かれる事に躊躇しなくなったため、ランスに「マリアがエロくなった？」と思われる。
戦国
リーザスの援軍として登場。鉄砲の元となったチューリップの開発者なので、種子島重彦から「聖母マリアさま」と半ば神格化されて崇拝される。
クエスト
志津香を連れてとある場所に行くと出現する。シィルの現状があるので相変わらず以上に遠慮気味。マグナムでは原子炉の開発に着手しつつあり、世界のバランスを危惧したクルックーによって発明の一部の記憶を奪われる。その後、記憶を取り戻すも、原子炉研究は当面の間凍結することにした。
9
新種のヒララ鉱石を探すためにヘルマンへと向かう途中ランスと出会い、同行することになる。
10
第1部では自由都市の戦力として活躍。魔人討伐の折にはダークランスと邂逅、縁が出来る。
第2部では条件を満たせばダークランスの恋人として登場。

開発
TADAは2022年に自身のブログに投稿した記事の中で、お気に入りのマリアをもっと目立たせたいという思いで「マリアとカンパン」のプロットを担当したことを明かす一方、テキストはとりが担当したとも述べている。
TADAは2019年のブログの記事の中で、マリアの個性は「ランスに選ばれない」ことであると述べており、ランスと結ばれるとその個性が機能しなくなると語っている。
その一方でTADAは、一時期マリアをほかのキャラクター、特にまともなヒューバートと結ばせようと考えていたが、ヒューバートのキャラクター設定担当者であるぷりんに却下されてしまい、最終的にダークランスと結ばれることになったと、2019年のブログの記事の中で明らかにしている。
ミル・ヨークス
登場作品：2 - 02 - 3 - 03 - クエスト - 10 - 鬼畜王
ラギシスの弟子である「カスタム四魔女」の一人。幻獣を召喚する魔法を得意とするレアな魔法使いだが、その実態は子どもである。
初出作品である『2』では、指輪の力により大人に化ける。ランスは彼女を抱いた後に事情を知って後悔している。一方、本人は色事に通じた姉の影響か、同世代の子を子供として見るようになり、かなりませた性格となった。
指輪から解放された後は、すぐにミリと薬屋を始めるが、ミリがしょっちゅう留守にするので、一人で店番をしている。
『3』ではランス一行とは別行動を取った後、途中で合流する。
『クエスト』では、物語の一年前に不治の病を患っていた姉の挑戦旅行に付き添って世界中を旅して姉の最後を看取り、「おねーちゃんの分も楽しく幸せに生きる」ことを目標としている。今作でミルの誘惑攻撃にランスのハイパー兵器が反応を示したために狩猟解禁で「女」として認められるようになった。後日談では、エロ関係に特化した各種秘薬を発明。ホレ薬、媚薬、精神破壊薬など、「ドラッグ魔女ミル」として裏世界ではその名を知らぬ者がいないほど有名になるとされる。
ミリ・ヨークス
登場作品：2 - 02 - 3 - 03 - 鬼畜王
ミルの姉である剣士。
初出作品である『2』では、妹の正気を取り戻すべく迷宮に挑み負傷していた所をランスとマリアに助けられ、ミル解放まで同行する。途中のエッチな仕掛けの対応を何だかんだとマリアに押し付ける。
ミルの解放後は2人で薬屋を始める。
『3』では、マリア達と共にランスに同行する。途中、性的に貪欲だったり男女見境無い所をみせつけており、ランスが苦手とする数少ない女性の一人である。
不治の病を患っており、『クエスト』にて妹と旅に出ている間に死亡する。
エレノア・ラン
登場作品：2 - 03 - クエスト - 10 - 鬼畜王
「カスタム四魔女」の一人であり、初出は『2』である。幻覚魔法の使い手ながら剣術もこなせる魔法剣士。
もともとは気弱で優しく真面目な性格だが、指輪の力により、カスタムの少女達を次々と誘拐した上で拷問を繰り返すなど残酷なことを平気で行っていた。ランスにより指輪の支配から解放された後に、自責の念にさいなまれ一時は死も考えるが、生きて贖罪する道を選ぶ。少しでも町のためにと役場で復興資金をリーザスから借り入れしたりと懸命に働いている。バードの左腕を斬った張本人でもある。
『3』ではマリア達がランスと遭遇した時点で既に負傷していて登場せず、エンディングでベットの上で「出番がない」と愚痴っていた。
『クエスト』では、カスタムの都市長代理に出世する。一方で、過去の自らの悪行に常々自責の念を抱いており、生きる目的が見出せずどこか無気力ではあったが、ランスが「志津香やミルを殺す」と脅して言うことを聞かせた上にエロいことをして、そして自らを憎ませることで、友人を守る気持ちを生まれさせた結果、それを糧に生きることの目的を持つようになった。

#### カスタム市民
トマト・ピューレ
登場作品:2 - 02 - クエスト
カスタムの女性市民で、『2』（およびリメイクである『02』）ではアイテム屋として登場した。また、『クエスト』では冒険者として登場。
芳川真知子
登場作品:2 - 02
カスタムの町の占い屋。コンピューターを駆使した占いで、今日子の魔法での占いと一緒に確実な情報を提供してくれる。途中で今日子がいなくなってからも単身コンピューター占いは続ける。
芳川今日子
登場作品:2 - 02
カスタムの町の占い屋。魔法での占いで、真知子のコンピューター占いと一緒に確実な情報を提供してくれる。
バードとつきあっていて、ランの妖体迷宮で迷っていると助けに来てくれるが、バードがシイルに惹かれているのを知りバードからも迷宮からもカスタムの町からも身を引いてしまう。
ラギシス
登場作品：2 - 02
『2』およびリメイクである『02』にて登場。カスタムの町を守護者とみなされていた魔法使い。その実態は、4人の弟子達の魔力を自らの物とし、野望を実現しようとしていた。ランスを利用して指輪を手に入れ、彼を追い詰めるものの強大な魔力を制御しきれなくなり自滅した。

### コパ帝国
コパンドン・ドット
登場作品：5D - 6 - クエスト - 10
ポルトガル出身のおみくじ巫女。父にレオパルドン・ドットがいる。
14歳の時に恋に落ちた相手を占った際に小吉が出て以来、大吉の男を求めて旅に出ている。初出作品である『5D』の物語開始の2ヶ月前には、町でナンパしてきたバードを大吉の男だと信じ、行動を共にしていた。その後、異次元に迷い込んだところをランスと出会う。当初、ランスについて占ったところ大吉と出たが、品のなさから自分の占いを信じられなかった。その後、ランスが本物の大吉と知った際は彼に言い寄るも、降られてしまう。
『6』でもランスのことをあきらめきれずにおり、彼に抱かれて目覚めた金運で大儲けをする。そして、得意のおみくじを商売に利用しドット商会という大商会を築き上げていた。
ゼス崩壊の際、ランスと行動を共にしていたことで先に情報を知り株取引で大儲けして、Mランドのそばの小さな国を買いそこを「コパ帝国」とし、その後Mランド（遊園地都市）も買う。またもランスに振られ、今度は「ランスを買う（彼が冗談で提示した1兆億G）」ことで手に入れることを目標に金を稼いでいる（これ以降ランスに抱かれる度に「自分がランスの体を買っている」との名目で金を握らせるようになる）。
『戦国』では直接登場しないものの、大勢の援軍の送り主でらう。また、マリアの初代チューリップ1号を盗んでJAPANの種子島に売り払った張本人。
『クエスト』では都市国家ポルトガルを購入した。作ったり買収したりして集めた多数の企業をまとめる「コパHD」を作り、無税治外法権で多くの人が集まる新しい都市「CITY」を作って「独立国家コパ帝国」の女帝として君臨し、総資産でアダブタ氏を抜いて世界一の大富豪となる。今作品はその第4都市「CITY」を拠点とした物語となっている。
禁欲モルルンの呪いがかかったランスに抱いてもらえるように、国が買えるくらいの大枚を叩いて「禁断才能」を購入して才能限界をLV37に伸ばしている。進め方によってはついに三十路を迎えることになり、ランスの許容範囲を超えるもののその成長過程のような容姿から特別扱い。
キサラ・コプリ
登場作品：4.1 - 4.2 - クエスト
「カード魔術」という変わった戦闘方法が使える冒険者。両親が400万Gの借金を残して失踪したために若くして多額の借金を背負うこととなり、真面目でキッチリとした性格ゆえに借金から逃げる事も出来ずにますます深みに嵌まっており、借金の形としてプルーペットに身柄を拘束されている妹のレベッカを助けるために金を稼いでいた。
初出作品である『4.1』および『4.2』では、バードのパートナーとして登場し、そこで出会ったランスから目を付けられる。
ハピネス製薬の工場の地下にある洞窟で罠にかかり、バードと二人で密室空間に閉じ込められてしまう。死を覚悟したキサラは、自分を今まで助けてくれたバードにせめてものお礼にと処女を捧げると言うが、それを上から見ていたランスの陰謀「バード変態プロジェクト」により、以降バードを鬼畜と誤解し、彼から離れる。プルーペットに借金の利子を請求されているところに、通りかかったランスが事件解決で得た報酬を肩代わりしたことから彼を慕い、行動を共にするようになった。
『クエスト』では自らもプルーペットによって人格を魔法で封印された上に福マンに改造され強制的に売春婦のような事をやらされており、ランス城に姉妹を連れてプルーペットが訪れた際にランスに800万Gで(場合によってはコパンドンの値切りで大幅に価格を下げることも可能)妹共々身請けされ、フクマンの封印を解かれて以後ランスのパーティーに加わる。冒険後、コパンドンが作り出した人工的なブームに乗せる形で、父の残した莫大な不良在庫のカード魔法用のカードをあっという間に売り切って莫大な利益を得たものの、貧乏が染みついたので今でも質素な生活をしている。
レベッカ・コプリ
登場作品：クエスト - 鬼畜王
キサラの妹で、親の作った借金の形にプルーペットに身柄を拘束されている。借金を返済するためにプルーペットに人格を魔法で封印された上に福マンに改造され強制的に売春婦のようなことをやらされていた。
『クエスト』では、ランスに800万Gで姉と共に身請けされて、その境遇から救われフクマンの封印を解かれるも、封印されていた期間が長く薬の効果もあってすぐには人格が戻らず、あまり感情を見せず言葉も少な目。だが、それでも姉には解かるらしく、姉曰くランスには感謝している。後日談では、薬の効果はまだ抜け切れないものの、楽しそうにしている時もある、とされている。
鬼畜王
年齢は15歳。イベント次第ではその境遇から救うことができる。

アームズ・アーク
登場作品：クエスト - 10
一人で各地を転々としながら強力なボス系モンスターを狩る女性ハンター。その噂を聞きつけたランスに目を付けられ、翔竜山でドラゴン退治中に追ってきたランスと出会う。ランスの加勢の申し出を断るも強制的に加勢された。ドラゴン退治後にランスと共に崩落事故に巻き込まれて身動きの自由が利かない状態の際にランスに犯されてしまい、禁欲モルルンの影響でLV1となったことでランスのパーティーに誘われるがそれを断るも結局は独りではいかんともし難いのでパーティーに加わることとなる。冒険後も独身のまま老衰したその日までモンスターを狩り続け、ボス系モンスター7,365匹、魔人1体、収集した伝説級の宝具45個の生涯戦果を残した。
キバ子
登場作品：クエスト - 10
自由都市の森でひとりで暮らしてた少女。ランスのキバが好き。マンガ肉も好き。ランスに懐いた後はランス城で暮らしている。
サチコ・センターズ
登場作品：クエスト - 10
イケラ第2応用学校に通うた女学生。
初出作品である『クエスト』では、ランスに助けられたことをきっかけに行動を共にしており、道中拾った盾を無理やり持たされている。この盾は呪われており、ガード職のスキルを得られるも外せなくなってしまう。その際、盾に「ヒロシ君」と名づけている。
ランスらと共に冒険を続けるうちにガードへのやりがいに目覚め始め、当初の約束通りランスに処女を捧げて解放され元の生活に戻ってはみたものの、物足りなさを感じて、再びランスと共に行動するようになった。
腕には父によって刻まれた「回復の聖刻」があり、怪我を負うと通常よりも早く回復する。学校の成績によっては父によってさらに効果が上がることもある（上がるかどうかはスキルの「義務教育」のレベル次第）。
学校にもヒロシ君装着で行っているが、公式によるとどうにかして認可してもらったもよう。また段々とヒロシ君に愛着がわいている。
また同作の後日談でヒロシ君が壊れたことでやる気をなくし、パン屋のC君と結婚したことになっているが、プレイヤーファンからの大批判を受けた結果、『マグナム』では壊れかけたヒロシ君を修理するイベントが追加され、それをクリアすると、ガード重視のキャラクターの中でも最強クラスにまでパワーアップする。それを経た後日談では、世界有数のガード職として有名になったとされている。
『9』では補習中ということで直接の登場はないが、クルックーの案内役として代わりにアルカネーゼが同行したとされており、クルックーの側近に取り立てられている事が暗示されている。
アタゴ・マカット
登場作品：クエスト - 10
CITYにある「マカット酒場」の店主。店の名物は葡萄ごはん。
ランスがCITYに居つくようになってから、町では誰もランスに逆らえないのもあり傍若無人な振る舞いにいつも振り回されて何かと被害を被る。たまに逆らった態度を取ると「店を潰す」と、脅されるために泣き寝入り状態。葡萄狩りの際には、傭兵達を雇ってまで、ランスが担当していた自分の依頼を失敗させようとしていたが、結局傭兵達はあっさりランス達に倒された挙句、葡萄を渡して貰うのを条件に、パンツ丸出しで営業をさせられた。また、ランスを訪ねる者が店に来るケースもあるが、その際も入りびたりなどのトラブルが起きている。
とあるアイテムを集めると、「舞姫」の特技を得てパーティーに加わるようになる。
後日談では、ランスが旅立つと店は再び平穏を取り戻して常連の客も戻って明るさを取り戻すが、何か落ち着かず、その平穏に不安を覚える日々を送っている、とされている。
シャチョー・アマズサ
登場作品:クエスト
CITYの土建業アマズサ組の社長。明らかにランスの経済状態では無理な城の建設をプルーペットと共にコパンドンを当てにして薦めており、手抜き工事で儲けようとするが、コパンドンが監視していて手抜きできなかった。
後に、その金儲け主義をパステルに咎められ、金しか食べられない呪いを掛けられて食欲と資金が破綻し、トチ狂ってランスを襲撃して返り討ちに遭う。
アテン・ヌー
登場作品：03 - クエスト
ゼス出身の魔女。魔物召喚、迷宮制作など高度な術も使える能力の持ち主ではあるものの、なかかか外に出ようとしない。
小さい頃から魔法が得意で天才児ともてはやされ、従姉妹が研究していたオリジナル魔法を完成させ発表、ゼス応用学校卒業までの単位をさっさと取得して早期卒業、魔法研究のさかんな上級学校に博士として進学するが、03でのランスらとの冒険のレポートを却下され、上級生のレポートの手伝いをさせられたり、親からの期待に耐え兼ねたのが原因で「真面目にやればやるほど自分の負担が増えてバカを見る」と悟り、ゼスのキュウスイ村の近くに自ら作り上げた「魔女の迷宮」で少し休暇を取り休むつもりが、漫画や濃い趣味の魅力に取り憑かれ、真面目に生きるのが面倒になり、そうしているうちに取り返しの付かない引きこもりになった。
引きこもって魔法研究をしようとしたが、めんどくさくて止め、動かず儲けられる株とかしようとしたが、めんどくさかったので止め、性に興味を覚えたのでゆきずりの男とセックスしたが、楽しくなかったので止め、漫画家になろうとも試みたが、少し線を引いただけでめんどくさくて止め、結局「やっぱ、娯楽の天才である先生方が作った作品を見て過ごすのが1番」との結論に至る。
その後両親がせめて嫁にでもと見合いを勧めたが、人と会うのめんどくさいのですっぽかし、両親がうるさいのでついには完全に家出し、「魔女の迷宮」に引きこもるようになる。その際、土地の近くのキュウスイ村の者が文句を言ってきたので魔法で脅迫して定期的におこづかいをもらい始めたことによって村人がギルドに依頼してしまい、ランスが現れた。
自ら戦うのはめんどくさいので魔物を召喚し戦わせ、ランスがそれらに勝ったのでHをさせることとなり、その後半ば無理やりランス城に連れて行かれることになった。
冒険が終わると、いつの間にかランス城からいなくなり、どこかの地下迷宮に再び引きこもる。10では玄武城にて、完全なる引き篭もり環境を手に入れた。
ゲーム中で戦闘に出すと、戦闘終了後20%の確率で引きこもってランス城に帰ってしまう。
ランス01では失伝した魔法を復活させた天才として、9ではジュリア=リンダム、アニス沢渡と並ぶ足手まといとして名があげられている。
キース・ゴールド
登場作品：1 - 3 - 03 - 4.1 - 4.2 - クエスト
キースギルドの長。ランスとの仲は余り良くないがその実力は認めており、ランスに合うような冒険の仕事をくれる。6や戦国においても名前だけは登場する。クエストではコパ帝国に移住し、再びランスに仕事を与えるギルド長として顔つきで復帰、秘書のハイニと結婚し子供を授かった。
ジーマ
登場作品:クエスト
『DALK』からのゲストキャラ。
かつて亡国の姫だったが呪いを掛けられブタの化け物にされていた。ランスのおかげで呪いは解けたが既に国は滅びていたので、やむを得ず冒険者としてパーティーに加わる。時折ランスに元の姿をからかわれる。

### 闘神都市（イラーピュ）
フロストバイン
登場作品：4 - 4.2 - クエスト - 10
イラーピュの奥に住み、聖魔道王国の技術を研究していた老齢の魔女。人工生命体あてなシリーズの開発者であり、『4』ではあてな2号をモニターとしてランスに預けるほか、『4.2』では物陰からあてな2号の活躍を見守っている。
また、『クエスト』ではCITYでアイテム屋「フロストバイてン」を経営する。
タマ
登場作品：4 - 4.2 - クエスト - 10
フロストバインの助手で、見た目は普通の少女だが化け猫。
初出作品である『4』では発情期ということで、ランスに相手をしてもらう。
『クエスト』では人間の彼氏ができたのでランスとはHしない。空地を手に入れ、そこに出没するモンスターの退治をランスに依頼するが、報酬として空地の半分をとられる。後にその地にランス城が建てられる。

### レッド
セル・カーチゴルフ
登場作品：3 - 03 - 6 - クエスト - 10 - 鬼畜王
自由都市レッドの神官。本名はセル・セッテントマイ・カリフラジリスティック・パイポノシューリンガン・カーチゴルフ。
「神の教えは絶対であり、人はみな正しく生きるべき」と、非常に熱心で真面目な布教活動をしている。
基本的に慈愛と信念に満ちた女性であるが、AL教団への信仰心の強さからか、ゾンビ退治において躊躇いなく浄化を行なうなど、ある意味非情とも思える一面も見せている。また、頑固で融通の利かない頭でっかちな面もあり、自分の考えを信じるあまり他者に考えを強いる事もある為、それが原因で返って周囲に迷惑をかけてしまう事もある。
唯一処女をランスから守り通している（『6』でアナルセックスの素質が発覚）。
3
17才。リーザスへ向かうランス一行と知り合い、その不真面目な行動を正すために同行する。リーザス解放後は、魔剣カオスを預かって封印していた。
6
19歳。永らくランスから勝手に預かっていた魔剣カオスの返却を要求されるが、魔剣・カオスが災いしか齎さないとして返却を拒否。廃棄迷宮に棄てようとし、ランス達からゼスを襲撃した魔人撃退のために必要であると説得をされても、頑として首を縦に振ろうとせず、逡巡している内に廃棄迷宮に落としてしまい、ランス達に迷惑をかけている。
クエスト
ランスを改心させようと努力するも上手くいかず、悩みを法王クルックー・モフスに相談した結果、男の性について多少の理解を示しランスに抱かれるも、「後ろ」で「前」は処女。後に神父に出世してランス城の近くに中サイズの規模の教会を建設してその責任者に就任する。「生涯、ランスから処女を守りぬいた奇跡の女性」と歴史に残る。
鬼畜王
18歳。近所の子供達にも人気があり、教会に来る金持ちの老夫婦には、孫の嫁に是非とも来てくれと言われている。

### アイス
ドハラス・ハピネス
登場作品：4.1 - 4.2
世色癌シリーズの発明者でハピネス製薬の社長。経営より技術畑の人間で、外見はあまりぱっとしない。

### ロックアース
カチューシャ・ボッシュ
登場作品：10 - 鬼畜王
10
ロックアース前都市長の戦闘情婦だったが都市長の地位を丸ごと奪い取り、ロックアース都市長兼DXの会会長になっている。戦闘においても性技においても発揮されるその並外れた技術は彼女の壮絶な人生を物語っている。
鬼畜王
17歳。ヘルマン第5軍所属の会計士。友達であるソルニアと結託しロレックスを利用し権力を手に入れる。性格が少々歪んでおり、男は女に貢ぐために存在すると思っている。

グラック・アルカポネ
登場作品：鬼畜王
ロックアースの街にあるDXの会というマフィアのボス。先代のドン・ボーンボンの子供である彼はマフィアのボスとなるべく育てられたため、麻薬、売春は彼にとってはビジネスでしかない。また、弱い人間は金づると見ている。グラック本人には性欲がなく女性は商品だと思っている。生まれつき目が見えないため、常にSPと行動を共にしている。10ではカチューシャにボスの座を奪われている。
『鬼畜王』では、過去にソルニアとカチューシャに痛い目に遭わされたことがあり、復讐の機会を狙っている。ゲーム中、ランスが彼女たちを手に入れたあとでDXの会を訪問すると、グラックからふたりを売るよう持ち掛けられるイベントが発生する。
あおい
登場作品：10 - 鬼畜王
10
王侯貴族向けの商品として調教された最高級の性処理用奴隷である女の子。奴隷としての値段にすればおそらくシィルの10倍はくだらないとされる。
鬼畜王
グラックにより攫われてきて、性の奴隷となるべく改造、洗脳された女の子。男のフェロモンに敏感で何をしても悦ぶ。快楽を与えられる事が最大の喜び。
ゲーム中ではランスがDXの会を訪問するとグラックよりプレゼントされる。元々はヘルマンとの開戦時にステッセルから肉奴隷をプレゼントされるというイベントが予定されていたが、それが変更されてこのイベントになった。

### パランチョ王国
ポロン・チャオ
登場作品:10
自由都市にあるパランチョ王国の国王で、ピッテンの弟。
初出はアリスソフトの『かえるにょ・ぱにょーん』であり、同作では主人公を務めた。
ピッテン・チャオ
登場作品:9 - 10
パランチョ王国のポロン国王の兄。王国に伝わる、魔法を跳ね返す黄金の鎧を身に纏い、「完全無欠の黄金騎士」と呼ばれる。
かつてポロンがパットンの世話になった恩を返すために「無法者」に参加する。
弟ポロンと同じく『かえるにょ・ぱにょーん』が初出のキャラクターである。

### ポルトガル
プルーペット
登場作品：6 - 戦国 - クエスト - 10 - 鬼畜王
薬、武器、防具等幅広く扱う「プルーペット商会」の代表。『闘神都市2』以降のアリスソフトのゲーム全般に登場している。
間抜けなイメージが強いが、実は裏で売春組織等と結託している悪徳商人であり、ゼスで行われていた幼年幼女の売春業とも結託している。
『クエスト』ではアマズサ組と結託してランスに城を売っているが、ランスが危機を救ったのを利用して、裏でリーザスやゼス、JAPANに建設費用を徴収していた。また、キサラやレベッカを福マンにして売春業をやらせていた。
『鬼畜王』ではポルトガルを拠点に各地で商売をしており、金さえ出せば、兵器であれ奴隷であれ、どのような物でも売買する。リーザス城にも出入りしており、リアがよく利用している。色々な国を渡り歩いたため、奇妙な言葉遣いを使う。

### 火星都市
火星大王
登場作品：鬼畜王
自由都市火星国の都市長。元はクルピストン人とのハーフという設定だった。奇天烈な性格の持ち主で言動は意味不明。
鬼畜王
年齢は20代後半。仲間にすることが出来るが、一定期間で女の子達を攫って行ってしまう。

## リーザス王国

### リーザス女王と側近
リア・パラパラ＝リーザス
登場作品：1 - 01 - 2 - 02 - 3 - 03 - 4 - 6 - クエスト - 9 - 10 - 鬼畜王
リーザス王国の現女王。GI1000年に、リーザス国王ウェズディングと、王妃カルピスの間に生まれる。子供の頃は優しくてまともな性格だったが、大事にしていたイグアナのパパンちゃんをメイドが誤って殺してしまい、怒ったリアがそのメイドを虐めたところ、快楽を感じ、それ以来侍女や部下を使い娘達を誘拐して拷問することが趣味になった。その後、国王である父と、皇后の母を強引に隠居に追い込み、リーザス女王として実権を握るようになる。ペットとして、ライトニングドラゴンの「はるまき」を飼っている。
大好きなランスと侍女のマリスには甘えて子供っぽい態度を取るものの、今でもサディスト気質は変らず、ランスに怒られるので控えている。頭脳は明晰、性格同様抜け目のない、効率的で冷徹な政略を有するが、だが、ランスのことになると正常な判断力を失う。シィルの存在に危機感を持っていて、隙あらば亡き者にしてしまおうと画策している。マジックという新たなライバルが増えたことに対してはあまり脅威に感じていない一方でシーラに対しては「ダーリン好みの正統派姫君」と認識しており警戒している。
1
ヒカリ・ミ・ブランが行方不明になった事件で捜索にやってきたランスと出会い、お仕置きと称して強姦同然に処女を奪われる。それ以来、処女を奪ったランスを「ダーリン」と呼んで正妻気取りでおり、度々結婚を迫るようになるが、一人の女に縛られていたくないランスに拒否され続けている。
2
マリスとかなみを連れ、ランスを追ってカスタムの酒場の2階に投宿している。
3
17才。ヘルマン帝国のパットン・ミスナルジと魔人が結託してリーザスに侵攻してきたために、一時城を陥落される。このピンチに、かなみにランスに力を貸してくれるように頼みに行かせた。そしてランスの実力を見込み、彼に王家に伝わる秘伝の武具であるリーザス聖武具を託す。
ランスに救出された後はパーティーメンバーとなり、夜、かなみが夜伽に呼ばれると乱入し、かなみを下がらせて自分が相手をする。戦闘ではペットのはるまきの電撃を「リーザスの雷竜」として武器にしているが、それ以外はほぼ戦力にならない。
4
行方不明となったランスを捜索する。ランスがリーザス上空にある浮遊大陸イラーピュにいることを突き止め、マリアに飛空艇を作らせ、そしてリーザスから精鋭を集めてランス捜索隊を送り込んだ。また、かなみには、ランスの奴隷であるシィルをランスと別れなければ殺すようにと命令した。
6
19歳。ゼス王国がマジノライン停止により魔軍の侵攻を受け、混乱している最中に、救援活動と称してパラパラ砦に5万の兵を配置し宣戦布告しようとするが、直前にランスが説得して未遂に終わる。その後も援軍の名目でリーザス軍をゼスに入れたがって失敗するも、ガンジー王が「マジノライン復旧作戦で活躍した者に王の座を渡す」と宣言したため、リーザスから最強の騎士であるリック・アディスンを派遣。これで、合法的に（ランスに怒られないように）ゼスを手に入れようとしていた。
戦国
ランスの援軍要請に最初に見当かなみを派遣、次にマリアを派遣する。3度目の援軍要請で「ダーリンの危機」と勘違いし、リーザス全軍でJAPANに進軍しようとしたが、結局レイラが親衛隊を率いてJAPANに向かうことで落ち着く。
クエスト
ランス城が完成すると、中に豪華な大使館を築き、そこで政務を取るようになる。進め方（才能限界を上げてLV35以上にする）によりランスに抱かれると、後日談ではランスの子供を懐妊することになる。
9
ランスのヘルマン革命参加の手紙を受け取ったことで軍を動かす代わりにリックとチルディをランスの下へ向かわせる。
かなみルートではランスにデレデレになったかなみを知り、それに激怒してリーザス全軍を率いてヘルマンに進軍。乗り込んだヘルマン帝都でランスの子供を身ごもっていることを公表し、かなみと対峙して彼女の本気を確認するとかなみをクビにする。その後かなみに手紙を出し「今度は友人として会いに来い」と伝えた。
鬼畜王
18歳。ランスと念願の結婚を果たす。ストーリーの進め方によってはランスがシィルと再会することになるが、嫉妬の余り恐ろしい行動に出ることがある。
関係者による言及
TADAは2022年の個人ブログの記事の中で、リアはほかのキャラクターと同様に語感やキャラクターらしさを優先して適当に名付けたが、後から名前の一部が共通するキャラクター（例：マリア）を出した結果、ソースコードや登場シーンを調べる際に苦労したと振り返っている。

マリス・アマリリス
登場作品：1 - 01 - 2 - 02 - 3 - 03 - 4 - クエスト - 10 - 鬼畜王
リア付き筆頭侍女。その実体は肩書き以上の権力を持ち、事実上リーザス王国を一人で支えていると言われる影の宰相。
リアに特別な感情を持っている同性愛者（ただし、当初の設定ではノーマルであり後の設定で徐々に変化した）。
7歳の時からリアに仕え、彼女がまともな頃から知っており溺愛している。リアに不利益をもたらす者達を、頭と躰で窮地に追い込み、排除して行くなどの行為を積み重ねていった結果、筆頭侍女という地位と権力を握る。非常に優秀だが、リアにたいして忠実であるあまり、彼女のためなら手段を択ばず、筆頭侍女の地位についたのも、リアを守るためである。
リック・アディスンに好意を持たれているが、気持ちに応えることが出来ないため、気付かないフリをしている。
1・01
リアが女の子を誘拐して拷問しているのを知っていながら、それを止めるどころか協力までしている。セラという偽名でパリス学園に潜入、01ではランスに「お店のお姉さんのよう」と言われたが本人は完ぺきな変装と思っていた。
ランスに真相がバレると体を差し出して足止めしようとした。実はランスに腕をへし折られた後、ランスに犯されたリアの初体験を物陰から写真に収めている。
01ではラスボスとしてランスの前に立ちふさがる。
2・02
リアと共に登場するがセリフ無し。
3・03
24才。突如リーザス城に現われたヘルマン軍によって、リア女王共々捕まってしまう。事前に知識のガードを掛けていたため、拷問されても口を割らなかった。ランスに助け出されるが、ノスに人質にされたため、魔剣カオスを奪われた。ランスに解放されてからはリアと共にパーティーメンバーとなり、魔法使いとして戦闘に参加している。この頃は女王らしくない行動を取るリアに度々注意する等、甘やかすだけではない厳しさも見せたが、03ではわずかに甘いところが出ている（カオス封印の解除にキスするのが必要というリアの嘘への真偽に言葉を濁すなど）。
4
リアの命令で行方不明になったランスを水晶占いで浮遊都市イラーピュにいることを突き止めた。自らも救出に向かいたいと言うリアを説得し、二人でリーザス城にとどまった。
クエスト
リアと共にパーティーメンバーに加わるが、「3」と異なりヒーラーとなっている。
鬼畜王
25歳。リーザス国王となったランス付きの侍女となる。内政のことは何も考えていないランスに代わり裏方を取り仕切り、軍事面以外は全てマリスが処理をしている。ルドラサウムの下に赴く際、盆踊りを要求されとまどいう場面がある。

見当かなみ
登場作品：1 - 01 - 2 - 02 - 3 - 03 - 4 - 6 - 戦国 - クエスト - 9 - 10 -鬼畜王
JAPAN出身。
中流家庭の次女として生を受けた。GI1007年に家族で山にハイキングに行った際に、トンボを追いかけてひとりはぐれ、野垂れ死にするところを風魔の忍者に拾われ、忍者となる。GI1010年に下忍試験を受けるが不合格、翌年合格。GI1012年に大陸への修学旅行中にはぐれて戻れなくなり迷子になっていたところをリーザスの王女リアに拾われ、そのままリーザス王国に仕えた。なので故郷では「抜け忍」扱いとなっており、見つかれば処刑される身の上である。
リアの命令で諜報から暗殺まで何でもこなし、シィルを誘拐したり、ランスを絞め殺しかけたりもした。ランスにより度々酷い目に合わされているので嫌っているが、リアから出される命令は主にランスがらみのことなので、改善できずにいる。いつか忍者を辞めて普通の女の子になりたいと思っている。ランスには結構な頻度で抱かれているのだが限界レベルが上がったためしが無く（下がったことすらある）中途半端なままである。『ランス6』からランスのことを意識しだしモヤモヤしている。ランスの「運命の女」の一人。
初出作品である『1』では「女忍者」という役名であり、ラスボスの立ち位置にいる。
1
リアの命令でヒカリをさらった事により、彼女の捜索を行うランスと接触、場合によっては彼の財布を掏る。その後、ヒカリを救出するべくリアを追うランスの前に立ちふさがるも倒され、性器に指を3本突っ込まれ、4本目を突っ込もうとするランスの脅迫に負け、彼女の行き先を吐いてしまう。実は拷問の際に名前を聞き出せる。
リメイク版にあたる『01』では、名前の聞きだしができなくなった。また、メナドとの交友のエピソードが描かれた。
2・02
リアと共に登場するかセリフ無し。また、02ではボカシ処理がかけられている。
3
16才。女王リアの命を受けてランスの元へ向かい、手を貸して貰う条件として、ランスとHをした。しかし肝心のランスは、リーザス聖武具を売り払ってしまっており、再び手に入れるまで苦労し、さらに道を塞いでいるリターンデーモンに進んで抱かれるなど、散々な目に遭う。
03
3よりかは女の子の面が見て取れるようにはなるが、リターンデーモンに抱かれる代わりにランスとのセックスを配信されるなど、扱いのひどさは変わっていない。
01より親睦が深まったメナドがランスにベタ惚れなのをたしなめるが、後に本人も9でベタ惚れとなる。
4
16才。リアの命令でランス捜索隊に参加し、その他にシィル暗殺の密命も受ける。ランスと別れるようシィルに要求するも殺すことが出来ず、自害したところをランスの説得により考え直す。そのためリアに怒られる。
帰還後、リアの命令で初級学校に1年通わされる。
6
18歳。任務に失敗してゼスの女の子刑務所に捕らわれている所をランスに見つかり、からかわれた挙句救出されるが、リアがランスの気を引くために乱発した「かなみを自由にしていいよ券」のせいでランスの部下として働くこととなる。それでも裏でリアにゼスの近況を逐一報告し、リーザスがゼスを乗っ取るための作戦に貢献している。
夢で黄色いトリに「運命の相手と電卓キューブに行って課題をこなすと独自の武器が手に入る」と言われ、ランスと電卓キューブでのクエストをこなすと「首切り刀」が手に入る。これは以降の作品でも所有している。
戦国
ランスの援軍要請から、リアの命令を受け忍者部隊を率いて参戦。同じ忍者の多いJAPANでは、鈴女に手玉に取られて凹んだり、犬飼から強制的に修行を積まされたり、抜け忍として捕まり公開処刑されそうになり失禁するなどした。
同作の後日談である『三匹』では、JAPANで犬飼から無理矢理修行を受けさせられた。また、愛刀の「首切り刀」が盗まれる被害にもあったが、エンディングでは無事「首切り刀」を取り返して天満橋を渡りJAPANを後にする。
クエスト
リアの命令で天井裏で常にランスを監視し続けていた。リアがパステルを懲らしめようとカラーの森に侵入した際には同行し、リアを庇って思考が漏れ出て他者に伝わる「拡散モルルン」という呪いを受けた（後にパステルに土下座して解呪してもらう）。
鈴女の死後、彼女に取りつかれ修行をさせられたことによって中忍レベルまで成長した。
透明の鎧「ラソウコウ」をランスに騙されて着せられ、公衆の面前で全裸を披露させられた。
今作のキャラクター投票の「一番かわいそうなキャラランキング」において一位になった。
今作品では限界レベル時にランスに抱かれることにより限界レベルが上げられるようになっている。
9
メインヒロインの一人。相も変わらずランスを監視しているところをランスのヘルマン革命に巻き込まれる。今回も一人で周辺の警護を担当させられたり、ようやくできた部下が暗殺者として自分以上のフレイアだったりと苦労は絶えない。そんな彼女も最初はHをせまるランスに反発していたものの、真面目に口説いてくるランスに自らの恋心を認め、それ以降は親しくなる。
彼女のルート並びに真エピローグではリアにランスとの関係が知られリーザスをクビになり、それ以降はランス専属忍者となる。その後もリアとは友人として付き合っていく模様。
鬼畜王
17才。偵察任務に失敗すると、拘束され拷問係に輪姦された上で殺害されてしまう。ゼスに任務で派遣するとコード・パッセンテーデと知り合ってプロポーズをされる展開があり、それまでのランスの行いによってその後の展開が変化する。実はランスがかなみとゼスの忍者に暗殺されGAMEOVERな展開が、かなみにとっての幸福条件なのであるが、開発チームによるとその後ランスの子供を妊娠していたことが発覚し、ゼスの忍者に殺される模様。

### リーザス第1軍（黒の軍）
バレス・プロヴァンス
登場作品：3 - 03 - 9 - 10 - 鬼畜王
リーザス「黒の軍」の将軍であり、リーザス軍総大将。
非常に優秀な歴戦の老将軍でリーザス軍の大黒柱。ランスの手腕を認め、気に入っているのか、なにかと話しかけてはボケ老人呼ばわりされている。
以後の作品でもなにかと話題の中に登場するが、本人の出番は少ない。
3
ヘルマン軍がリーザス城を落した際には、術者の魔法によって洗脳されていたが、ランスがその術者を倒したことにより正気に戻り、以降リーザス解放軍としてランスらと共に戦う。戦後、ランスをリーザスの将軍に誘うが断られている。
鬼畜王
年齢58歳。娘ハウレーンも騎士となりリーザス軍に所属している。

アールコート・マリウス
登場作品：クエスト - 10 - 鬼畜王
リーザスの一般階級の肉屋の娘で、小学生の時に憧れの男の子にいじめられて以来、マイナス思考になる。
クエスト
フロストバイてンで「赤っぽい羽」を購入（寄付）すると出現する。指揮能力に優れ、士官学校を首席で卒業するほどの才媛。ランスの寄付によって士官学校を無事に卒業へのお礼と謝罪にランスを訪れた際に、余りの自信の無さを見兼ねたランスから誘われる形で彼の冒険に同行する。エロポピンズ3人に攫われたアクシデントを得て友好を深めて後に友達となったチルディの誘いでリーザス黒軍に入隊し、数年後にはリーザスを代表する軍師となる。
鬼畜王
14歳。リーザス女子士官学校の生徒で、教官のアビァトール・スカットが天才と評したほどの才能を誇るが、典型的ないじめられっ子。
最終試験の卓上模擬戦闘でラファリアと対決し、無理矢理利尿剤を飲まされピンチに陥るが、最終的に逆転勝ちした。
ランスが貝をあげた数少ない女性の一人。ただし、虫食い穴が開いている貝ではあるが、その貝をずっと大事にしている。
このようにランスに気に入られているため、リアには嫌われている。

### リーザス第2軍（青の軍）
コルドバ・バーン
登場作品：10 - 鬼畜王
リーザス「青の軍」の将軍。2メートルを超える巨漢で防衛戦を得意とし、「リーザスの青い壁」と称される。豪快だが見かけによらずな律儀で真面目な性格。ハーモニカが大得意。
16歳のフルルという妻がいるが、若すぎるため、20歳になるまで抱かないことにしている。
鬼畜王
34歳。防衛戦での要。

キンケード・ブランブラ
登場作品：10 - 鬼畜王
リーザス「青の軍」の副将。副将だけあってそれなりの実力はあり、計算高い策略家タイプだが、気が弱くあまり生かせていない。性格面でかなり腐っていて（『鬼畜王』ではその目に余る行動のために、ランス自ら粛清を行う事がある）、権力に弱く、上の者には媚びる傾向があり、表だって逆らうようなことはないが、影では好き放題している。
年下のコルドバの部下に甘んじてはいるものの、元来「面倒ごとはトップに押し付けて自分はNo.2の位置で楽をする」ことを望んでいるので、現在の地位で満足している。上司のコルドバとはうまくいっていない。
鬼畜王
40歳。ヘルマンとの戦争の際に領地を占領すると略奪イベントが発生する。

### リーザス第3軍（赤の軍）
リック・アディスン
登場作品：3 - 03 - 4 - 6 - クエスト - 9 - 10 - 鬼畜王
リーザス「赤の軍」の将軍。大陸屈指の剣豪でその圧倒的な強さから「赤い死神」の異名を持つ。しかし赤の将に受け継がれてきた愛用のヘルメットを被っていないと非常に弱気になり、戦いどころではなくなる。お化けや暗い所は大の苦手。ランスと冒険を共にする内に、決断力と剣の冴えに一目置くようになる。男嫌いのランスも、腕が立ち自分に対して控えめなリックはそれなりに評価し、男キャラにしてはこちらも一目置いている模様。戦っている時は物凄く喜々としているらしく、『鬼畜王』において、ランスはリックとの模擬戦を避ける理由にこの事を挙げて嫌がっていた。
リーザスの一都市で農家の子供として生まれ、騎士になることに憧れて第32回リーザスパラパラ杯に出場するも1回戦で敗退。しかし、試合を見ていた先代赤の将軍アルト・ハンブラに目をかけられ、彼の養子となり剣に師事する。その後、リーザス赤の軍に最年少で入団し、瞬く間に頭角をあらわして数々の武功をあげた。
25歳の最年少記録で第13代赤の将軍を受け継ぐ。その年、ヘルマン1個軍がゼスとの国境であるパラパラ砦から侵攻。激戦となるも、リックはたった1人で撤退させ、この時より他国の兵士から「リーザスの赤い死神」と呼ばれるようになる。
愛用の剣は赤の将に代々受け継がれてきた「バイロード」。極めて軽くある程度長さを自由に調節することが出来る赤い光を刀身とする魔法剣で、絶対に折れたり刃こぼれしたりしないが切れ味は業物に劣る（つまりこの剣による斬撃の効果はリックの技量による部分が非常に大きい）。リックはこの剣を超高速で動かして敵を切り刻む必殺技「バイ・ラ・ウェイ」を使う。
マリスに片思い中。逆にレイラに好意を持たれている。
3
27才。ランスの作戦能力、指揮能力を高く評価し、元々控えめな性格もあってランスにはとても丁寧な対応をする。
4
27才。リアの指示によりランス救出部隊としてイラーピュに向かう。ランスと合流する前、迷宮内でヘルメットをなくし、ヘルメットがないとただの気弱な青年になってしまうことを露呈させる。
6
29歳。リアの指示でマジノライン再起動の決死隊に参加する。
クエスト
リアがペンシルカウに向かうクエストにのみ参加する。
9
リアの命を受けランスのヘルマン革命へと馳せ参じる。戦場では剣豪ロレックスと互角以上に切り結んだり、一人で殿を務めるなど活躍する一方で自分たちを裏切り殺そうとしてきたマイトレイアを殺せずピンチに陥ったりするなど、彼の剣士としての強さと人間としての弱さが描かれる。
鬼畜王
28歳。パットン軍と同盟を結ぶ場合リックの協力が必要となる。

メナド・シセイ
登場作品：1 - 01 - 03 - 10 - 鬼畜王
リーザス「赤の軍」の副将。リーザス軍最年少で騎士になる。元々は弟の付き合いで剣の勉強をしていたらいつの間にか副将にまで上り詰めていた。なお、弟は志半ばで死んでいる。裁縫が得意。見当かなみと仲が良く友達である。
男を見る目に少々欠けている。
1
名前も設定されていない、リーザス城の門番として登場した。
01
リーザス城の門番（都市守備隊）として本編初登場、中盤、ランスにコロシアムの参加証の引き換えに英雄墓場のモンスター退治の依頼を依頼する。その際、ランスとモンスター退治の競争をする事となったが、イベント中勝利した場合は、（主にランスが仕掛けた）罠に手間を取らされた上に窮地に陥ったところを助けられ、ランスが女性扱いをしてくれている事から惚れてしまい、そのまま初体験を行ってしまう。その後も通行手形が必要な城門を手形なしで通られたり、城門で体を求められれば拒否できなかったりと鬼畜王におけるザラックの無法にもつながる押しへの弱さを見せる事となる。それでもかなみに惚気るなど「ベタ惚れ」状態であることは変わらない。もしもしイベントで負けた場合はほれられることはない。なお、モンスター退治の際は本来技能にあっていない「槍」を装備していたがそれでも才能の片鱗を見せる戦いをするシーンがある。
鬼畜王
17歳。ザラックという恋人がいるが、そのザラックは、かなりの外道で逢引を見たランスはメナドに「別れろ」と忠告するほどの人物。そのザラックにいいように利用されている。さらに軍費の横領までしてしまい、ランスに問い詰められるが、すべて自分のせいだとザラックを庇う。連行され来たザラックは、メナドを罵り「すべて悪いのはこいつだ」と騒ぎ立て、それに怒ったランスはザラックを処刑した。それでもメナドはザラックを好きだったようで、ランスを批難して、落ち込んでしまう。しかしその後、親友のかなみにも「ランスが正しい」と言われ、徐々に立ち直った。

### リーザス第4軍（白の軍）
エクス・バンケット
登場作品：03 - 10 - 鬼畜王
リーザス「白の軍」の将軍で、リーザス軍の将軍の中では最年少。肉体的な面では他の将軍に劣るが指揮能力、作戦立案能力に優れる。リーザスの未来のことを常に考えている。
鬼畜王
25歳。新国王となったランスのふざけた演説を聴き、私利私欲のためではなく、リーザスという国の未来を思って反乱を起こす。

ハウレーン・プロヴァンス
登場作品：10 - 鬼畜王
リーザス「白の軍」の副将。黒の将バレスの娘。あまり表には出さないが、父であるバレスを尊敬している。
鬼畜王
23歳。エクスとともにランスに対して反乱を起こすが、敗北して囚われる。その後、ランスにレイプされ彼の夜伽をたびたび命じられることとなる。

ペガサス・フォード
登場作品：鬼畜王
元リーザス「白の軍」の将軍。本人はまだまだ現役だと思っていたが、リーザス王の命令で隠居させられた。隠居する際、部下であるエクスに将軍の座を譲った。性格はかなりの頑固者。
鬼畜王
63歳。エクスが蜂起したため、自らも現役復帰する。

### リーザス魔法軍（紫の軍）
アスカ・カドミュウム
登場作品：10 - 鬼畜王
リーザス魔法部隊の隊長。しかし、彼女が隊長ではなく、彼女が被っているぬいぐるみが隊長。ぬいぐるみの名前はチャカといい彼女の曽祖父。チャカが魔女と戦った際に魔女に着ぐるみにされる呪いをかけられ、単独で行動することができなくなったため、曾孫のアスカがそれを被っている、よって技能とレベルはチャカのもの。
鬼畜王
4歳。アスカは年齢どおりの子供なので、部下コマンドで会話しようとしてもほとんど会話が成立しないが、一緒にミルと出撃させると懐き、ミルの幻獣を目撃して興味を持ち召喚魔法「チューハイ」を覚えることが出来る。

メルフェイス・プロムナード
登場作品：10 - 鬼畜王
魔法使い。以前やむを得ない事情もあって、強くなるために飲んだ禁断の秘薬リヴのために2ヶ月に一度は自分より強い男に抱かれないと狂う。その時が近づくと、その言動や行動は常軌を逸するので淫乱と陰口を叩かれたりもするが、本人はその事を非常に辛く思っている。
鬼畜王
25歳。秘薬の副作用の為、白の軍の将のエクスに抱かれ生きながらえている。エクスに従って反乱軍に参加したが、敗北するとランスの部下となる。普段は清楚な美女だが、淫乱期になると豹変し放置すると狂死ししてしまうのでランスは定期的にHすることを忘れてはならない。解呪の泉に入ると副作用が解け普通の身体に戻るが、魔力が低下する。メルフェイスのデザインは製作初期の時点ではもっと派手な顔立ちと服装だったが、後に修正が加えられ現在のものとなった。

### リーザス親衛隊（金の軍）
レイラ・グレクニー
登場作品：3 - 03 - 4 - 戦国 - 9 - 鬼畜王
リーザス親衛隊隊長。女性ながらリーザスではリックに次ぐ剣豪で、14歳でリーザス剣技大会女子の部で最年少優勝して以来、7年連続優勝を飾る。16歳の時に剣の師匠であったジバと初体験をし、以後は「強い男になら抱かれても良い」主義となったが、その後リックに好意を持っていることが判明し、それ以降ランスにHを迫られても断るようになった。
ランスが「さん」付けで呼ぶ数少ない人物。
3
21才。ヘルマン軍がリーザス城を落した際には、魔人アイゼルに操られていた。ランスによって解放されたが正気ではなく、淫乱になってしまっており、ランスらは、元に戻すためにユニコーンの蜜を取ってきて、なんとか元に戻る。そのお礼として、部屋を訪ねて自らの身体を差し出した時に1度だけランスとHをしている。
4
21才。リアの指示でランス救出部隊としてイラーピュに向かう。マリアの気持ちに気付き、自分の心に正直に生きるよう助言する。
戦国
援軍要請によるリーザス最後の援軍としてJAPANに渡るが、密かにJAPAN一の剣士と謳われる上杉謙信との腕比べを楽しみにしており、望み通りに謙信と対決するも、結果は敗北。本人は平静を装っていたが、実はかなりのショックを受けており、その晩は自我を失うほど自棄酒を煽り、流石のランスでさえトラウマになるほどの酒癖の悪さを見せた。
リックとの関係は、マリアがリーザス城でレイラとリックのデートらしき何かを見たらしく、少しは進展しているらしい。
場合によっては魔軍に捕縛されてしまい、ザビエルにレイプされて妊娠し発狂する。固有兵種である騎士部隊を率いて戦い、合戦でも個人戦でも非常に優秀。
9
ランスのヘルマン革命に参加したリックに代わりロレックスを迎え撃つが敗北を喫し、その後責任を取って親衛隊を辞任しようとする。自らの後任と見込んだチルディにはもっと大きな視野を持ってほしいと思っており、彼女の成長を期待している。
鬼畜王
22歳。JAPANからの使者においての対応次第では、その後の展開で悲劇的な運命が待ち構えており、魔人信長の嫁とされた後、殺害される。

チルディ・シャープ
登場作品：クエスト - 9 - 10
リーザス親衛隊小隊長で護衛を専門とする「金の軍団」所属。普段は物腰柔らかい淑女だが剣の強さに関することでは態度が豹変する。
リーザスの中堅家庭の生まれ。幼い頃に見た夢の中に神様が登場したことがあり、神様は「お菓子を作りなさい」と言っていたが、何かを聞き間違いをして、「武器を取りなさい」と言われたと思い込み、騎士に志願する。たまたまそっちも才能があったが、菓子職人になっていたらもっとスゴイことになっていたらしく、9まで本人はそのことに気が付いていなかった。
「褒められる」「人に尊敬されたりうらやましがられる」のが快感なので影で無茶苦茶努力するタイプ。そうしているうちにどんどん強くなり、同世代では敵無しとなった。剣のホープとなっていた正規軍の騎士（18）と付き合うも、彼から技術を奪い彼以上になった時に別れ、次に50歳の剣豪じいさんと付き合い、奥義である必殺技を教えて貰い、その後、じいさんさら教わることがなくなるとまた別れる。いくつかの大会に出ては優勝を繰り返してリーザス親衛隊に入った。
配属された小隊の隊長を打ち負かして自らが小隊長となったリーザス親衛隊の近年No.1の若手のホープで、親衛隊長のレイラに対抗意識があり反抗気味。過去にレイラに勝負を挑むが断られている。レイラは自分に負けるのを怖がって逃げているのだと思っており、いつの日かその地位を奪うために強くなることへの努力と執着心がある。
強さを求めることに相当な野心家であるが、男と女の差は自覚しており、女として最強を目指している。
クエスト
禁欲モルルンの呪いがありレベルが1に下がるとは言えランスに抱かれることによって基礎能力が上がる事に目を付け、リアの護衛を名目にランスのパーティーに加わる。
抱かれる際には「安っぽい女」とは見られたくないので多少回りくどいことをしがちなために、忍耐力に欠けるランスに途中で諦められて慌てて譲歩することも多い（抱かれないと基礎能力が向上しないため）。
9
メインヒロインの一人。リアの命を受けランスのヘルマン革命へと馳せ参じる。その中で強さに加えて豊かな教養と品のある立ち振る舞いを備えた戦姫をライバル視するようになる。また、お菓子作りの才能が発覚するが、そのことを褒め称えられすぎて剣士として大成したいチルディは逆にへそを曲げてしまう。
彼女のルートでは騎士としての誇りを胸に戦うアミトスと出会ったことをきっかけに自身の栄達ばかりを夢見てきた自分を見つめなおし、心身ともに成長するためロレックスに弟子入りした。
夢で黄色いトリに「運命の相手と電卓キューブに行って課題をこなすと独自の武器が手に入る」と言われ、ランスと電卓キューブでのクエストをこなすと「ムーンクァイ」が手に入る（しかし、チルディから伸びた赤い糸はランスの足の指につながっている）。

ジュリア・リンダム
登場作品：03 - 4 - 鬼畜王
リーザス親衛隊隊員。リーザスの名家リンダム家の娘で、父の薦めに従ってリーザス親衛隊に入隊。実力が必要な親衛隊に入隊する事が出来たのは、ひとえに親のコネとリアに気に入られたから。
行儀見習いのために親衛隊に入隊したが全く改善せず、レイラの頭痛の種になっている。実力も無いし、やる気も無いが、リアと仲が良いためクビになることなくやっている。コンクリ男（ブリティシュ）の世話係。
軍人でありながら鎧を自分で脱げないなど、基本的な生活能力にすら欠ける為、チルディが「ジュリア係」として付くほど。
ハニーキングに気に入られているようで、作品によっては訓練や改造で強化される。
03
他に適当な人間が居なかったことから、ゼスから研修に来たアテンのガイドとして彼女に就く事となるが、逆に彼女がアテンにガイドされていた。
リーザス解放軍に付いて行きながらガイドしていき、場合によっては最終決戦の直前に正体を明かし、アテンと共に仲間入りするが、筋力・魔力・技量が全てレベルと同じ値である上、彼女用の装備は特定ダンジョンでのドロップでしか手に入らない。
4
16才。ランス救出部隊としてイラーピュに渡る。特に戦力にならないが、リアからランスへの贈り物として「処女」を捧げるように言われている。パーティーから外されるとシイルに変わって食堂で嬉々としてウエイトレスをしている。
6
エンディングでコンクリ男に食事を運んでいる。
鬼畜王
17歳。レイラが何らかの事情により戦線からいなくなると親衛隊の指揮を執ることになるが、本人が本人だけに隊員の数が大幅に激減する。

ユラン・ミラージュ
登場作品：1 - 03 - クエスト
LP1年頃のリーザス・コロシアムチャンピオン。当時、ウェズディング国王も自慢しつつ男子の情けなさにぼやいてしまうほどのリーザスNo.1戦士。
小さい頃に父親に連れられて闘技場に行き、そこで見た女戦士のかっこよさが忘れられず、ついに剣闘士となる。ブルーグリーンのショートヘアに大きな黄金のヘッドギア、同じく黄金のビキニ鎧に、背には剣と緑の短マントという露出度の高い装備で、左頬と左胸の上にはそれぞれ二本線と星形のペイントを施している。その強さとクールな美貌で高い人気を誇っていた。
また、リーザス国内で、元勇者アリオス・テオマンと協力して、奴隷商人を壊滅させている。
1
向かう所敵無し、連戦連勝の環境に少々天狗気味だったが、偶然会ったランスを挑発したことから「負けたら抱かせる」という条件で勝負の約束が交わされる。彼女の必殺技「幻夢剣」の弱点を城のメイドから聞き出したランスは、予めヒララコーティングを施した鎧でトーナメントに臨み、苦しい戦いながらも勝利した。
クエスト
リーザスで出会うもHが出来るレベルではなかったので、当初はセリフも無く過去の遺物のモブ扱いされるが、一定の条件で仲間に加わえられる。ゲームの進め方によって未来（後日談）が変わり、リーザス親衛隊のスカウトに応じて正式に騎士となり、親衛隊のトップエースとして活躍する。

### リーザス一般市民
ヒカリ・ミ・ブラン
登場作品：1 - クエスト
リーザスの名門ブラン家の娘。パリスの学園に在学中誘拐され、リアによって拷問を受けていたようであるが、それを救い出す任務を請け負ったランスに無事助けられる。その時他の事で忙しかったランスはヒカリに手を出す事はなかったが、ヒカリはランスのことを「助けてもらった王子様」として、ずっと慕い続けていた。
1/01
「1」では正気を保っている状態であったが、リメイク作の「01」ではリアに従順なペットと化してしまうまでに重度の調教を施されてしまっており、既に精神崩壊寸前の状態にあった。
クエスト
花嫁修業の一環としてAL教のカイズ教会の受付をしていた。その後、結婚のために連れ戻されそうになったところを再会したランスに救われ、うれしさのあまり彼のことを「運命の王子様」とまで認識するようになった。
かつて連れ去られてリアに虐められていた影響からか心の内では様々な物をためこんでおり、後にランスが多くの女性に囲まれているのを知ったのが切っ掛けで、ランスへの常軌を逸した独占欲の強さをみせる。彼を侮辱する者は誰であろうとも許さず、ランスがほかの女性と親しくしているところを見ると暴走する。また、暴走しているときの記憶はほとんどない。
『マグナム』の後日談では状態が悪化していることが判明しており、ランスをどこかの小屋に監禁して立て篭もり、リーザス、ゼス、JAPAN、AL教が総動員する大事件の首謀者となる。ようやく失踪したランスを発見した時には、彼に重度のトラウマを植え付けていたらしく、あまりにも危険なために、ヒカリはランスに関する記憶を消去されて、地方に飛ばされることになった。

アビァトール・スカット
登場作品：鬼畜王
27歳。元リーザス親衛隊隊長。旦那は青軍に所属している一般兵士。現在は結婚し隊長の座をレイラに譲り普通の主婦として生活している。ただ予備役として何らかの事態が起こった場合、すぐにでも復帰することになっている。
リーザス女子士官学校を建設した場合は、バレスの推薦により教師としてアールコートやラファリア等といった学生の育成を担当することになる。
ラファリア・ムスカ
登場作品：鬼畜王
15歳。リーザス在住の資産家の娘。私立のお嬢様学校に通っていたが、本人は軍人に憧れているらしく少々不満。
優秀な成績でリーザス女子士官学校第1期生の総代となり、親衛隊と呼ばれる子たちを従えて学園の女王の座に君臨している。アールコートとは士官学校の首席を巡るライバル関係で、戦術論、戦略論、剣術、どれをとっても優秀だが、才能だけは一歩及ばず、そのため目の上のたんこぶである彼女を色々とイジメている。
展開によってはアールコートと最優秀生徒決定試験で対戦することとなり、剣術では一位となるが、卓上模擬戦闘では利尿剤を使ってまで勝とうとするも、結局逆転負けした。
フルル・バーン
登場作品：鬼畜王
16歳。貧しい家庭に育ち、借金取りなどに困っていた所をコルドバに救われその人柄に惚れ込んで押しかけ妻になった。コルドバも世話好きなので優しく家庭的なフルルにぞっこんである。
14歳の時にリーザス美少女コンテストで準優勝した経験がある。コルドバが戦死した場合に限り、コルドバの葬式で和風の喪服姿で登場。ランスに犯されてしまう。

## ゼス王国

### 征伐のミト
ラグナロックアーク・スーパー・ガンジー
登場作品：6 - クエスト - 9 - 10 - 鬼畜王
ゼス国王。本人は引退したつもりでいるが、王位継承権を与えたランスに逃げられたため、まだ国王のまま。40歳の時に国王就任。
ゼスには、古くからある階級制度による差別があり、それらを含む社会の腐敗に憤ってはいたが、直感と感情で突っ走ってしまうタイプゆえに、老獪な守旧派達を打破出来ずにいた。ある時、国王のみに語る予言者ルーシー・ジュリエッタから、世界の行く末を聞かされる。そのため、主な内政は山田千鶴子は任せて、自らは「征伐のミト」を名乗りつつ世直しの旅と称して各地を放浪し、2級市民の味方をしながら悪人をぶっ飛ばしながら「世界を救う勇者」探しをしていた。
リズナには幼い頃より叱られてばかりなので頭が上がらず、リズナが魔法に耐性があるのも、ガンジーが度々リズナ叱られる毎にごまかそうと攻撃魔法を放ち、それを喰らったため。しかしリズナは初恋の相手でもあり、彼女の前だと「ダダ弟」状態になり、行方不明にならなければ正妻に迎えるつもりだった。現在は身を引いているが、「6」でリズナが中毒になり、性交が必要だと分かると自ら相手になると買って出、アベルトが元凶だと分かると自ら打って出て成敗しようとするなど、今でもリズナのことを慕っている。
6
弾倉の塔にて、マナバッテリー破壊任務を進めるアイスフレームのグリーン隊を率いていたランスと初対峙。先輩のリズナ・ランフビットの姿に驚いてスキが出来てしまい、3つ目のマナバッテリーを破壊されてしまう。ガンジーは激怒してランスを殴り飛ばすも、捕まえはせず、「自分の手で責任を取れ」と、その場は去った。
この結果、マジノラインは停止し、魔軍の侵攻が始まる。国民を連れ、まだ敵の手が届いていないアダムの砦へ大移動する。魔法使いとそうでない者が互いに協力し合いっている姿をみて感激の涙を流しながら、「このような先の事まで考えてランスがマナバッテリーを破壊したのだ」と、勘違いをして彼を評価するようになる。その後もいくつもの誤解を繰り返してランスの評価がウナギ登りし、魔人カミーラに捕まりながら生きて戻って来たことで、ついには彼を勇者だと思うようになった。
脱出時の中継点であるα要塞が魔軍に占拠されたため、「成功したら娘のマジックとの交際許可」を出して要塞の自爆装置の発動をランスに頼む。この機に乗じて攻め込んできたリーザスとの執り成しなどでもランスはガンジーの満足のいく活躍をする。そして「マジノライン復帰計画にて一番活躍した者をゼス王にする」と宣言し、結果はランスが一番活躍し、解決後、ランスとマジックを結婚させて隠居するつもりだったが、当のランスに逃げられた。
9
本編には登場しないが、ミラクルルートのEDの一枚絵に登場する。
鬼畜王
45歳。とある小説のファンで、身分を隠して諸国を旅する放浪の王。魔力、体力、腕力ともに凄いスーパー親父。Hも上手、もてもてで来る者を拒まないが、死んだ妻が忘れられず再婚は考えていない。正義を愛する熱血漢だが、肝心の正義を少々勘違いしている節がある。趣味の世直しの旅の真の目的は、ルーシーが近々現れると予言した、世界を統一する救世主を探すというものである。
「スケさん」「カクさん」の由来は、ガンジーの好きな小説に、身分を隠して諸国を放浪しながら事件を解決する偉い人のお話があり、その主人公のお付きの者が、スケサン、カクサンという名前なので、それにちなんでいる。

カオル・クインシー・神楽
登場作品：6 - クエスト - 10 - 鬼畜王
ガンジーが各地を放浪する時のお供のひとり。頭脳明晰で10歳で応用学校を卒業した才媛で、柔術の使い手でJAPAN古武術免許皆伝の腕前を誇る。その後ガンジー王直属の護衛係となり「カクさん」と呼ばれるようになった。ガンジー王に心酔していて愛しているのはガンジー王のみ。ガンジーからの3つの贈り物をとても大事にしていて、一つ目は女としての幸せでガンジーに懇願して処女を捧げ、二つ目はいつも下げている香り袋、三つ目は王家の宝である居合い刀。
6
ガンジーの命によりアイスフレームの内情を探ると同時に、必要であれば支援することを目的に潜入しており、ランスが率いるグリーン隊の副隊長を務めていた。ランス発案の「マジック拉致計画」を阻止しようとしたことで正体が露見する。グリーン屋敷地下牢に閉じ込められて、ランスに（タマネギが頭を抱えるくらい緩い）拷問を受けるが、魔軍のアイスフレーム襲撃が行われた時に解放され、その後すぐにガンジーの従者として再会して和解した。
クエスト
一定の条件でマジックを連れて行動すると登場。ガンジー王から受けたマジック護衛の任務受けている。冒険を終えると任務も終了してガンジー王の元に戻る。その後もゼス国内での旧貴族達による各種たくらみを何度も潰す。
鬼畜王
17歳。代々ゼス国王の身辺警護をしてきたクインシー家の娘で、王からはカクさんと呼ばれている。ウィチタと同じくガンジー王に心酔しており、王の言葉には迷う事なく従い、その身を悪人に差し出す事も厭わない。12歳の時にJAPANへ留学、古流柔術の継承者天神神楽の元で古流柔術天然武神流を極め、免許皆伝している。

ウイチタ・スケート
登場作品：6 - クエスト - 10 - 鬼畜王
ガンジーが各地を放浪する時のお供のひとり。ガンジー王直属の護衛係となり「スケさん」と呼ばれるようになった。ガンジーに心酔している。
6
同級生であるマジックの護衛を任務としていたが、卒業と共に本格的な諜報任務に就くようになる。「初めては憧れのガンジー様にと、ロマンチックに」と決めていたが、通りすがりのランスに卒業試験の際に遭遇して襲われ、無理やり純潔を奪われた。以降ランスを敵視するようになるが、その後も才能限界値を上げる名目でガンジーからHの許可を出されてしまい、嫌いなランスに嫌々ながら抱かれなければならなくなった上に、カオルと一緒の3Pだったりと、乙女の夢を打ち砕かれる目にばかり遭っている。
クエスト
カオルと共にメンバーに加わる。
鬼畜王
15歳。がんばり屋で熱血漢の魔法剣士、現役の学生でもあり魔法学校ではマジックの同級。代々ゼス国王の身辺警護をしてきたスケート家の娘で、ガンジー王に心酔しており王からはスケさんと呼ばれている。カオルとともに「頑張って王をお守りしようね」と日夜語り合っている。

### ゼス四天王
マジック・ザ・ガンジー
登場作品：6 - 戦国 - クエスト - 10 - 鬼畜王
ゼス四天王の一人で、ガンジーの娘でゼス国王女。生真面目で委員長気質の性格。
6
広い額とメガネが特徴であり、特に前者については本人相当気にしている。鬼畜王の時のデザインはマジックの母親のデザインに流用された。
学生時代は、「親の七光り」と言われたくないため必死に勉強していた。ゼス四天王でもあるが、ほとんど仕事はしていない。エロピチャというライバルも現われてピンチになるが、実地試験ではトップでゴールした。筆記試験の勉強中に、アイスフレームがマナバッテリーの破壊にやってきたために仕方なく出動した際にランスに遭遇する。敗北して襲われそうになるが、最後の力で白色破壊光線を放ち、ランスを撃退した。
当時アレックス＝ヴァルスと付き合っていたが、「α要塞の自爆装置作動作戦で成功したら、マジックとの交際も認める」とガンジーが勝手にランスと約束しており、何か色々と納得がいかずに荒れていたため、リーザスとの友好パーティで泥酔してしまう。目が覚めた時にランスの横で寝ていて、実は何もなかったが、てっきり二人は結ばれたのだと勘違いして、アレックスのことを振ってしまう。
その後、何となくデートなど重ねるうちに、ランスの豪快さが父親に似ているところがあったり、王女である自分に普通に接してくれる男がいなかったことや、リーザス女王リアへのライバル心などもあり、徐々にランスのことを好きになっていく。そしついにランスとHするが、パーティーの時点でランスとは性交渉をしていなかったことに気づく。もう後戻りは出来ず、また「性行為をした男女は結婚すべき」という考えから、ランスを真人間に矯正してから結婚してゼス国王に迎えることを決め、リアにライバル宣言している。
戦国
ランスの応援要請を受け、彼に会いたいがために参戦する。
クエスト
ランスが「呪いけしごむ」をもらうためにゼス王立博物館に行く許可をもらいに行ったところ、風邪をひいていて、見舞いついでにHしたところから参加するようになる。ゼスとランス城の自室にはそれぞれこたつが置いてあり、ランス城ではランスとリアが入り浸っている。後日談に「最近、すっぱい物が好き」とランスの子の妊娠を匂わせていた。
鬼畜王
15歳。ガンジー王の一人娘で、魔法学校に通う現役の学生。父の才能を継ぎ、凄い魔力を持っている。ゼス幹部である四天王に登用されているが本人は不本意。現在反抗期のまっただ中で、とにかく父のやる事なす事すべてが気に入らず、恋人アレックスを認めてくれないのもその一因である。
恋人のアレックス一筋であり、ルートによってはアレックスと心中することもある。また、ランスのハーレムに入ってからもSEXは出来ない。

ウルザ・プラナアイス
登場作品：6 - 戦国 - クエスト - 10
ゼス四天王の一人で、ゼス警察長官。千鶴子と一緒にアニス対策に苦労している。
ゼスの身分制度に抵抗するレジスタンス・アイスフレームの元リーダー。
車椅子から立った直後の状態を『スーパーウルザ』、レジスタンスのリーダーとしてのコスチュームに身を包んだ状態を『ハイパーウルザ』と呼称する。車椅子だったのに高レベルなのは、経験値は本当にサボっていない限りそう下がるものではない。ウルザはアイスフレームのトップで高度な仕事をしており、才能限界値が高いのもランスによるもの。もとから強い人間なので、『レベル封印』といったところらしい。
手に持ったクロスボウの名称は『ウルザガン』。
最初は兄がいて妹キャラということでラフ画では幼く描かれていたが、兄がいなくなり年齢も上がったのでイメージ年齢が少し上がった状態に描き直されている。
6
元々は、文武両道で決断力にも優れ、前向きな性格であったが、ある事件がきっかけで家族や仲間を失い自信を無くし、更に自らの足も負傷する。その影響でランスと出会った当初は車椅子に乗り、何事にも悲観的な性格に変わってしまっていた。それでも、「2級市民達を今の境遇から救いたい」と思っており、アイスフレームのリーダーとして活動していたが、参謀兼主治医のダニエルに頼り気味で、既に怪我から完治したはずの足も動かせないでいた。
後に、アベルトがランスをスカウトしてきた際にグリーン隊の隊長として迎え入れた。しかし、かなりの美貌を持っていたことが不幸となり、ランスに夜這いをかけられるが、仲間の安全を優先し抵抗せずに自らの境遇を素直に受け入れ、処女を奪われ相当な回数抱かれる事になる。その後は、ランスの指示を素直に聞き、彼の言うとおりの過激な活動をアイスフレームの部下たち指示した。その影響で魔軍からの進軍を防ぐマジノラインに損害を与えたため、ゼスは魔軍の侵攻を許してしまう結果となった。魔軍の侵攻を受けた際、アイスフレームの隠れ家にも被害が及び、これまで自分を支えてくれていたダニエルも失ってしまい、「自身の甘さが彼を殺した」と自分を責めるが、彼の想いに報いる為、再び戦うことを決意した。それにより、今まで動かなかった足も再び歩くことが出来るようになり、残された孤児院の子供達を、正確無比なボウガンの腕と小型剣を巧みに操り、魔物を撃破し危機を救った。戦線に復帰した彼女は、別人のような印象となり、前向きな性格に再び戻り、受身的だったランスとの関係も変化し、素直に抱かれることはなくなった。
ゼス解放作戦時には、ガンジーに協力し、2級市民の代表として前線で活躍し、その時の功績が評価され、ゼス再建時に新たな四天王として迎え入れられた。『6』の後日談である『ランス6その後』で千鶴子やパパイアと一緒に買い物する姿が見られ、いい友人関係を築いているが、千鶴子の服のセンスだけは彼女も言葉を濁している。
戦国
新生ゼス四天王の一人で警察長官。JAPANの武力偵察も兼ね、ランスの要請のもと織田の増援として参戦した。ランスとは今も適度な信頼関係を築いており、ランスが彼女を無理矢理抱いた際には、本気で抵抗はしていなかったが、事後に頭蓋骨の隙間部分に強烈な拳骨をお見舞いして説教をするなど、付かず離れずといった間柄になった。性格は『6』の頃よりたくましくなり、マジックやランスに説教をするほど、成長を見せている。
クエスト
長期休暇の旅行中にランス達に出会い、ランスのパーティーに元アイスフレームのメンバーが多数いるのを見て冒険に参加するようになる。

山田千鶴子
登場作品：6 - 10 - 鬼畜王
ゼス四天王の一人で、四天王の中における統率役。真面目で苦労人、一時はほぼ一人でゼスの国政を支えていた。非常に多忙だが、ガンジーの事を尊敬しているので文句が言えない。
奇抜なデザインの服は自分でオーダーした特注品である。美人なのだが服装センスが無くモテない。貧乳。
6
鬼畜王とは違って性格がまともになっておりマジックとの関係も良好。ガンジーの事を尊敬はしているが恋愛感情までは持っていない。
ガンジー即位後の改革によって実力本位で選ばれた四天王ではあるが、彼女以外の面子は、マッドなパパイア・サーバー、戦闘狂のナギ・ス・ラガール、学生の王女マジック・ザ・ガンジーであり、必然的に政治面は彼女一人で取り仕切る事となる。
パパイアとは友人同士で、彼女をノミコンの呪縛から解き放つためにアニスにノミコンの力を抑え込ませ、ランスにパパイアを解放するよう依頼する。
『6』の後日談である『ランス6その後』においてウルザとは良い友人関係を築いており、友情が復活したパパイアと3人で買い物を楽しんでいる姿が見られる。しかし、服のセンスは相変わらずで、サングラスがないと直視できないと言われるほどのスパンコールを使った服をウルザ達に披露している。
鬼畜王
19歳。ゼス四天王を率いる、性格のきつい才女。ガンジー王を心から愛していて、後妻の座を夢見ている上に公言もしているが、ガンジー王本人には言えないでいる。ガンジーの娘のマジックとはそりが合わずにいつも反目しあっている。胸が小さいことを悩んでいる。

チョチョマン・パブリ
登場作品：10
ゼス四天王の一人で、ゼスの改革によりまったく魔法が使えない民間人から初めて選ばれた。ウルザと並び、新しいゼスを象徴する国民の信頼篤い人物。
デザインが公開されたのは10が初めてだが、会話だけなら『ランス6』、『ランス6その後』でウルザと千鶴子の会話で話題にあがっていた。

### ゼス四将軍
アレックス・ヴァルス
登場作品：6 - クエスト - 鬼畜王
ゼス四将軍の一人で「光の魔法団」隊長。性格は真面目で優しく、芯の強さも持ち合わせている。一方で、平和に物事を片づけたいという考え方から、行動派なガンジー王からは覇気がないとみられている。
王家とのつながりもある名門の出で、その縁でマジックの家庭教師になり、その後恋人同士になるものの、プラトニックな付き合いにとどまっている。
6
博物館でランスとぶつかり、たかられそうになる。治安維持部隊の本部で正規軍の将軍として登場した際には、ランスアタックでも破壊できなかった扉を白色破壊光線で吹き飛ばして、その実力を見せつけた。ペンタゴンが壊滅したと思い込み、お目当ての女の子とHが出来なくなって悔しがっているランスの姿を、「敵であった者の死を悼んでいる」と勘違いして、ランスを誠実な人だと誤解している。
ランスに抱かれたと勘違いしたマジックに振られてしまうが、諦めきれず、ガンジー王に認められて、マジックとの結婚を許可して貰うつもりで、マジノライン復旧作戦に志願した。
その後、アレックス自身も気づかぬ間にエロピチャと交際中になっているが、マジックを諦めたわけではない。
クエスト
「導く者」に嵌められ怒りに囚われた魔人カイトの侵攻を阻止すべく光軍を率いて防衛に当たるも、圧倒的な魔人の力によって敗れ撤退している。
鬼畜王
19歳。実力はあるが、人より一歩引くタイプ。本当は静かな庭で紅茶でも飲んでいる人生を送りたいと思っているが、周りが押し上げて隊長になった。周りからはなんとかしてやりたいタイプにみられているが、マジックの事になると別であり、ゲームの進め方によってはマジックと心中するルートもある。

サイアス・クラウン
登場作品：6 - 10 - 鬼畜王
ゼス四将軍の一人で「炎の魔法団」隊長。ゼスでも高貴な家柄クラウン家の出で、親戚には元金融長官のズルキ・クラウンがいる。
長身に甘いマスクに加え、優美で自然な立ち振る舞いをする。心から好きになった女性は四将軍の1人ウスピラだが、彼女の性格も相まって、なかなか相手にされていない。
6
EDでウスピラにプロポーズするも「アレックスが結婚してからなら」と返答されてしまう。
鬼畜王
27歳。自分勝手で派手好きのプレイボーイだが、魔法団長の地位には一兵士から実力のみで一年で登りつめた。女性にもよくもてるが、いつも女性側から破局を持ちかけられている。

ウスピラ・真冬
登場作品：6 - 10 - 鬼畜王
ゼス四将軍の一人で「氷の魔法団」隊長。暗い過去からか、冷静沈着な性格をしている。真冬の読みは「しんとう」と読む。
魔人ラ・サイゼルが現われた時には迎撃に出るが、全く歯が立たず重傷を負う。その後、怪我した状態ながら、パパイアの塔の護衛をしたり、クーデター勃発時には、長官の命令でナガールモールの2級市民16万人を街から追い出している。そこで立て籠もり続けたが救助は来ず、パニックになる長官たちに向かって、魔法使いだけではどうにもならないことをその身をもって教える。モンスターに犯されるなどの悲惨な状況に陥り、心身ともに再起不能と思われたが、救助された後も四将軍の一員として戦うことを止めずに、その強靱な精神力を見せた。
鬼畜王
22歳。元は軍の研究者として働いていたが、3年前に実験中の事故で恋人がウスピラの目の前で爪先から凍っていった。恋人を失った後、実戦部隊に身を投じて一心不乱に修行し、今の地位を得るに至る。死んだ恋人を今でも思い、言い寄ってくる男すべてを振っている。本当は性格も明い普通の女性だが、無口。

カバッハーン・ザ＝ライトニング
登場作品：6 - 10 - 鬼畜王
ゼス四将軍の一人で、「雷の魔法団」隊長を務める老人。国王ガンジーにも一目置かれている存在で、琥珀の城を中心としたゼス南部の守りを固める歴戦の名将軍。雷系の魔法を特に得意とし、「最も雷に愛された男」や「雷帝」とも呼ばれている。将軍職の傍ら、魔法士官学校の教官や魔法学園の講師をするなど、後進の育成にも力を入れている。ミラクル・トーの祖母とは旧知の中で、冗談をたかわす程度には付き合いがある。
本シリーズ以外にも、『ママトト』に登場しており、一部の異名は『ママトト』に由来する。
『6』では、エミ・アルフォーヌ誘拐作戦時に圧倒的な強さ見せて立ちはだかるも、結果的にはランス達を逃がしてしまう。マジノラインが停止した後に、東のアダムの砦への脱出時にランス達と再会。ランス達が魔物の罠にかかって疲れて果てているところで、圧倒的強さでモンスターを瞬殺してみせる。
『鬼畜王』では、残り少ないだろう余生をホムンクルスを育てる事に費やしている。怒ると手をつける事が出来ない。独身だが、数多くの恋愛遍歴を持つ。

### ゼス軍関係者
パパイア・サーバー
登場作品：6 - 10 - 鬼畜王
元ゼス四天王の一人。ゼス王国の良家サーバー家でペンタゴンの提督ネルソン・サーバーの娘。四天王随一の巨乳。
17歳の時に試験に合格して、ゼス四天王となる。禁断の魔道書「ノミコン」によって正気を失って以降は、男を何人も誘惑して淫らな行いをしたり、禁断の魔術の研究に興味を持つようになる。
6
最初はモンスターや動物を使って実験をしていたが、そのうちに人体実験へエスカレートして行き、それを止めようとした助手のキャロット・シャーリーも実験に利用した。
その後、ノミコンによって正気を失った理由が、アベルト・セフティよって課せられた試練であったことが判明する。当時のアベルトに好意を持っており、塔のパスワードにも彼の名前が使われた。
ゼス四天王を罷免された後も塔を明け渡さず、そこにランスらが来る。千鶴子がノミコンから解放する方法を解明し、パパイア（ノミコン）の動きをアニスの膨大な魔力で止めている間に、スーパー消しゴムでノミコンに書かれている文章を消してノミコンを消滅させることに成功した。
しかし、精神異常に陥った際に起こした数々の蛮行ゆえ、元の人格に戻っても別の意味で壊れてしまう可能性があり、元に戻るべきか悩んでいたが、親友である千鶴子の言葉により励まされて元に戻る決意をし、ノミコンから解放されて元に戻る。
以後、アイスフレームの近くに研究所を建てて貰い、迷惑を掛けた分、人のためになる研究を始めた。主に魔導書の研究をしており、ノミコンのような危険なものは破壊して、廃棄迷宮に捨てている。自分と同じような境遇の者を救うよう尽力することになる。
鬼畜王
21歳。14歳まではごく真面目なゼス国良家の娘だったのだが、禁断の魔道書「ノミコン」に手を触れたために狂った。刺激を求めるのが好きだが、飽きっぽい。迂闊に近づくと解剖される。ランスがゼスに侵攻してしばらくすると千鶴子の要請によって、志津香もしくはアニスを材料にして爆弾「ピカ」を制作する。

アニス・沢渡
登場作品：6 - 10 - 鬼畜王
山田千鶴子の小間使いで、才能はあるものの頭の悪さから、「味方殺しのアニス」と呼ばれ恐れられている。
6
レジスタンス活動を行っているランス一行と鉢合わせ、一行に放った魔法の暴走により、彼らを異空間に閉じ込めた。その後、状況を打開するために白色破壊光線を放つが、その異空間を貫通させる桁違いの魔法威力を見せつけランス達に恐怖を与えた。
ゼス解放作戦時には、ランス達に協力し予備のマジノラインを起動させるため、ガンジーの補助はあるものの莫大な魔力供給をたった2人で成功させている。
本編後に、その強大な魔力に目をつけた魔人アベルトの使徒にされてしまい、黒色破壊光線などを使用してランス達を苦しめた。
元々自分の力を扱いきれなかったため親にネグレクトされていたが、14歳の時に致命的な暴走を起こし殺処分も検討された際、千鶴子により鎮圧、親元から引き取られ弟子となった。それ以来、師匠である千鶴子のことが大好きで彼女の世話を進んで行っているが、頭の悪さゆえ逆に迷惑をかけてばかりいる。だが千鶴子には呆れられる程度で、千鶴子が常識人である為アニスの扱いも愛情あるものとなっている。
戦国
ゼスに援軍を依頼した際の会話の中で名前だけが登場しており、ランスに上記の異名を聞かされた3Gを怖がらせた。
鬼畜王
18歳。千鶴子の弟子。頭が悪いものの、なまじ資質と実力があるだけに危険で野放しに出来ず、小間使いとしてどうにか使われている。千鶴子からはぞんざいに扱われており、志津香がラガールとの決戦でランスに救助され無事だった場合、代わりにアニスがピカの材料にされてしまう。

### レジスタンス・アイスフレーム
ダニエル・セフティ
登場作品：6
アイスフレームの参謀で兼ウルザの主治医でもある。自信の失ったウルザの代わりにアイスフレームを維持してきた。戦闘能力も高く鉄球を操りそれを武器として使う。
アベルトの父親とうわさされているが、実際はアベルトの父親ではなく息子である。モンスターの襲撃からウルザを逃がして戦い、死亡した。
キムチ・ドライブ
登場作品：6 - 10
アイスフレームの本拠地にて孤児院を営んでいる女性。夜はレジスタンスの男性の相手をしている。
元々は2級市民の子で魔法使いの家に奉公に出されるものの、魔法使いたちから玩具のような扱いを受ける。ボロボロになっていたところをフット・ロットに拾われペンタゴン入りし、その後ペンタゴンの過激な思想について行けなくなったウルザ、ダニエルと共にアイスフレームを立ち上げた。
その生い立ちから自分を物のように扱っていたが、ランスにもっと自分を大切にするよう言われ、改めるようになった。

### レジスタンス・ペンタゴン
ネルソン・サーバー
登場作品：6 - 10
魔法使いを打倒し新たな政権を築きあげることを目標とする過激派レジスタンス「ペンタゴン」のリーダー。
仲間想いのため同志からの信望は篤いものの、目的のためには犠牲を厭わない方針から、ウルザやダニエル、キムチの反発を受け離反を招いてしまう。
魔法使いの家に生まれるが学校では目立つことのないごく平凡な生徒に過ぎず、努力をせずともコネで高い地位につける名家の出身者に憤りを抱いていた。娘のパパイヤが四天王になったことで、今度はそのコネを利用し長官の地位につけてもらおうとするが、娘に拒絶される。ゼスという国に見切りをつけた彼は魔法使いを憎み、魔法使いに支配されない国家を夢想するようになる。その後、分裂しほぼ衰退状態にあったペンタゴンを得意の扇動によりまとめ上げ、現体制をも揺るがす組織へと発展させた。
ゼスの国防の要であるマジノラインの動力源マナバッテリーの存在を突き止めた参謀のポンパドールからそれを破壊し、魔法使いがマジノラインの維持にかかりきりになる隙を突き2級市民と共に革命を起こす作戦を提案され行動開始。作戦遂行のためにランスに取り入りアイスフレームと共闘することで目論見通りマナバッテリーの破壊に成功するが、2級市民への啓蒙を怠っていたこととポンパドールの正体がゼスへの侵略をもくろむ魔人の使徒オーロラであったため、体よく利用された形で革命はただの暴動で終わってしまう。
マジノラインの復旧後、パパイヤの立てこもる塔にてランスたちと再会するも、娘を殺すと言い残して行方をくらます。LP05年、魔法使いの復権を目指す偽パセリの乱鎮圧にゼス政府と協力した。
話術2から来るアジテーターの才能を持つ一方、その才能に自分自身すら洗脳されるなど、制御しきれていない面がある。
エリザベス・レイコック
登場作品：6
ペンタゴンのNo.2。ネルソンに心酔している。演説能力に長け、同志を奮起させるのが得意。
マジノラインの復旧後、ネルソンの思想を受け継ぐネオ・ペンタゴンを結成する。部下を指揮し基地に乗り込んできたランスたちと戦うものの、ランスたちの強さに怖気づいた部下たちに反逆された挙句に輪姦され精神崩壊を起こす。その後はアイスフレームに保護され一時は屋敷で静かに暮らしていた。幼児退行した現在では精神病院の中にいる。
フット・ロット
登場作品：6
ペンタゴンの幹部で、ネルソンの部下の戦士。ゼス出身者ではなく自由都市の傭兵だった。厳つい外見に反し理性的な考えの持ち主でペンタゴンのやり方に未来はないと理解しながらネルソンへの義理もあり彼に従っている。魔法使いに虐げられていたキムチを拾い、ペンタゴンに連れてきた人物。
ペンタゴンの基地に乗り込んできたランスたちの前に立ちふさがり、戦って死亡する。
キングジョージ・アバレー
登場作品：6
ペンタゴンの幹部で、ネルソンの部下の戦士。魔法使いの家に生まれるが頭が悪いため魔法使いになれなかった。そんな自分を拾ってくれたネルソンに恩義を感じており、彼を馬鹿にする者は誰であろうと許さない。
ペンタゴンの陽動作戦に従事し暴れまわるものの、駆けつけたアレックスの白色破壊光線を受け戦死。
ロドネー・ロドネー
登場作品：6
ペンタゴンの幹部で、ネルソンの部下の科学者。毒薬の調合に長け、人が苦悶の表情で死んでいくのを見るのが何より好きという危険人物。
マジノラインの復旧後、エリザベスと共にテロ組織「ネオ・ペンタゴン」を復活させた。基地に乗り込んできたランスたちを罠を張って待ち受けるがあっさりスルーされた挙句、やられて死亡。

### ゼス一般市民
リズナ・ランフビット
登場作品：5D - 6 - 戦国 - クエスト - 10
ゼスの市民。
魔法学校の卒業試験のトラブル（意図的に仕組まれた罠だった）で年を取らない異空間「玄武城」に飛んでしまい、そこに32年間閉じ込められていた。非常に騙されやすい性格で、そのために調教され、肉奴隷体質にされた。本人はそれを嫌がり治したいと願っていてチャンスも訪れたのだが、ランスの役に立ちたい想いからそれをフイにしている。なぜかハニーに好かれる。魔法学校では現国王ラグナロックアーク・スーパー・ガンジーの先輩であり、彼からは「リズ姉」と呼ばれている。学生時代にガンジーの攻撃魔法を浴び続けていたため、魔法耐性が非常に高い。自らを救い出してくれたランスに好意を持ち告白するもののランスがシィルを選んだことにより失恋。しかし失恋後もランスと多少の距離は取りつつも一定の関係を保っている。
5D
一人だけが脱出できない「玄武城」に単身取り残されていた。ランス一行を騙し、なんとか玄武城を脱出しようと、一度はシイルを置き去りにするが、気付いたランスに叱責される。最終的にバードが取り残されて脱出に成功するが、コパンドンが自分とリズナ、シイルの誰を選ぶかランスに迫った結果、ランスはシイルを選び、リズナとコパンドンは失恋する。
6
玄武城から解放された後ゼスに戻ってきていたが、チンピラ達にだまされて用心棒のような事をさせられていた（本人は自覚がなかった）所でチンピラの掃討に来たランスと再開し、アイスフレーム（というよりランス）の部下となる。
Sクラス武器の薙刀「名刀景勝」を入手しているが、以後の作品では忘れられたのか登場していない。
子が生めない事が明らかになり、それを慰めてくれたランスへの依存度が上がる。ハニーキングから選択肢を提示され、ハニーキングは淫乱体質を直すつもりで他の選択肢はついでだったが、リズナはランスの役に立つために魔法の利かないハニー体質となることを選ぶ。
戦国
ランスの援軍要請に応じ、ゼスから馳せ参じる。『6』から戦国の間に自身の体質のことがパパイヤにばれ、なにかとても恥ずかしい体験をしたらしい。しかしそれをきっかけに自身の体質を抑える薬を作ってもらえて今は重宝している。騙されやすいのは相変わらず。
クエスト
「ハニーの秘密基地」にてハニー達と共にいるところでランス一行と出会い、ハニー達と別れてランスの冒険に同行するようになる。

エロピチャ・ニャンコ
登場作品：6 - クエスト - 10
マジックの乳母の娘であり学友。つかみどころのない性格でマジック最大のライバルだが学校での成績はマジックより上。
初出作品である『6』では、いつのまにかアレックスを恋人にする策士な面もあるが、マジックの悩みを親身になって相談に乗ってくれるなどどこか憎めない人物。
『クエスト』では、応用学校卒業後、ゼス首都にある王立博物館の館長に就任。博物館が強盗に襲われて監禁されるも、バーナードとアレキサンダーの活躍で救出された。ぽんやりしているように見えるが、人破壊爆弾がクルックーによって回収されていたことに気づいている。
エレナ・フラワー
登場作品： 9 - 10 - 鬼畜王
気弱で心優しい花売りの少女。
ヘルマン国内で活動する傭兵団「フラワー傭兵団」のリーダーを務めている少女。元はおとなしい性格だったが「血吸いベッタン」という呪われたハンマーを手にした影響で性格が狂暴化しており傭兵団を率いて暴れまわっている。
10
男の人格を持っていたが、前作でのランスの働きにより呪いのアイテムから解放されたことで元の優しい性格に戻っている。
鬼畜王
16歳。寒冷地ヘルマンで健気に花を育てている少女。亡き父の再婚相手の継母とその連れ子である姉達からいじめられており、せっかく育てた花を売り歩くように命じられている。今の境遇から救ってくれる誰かとの出会いをいつも夢見ている。ゲーム中ではヘルマン侵攻の際に、条件が揃えばランス自ら「白うま」に乗って彼女を迎えに行くことになる。

## ヘルマン共和国（ヘルマン帝国）

### ヘルマン大統領と側近
シーラ・ヘルマン（ルシアン・カレット）
登場作品：9 - 10 - 鬼畜王
現ヘルマン共和国大統領。初出は鬼畜王だが、『3』から名前のみ登場していた。
元はヘルマン国の皇帝をしていた美貌の姫であり、国民からは熱狂的に支持されており、政治の腐敗にも拘らず国民が我慢しているのもシーラに対する思いがあるからである。ヘルマン皇帝の死と、パットン・ミスナルジの王位継承権剥奪に伴い即位、この時よりヘルマンは共和制から帝政へと移行し、ヘルマン帝国の成立を宣言する。
先代と皇妃パメラ・ヘルマンの子として認知されているが、実態は、パメラと宰相ステッセル・ロマノフとの不義の子。美貌と知性、臣民に対する絶大な人気がありながら、気の優しい性格で非情になれないため彼らの傀儡に甘んじているのが現状。
政治的に対立の立場にあった義兄であるパットンに対しては、その壮健さに対する憧れもあり実の兄同然に慕っている。
投擲能力による投石が得意で、弓矢すら届かない上空を飛ぶ敵をも迎撃できるほどの腕である。
『9』ではメインヒロインの一人として登場する。ステッセルの世界征服の野望を知ったことでそれを阻止するため侍女のペルエレの協力を得て野望の鍵となる「箱」を奪い、特殊な薬で容姿を変えルシアン=カレットという偽名を使い帝都より逃走する。しかし奴隷商人に捕まり売り飛ばされそうになった所をランスに助けられ、小さい子たちの解放を条件に今度はランスの奴隷にされてしまう。呆然としていたところに異母兄パットンと再会するが、パットンの「嫌がるシーラを無理やり自分のものにしようとするならランスが相手でも闘う」という言葉を聞いてしまい、自分がシーラであることを言い出せなくなってしまう。
最初はランスに振り回されるものの、次第に家事にやりがいを見出すようになり、ランスに対しても本心から慕うようになる。皇帝であることを明かして以降も奴隷としてランスに尽くし続けることを選ぶ。
全てのルートで革命が成功した後パットンに皇位を譲るものの、闘神の破壊と聖魔教団の遺産を調査するため旅に出たパットンに代わって民主制に移行したヘルマンの大統領となり政務に励んでいる。彼女のルート及び真エピローグでは国の復興に尽くす一方で仕事の合間を縫ってランスの下へ赴き、ランスの奴隷として相も変わらず世話を焼いている。
バッドエンドでは、ステッセルに麻薬漬けにされ彼との性行為を強要された。
『鬼畜王』では、父であるステッセルによって抱かれ続けていることに加え、麻薬を打たれ続けてもいる。パメラとステッセルの娘だが、ヘルマン国王の娘として育てられている。ステッセルとパメラの政治支配の道具として扱われてきた事により、人形のように言いなりになっている。首都ラング・バウを占領するとランスに捕らえられる。そして未だにヘルマン国内で未制圧の地域があった場合、鬼畜作戦として帝国軍の戦意を削ぐために全裸で磔とされ、脅迫の道具として使われる。
ペルエレ・カレット
登場作品：9 - 10
シーラ皇帝付きのメイド。髪の色を除き容姿がシーラと似ている。
生まれが違うだけで贅沢な暮らしのできるシーラに嫉妬していた矢先、シーラからパットンに会いたいと持ちかけられたのを好機として互いの髪の色を薬で入れ替え、シーラを城の外へ連れ出した上で奴隷商人に売り払い、自分はシーラに成りすまして贅沢な暮らしを満喫していた。しかし実の母親のパメラですら自分に興味を示さず、贅沢にも飽き始めた頃、ひょんな事からステッセルに入れ替わりが露見し、しばらくはステッセルの慰み者にされる。そしてキューロフでは無法者の仕業に見せかけて親衛隊に殺されかけるが、本物のシーラと思った一般兵士に妨害され手こずる内に無法者に奪還され、ルシアン（本物のシーラ）と再会し、ルシアンがシーラであることを暴露するきっかけとなる。シーラには処刑されても文句の言えない状況だったが、復讐どころか容姿の似ている自分を姉妹のようだと言うシーラに対して元の使用人として仕えるようになり、ランスの奴隷であるシーラの使用人、という微妙な位置となる。革命成立後は大統領となったシーラの秘書官となり身の回りの世話をしている。ランスが顔を出す度に文句を言っているが、ランスがシーラの思い人であることは理解していて気を利かせる場面もある。

### ヘルマン旧体制
ステッセル・ロマノフ
登場作品：9 - 鬼畜王
ヘルマンの宰相で、名前だけなら『4』のマニュアルから登場している。
十数年前に一介の事務員からパメラに巧みに取り入り出世を重ね、異例の若さでついに宰相になった。パメラとの間に生まれた娘シーラを皇帝の娘と偽り、敵対勢力だったパットン派を駆逐していく。政治的に劣勢に陥ったパットンが魔人と手を組みリーザスに侵攻し、結果的には失敗したことを受け、ミネバと共謀してパットンが戦死したと皇帝に嘘の報告をしてパットンをヘルマンから追い出すことに成功した。
その後、パメラと共謀してヘルマン皇帝を病気に見せかけて毒殺。自分の娘シーラを新たな皇帝として即位させ、ステッセルがヘルマンの事実上の最高権力者となる。
『9』では、ステッセル=イグノンという本名と、聖魔教団の幹部の子孫という素性が明かされる。魔鉄匠技能で闘将バステトを復活させ自らの護衛においている。
帝都ラング=バウの地下に封印されている闘神を復活させ、その力で支配した人類を魔王に譲り渡し、その見返りに不老不死の魔人にしてもらうのを夢見ている。
『鬼畜王』にも登場しており、パメラを誘惑したり、情報を得るために女を抱くが、ステッセルは自分の遺伝子を持つシーラにしか欲情する事がない。
パメラ・ヘルマン
登場作品： 9 - 鬼畜王
ヘルマン帝国の皇太后。名前だけなら『4』のマニュアルから登場する。
ヘルマン皇帝が50歳の時に18歳で後妻として（皇帝の前妻の死後、正妻待遇で望まれて）嫁ぐ。皇帝とは親子ほど年が離れていたので若い男を求めていたところ、当時一文官だったステッセルを寵愛するようになり、王族として育てられて男という生き物に免疫がないために虜になってしまい、ついには高い地位を与えてしまう。その挙句に彼との間に生まれたシーラを皇帝の娘と偽り、敵対勢力だったパットン派を駆逐。さらにはステッセルと共謀し皇帝を病気に見せかけて毒殺した。
『9』ではステッセルに依存しており彼にあらゆる判断をゆだねている。シーラとは実の親子であるものの関係は希薄で、シーラが帝都を脱出した後にペルエレが入れ替わっていたことも全く気付かなかった。
『鬼畜王』ではステッセルによって麻薬漬けにされている。ステッセルとの間に生まれたシーラを前ヘルマン王の子と偽って、パットンから王位を奪った。玉座という座から一度はずれれば大変、子思いの母親でシーラを大変可愛がっている。
ケチャック・バンゴー
登場作品：9
ヘルマン評議員の一人にして軍の最高司令官。その地位もステッセルの甥というコネで与えられたものに過ぎないため用兵のイロハも知らず、思いつく作戦は失敗ばかり、ステッセル達にも呆れられミネバからは「小便ケチャック」と馬鹿にされている。
バショウ・マティオ
登場作品：9
ヘルマン評議員の一人にして経済長官を務める男。優れた人物を輩出してきた名門の出身で、特に祖父のガームロア=マティオは軍人としても政治家としても非常に優秀な人物だった。
ステッセルを「所詮は小役人の器」と評するなど愚昧な人間ではないようだが、腐敗したヘルマンをどうこうするような気概はない。
息子オルグが死亡したヘルマンのカラー村侵攻作戦で唯一生き残ったアミトスを逆恨みしている。

### ヘルマン軍人
ヒューバート・リプトン
登場作品：4 - 9 - 10 - 鬼畜王
パットンの教育係だったトーマ・リプトンの息子で、パットンの幼馴染であり無二の親友。
幼少の頃から剣の才能を発揮し、11歳でヘルマン軍の正規兵試験に当時の最年少記録で合格。「数百年に1人の天才児」と将来を嘱望されるが、成長するにつれ「最強にしてヘルマンを代表する武人トーマ」という偉大な父親への反発から、一時期は全てに身が入らなくなり、自由な生き方に憧れるようになる。
初出作品である『4』では、第2軍の中隊長として、部下のデンズ・ブラウとともにビッチ・ゴルチを隊長としたイラーピュ探索部隊に参加するが、実はフリークからゴルチの監視と妨害を依頼されていた。だが、闘将ユプシロンの起動を食い止めることはできず、デンズを失う。その後、闘神都市に来たフリークやランス率いるリーザス勢と闘神ユプシロンを止めるために協力し、後から駆け付けたたハンティに自身の妖刀「不知火」を貸している。
なお、妖刀「不知火」の出自は若き頃のトーマがJAPANで入手したものであることが『戦国』にて判明している。
『9』では、精鋭部隊の「無法者」の一員として登場し、付け髭とトーマのコレクションであるJAPANの鎧を身に着け武者に変装している。周りと比べて自分を卑下することも多いが、その飾らない気質から革命軍のメンバーからも信頼を寄せられ、革命後はヘルマン軍の総司令官に就任する。
『鬼畜王』では、パットン軍の一人として登場しランスとイラーピュ以来の再会を果たす。
関係者による言及
TADAが2019年のブログの記事の中で語ったところによると、ヒューバートのキャラクターの設定をしたのはぷりんであるとされている。

クリーム・ガノブレード
登場作品：9 - 10 - 鬼畜王
ヘルマン第4軍副将。男尊女卑傾向の強いヘルマンの中において自らの頭脳で副将にまで上り詰めた人物。上官のネロが原因で実力を発揮できないでいるが、作戦立案能力は高い。
『9』
将軍のネロが部下からの人望が薄いため、4軍の大半は彼女に従っている。4軍を圧倒する「無法者」がただの盗賊集団でないことに気付き、その中にパットンの姿を認め、「無法者」が革命軍の一部隊であることを見抜く。国の腐敗を憂いていた彼女はパットンと接触し革命軍への協力を申し出て、革命軍の第2旗を立ち上げ同志を募る。マイクログラードの手前まで進撃していたが、第2軍が革命軍本体を撃破し、南大橋を渡って西側に進軍してくると知り、南大橋を逆に渡って南側からラング・バウに迫る名采配を見せる。そして無法者が開いた城門から突入してラング・バウを占拠し、革命を成功に導く。
革命後、政治家に転身し、真田透琳を「先生」と呼んで師事する。
鬼畜王
ネロがなまじ有能なため軍の中で宙に浮いた存在となっている。ヘルマンが敗れた後、リーザス（というよりランス）の下で指揮官として登用され、存分に実力を発揮する場を得る。
ストーリー次第では、ヘルマンが敗れる前にネロの裏切りにあい、陰部が血まみれになるほどの凄惨な凌辱を兵士から受けた結果、死亡する。

イオ・イシュタル
登場作品：4 - 10
イラーピュ探検隊の一人で氷系の魔法使い。
『4』では、ゴルチの命令でランスに色仕掛けで同行し、ランス一行を妨害する。その後、ゴルチの元へ戻るが、最終的にゴルチに見放されたため再びランスに同行し、お仕置きをされておとなしくなる。
イラーピュが墜落した後の闘神都市でも色仕掛けで男を誘っていた。
オアマ・モトヒーデ
登場作品：9
人間とモンスターを掛け合わせるというあまりにも常軌を逸した研究から、マッドサイエンティストの烙印を押され投獄された科学者。現在はステッセル派と取引し囚人を材料に生体兵器を生み出す研究を行っている。
優れた頭脳の持ち主ではあるが「次に世界を支配するのはイカである」と言い放つほどイカに傾倒している。
ランスたちとの戦いでは自らをイカ怪人に変化させるものの、強化に肉体がついて行かず自滅する。しかしピグルートでは謎の復活を果たし、そのショックからかイカへのこだわりを捨てまともになるも、ランスの攻撃のショックで再びイカ狂いとなる。
10のifルートでは大陸の支配者となったイカマンたちに神として崇められている。
ルーベラン・ツェール
登場作品：クエスト - 9 - 10 - 鬼畜王
ヘルマン警備隊隊長。メリムの姉。行方不明になっている妹を探すため努力して出世し、現在は遺跡警備の任についている。
鬼畜王
22歳。盗賊をしているランスを攻めに来る。ランス盗賊団は壊滅しシィルとソウルの身柄を確保する。その事でランスには恨みを持たれる。

### ヘルマン第1軍
アミトス・アミテージ
登場作品：クエスト - 9 - 10
カラーの森侵攻時のヘルマン第3軍中隊長。性格は非常に堅物で真面目。
クエスト
ミネバのやり方に疑問を持ち、捕らえたカラーの捕虜達の後々の扱いを知りながらも、今はまだ軍人として国に（ミネバに）従うことを第一の責務としている。攻撃してきたランス達に対抗するも敗れて気絶したところを捕らえられて処女を奪われそうになるが、気が付いた際に意地で処女膜を硬くしてランスを拒み、部下が探しに来るまで守り通した。パステルの大規模呪いの対象者が「人間の男」だったために唯一生き残る。
9
第3軍の一員としてミネバに付き従っていたが、籠城する革命軍を挑発するためミネバが何の罪もない村を焼き払ったことで我慢の限界に達し、その罪を告発するためバショウの館にやってくるが、彼女を逆恨みしていたバショウに捕えられ、辱めと拷問を受ける。その後バショウの館にやってきたランスに発見され、その後は革命軍の一員として戦う。

レリューコフ・バーコフ
登場作品：9 - 鬼畜王
ヘルマン第1軍将軍。長年ヘルマンに仕えている老将。先代第3軍将軍のトーマ＝リプトンとは、ヘルマン軍の2大大黒柱として並び称された朋友で、長年交戦してきた関係のリーザス軍のバレス・プロヴァンスとはお互いの実力を認め合ったライバル。一人娘のアミランの幸せを強く願っている。
現状のヘルマンをなんとかしようと努力しているが、ステッセルらの裏工作により、身動きが取れない状況。
『9』ではオアマ博士の下から脱走したピグを保護し、娘のように可愛がっている。ステッセル達の命でランスたちと戦うものの、戦う理由はヘルマン現政権への忠誠ではなく朋友トーマがヘルマンの未来を託そうとしたパットンの器を見極めるためにあった。
最後は小勢と共に砦に立てこもるもランスたちの奇策によって侵入を許し、ランスとの一騎討ちに敗北し死亡した。
『鬼畜王』にも登場しており、進め方によってはランスに捕まった後仲間になる。
カール・オジザン
登場作品：9
ヘルマン第1軍副将。レリューコフの忠実な副官。かつてはトーマの副官だった。
常にレリューコフと意見を同一にする優秀な補佐官で、レリューコフの命令に背いた事はなかったが、無法者との最後の戦闘で「残りの兵を纏めて脱出し、生き延びろ」という最後の命令に背き、ヒューバートに敗れてレリューコフの黄泉路の先導を勤める。

### ヘルマン第2軍
アリストレス・カーム
登場作品：9 - 鬼畜王
ヘルマン第2軍将軍で、ローレングラードを拠点とした帝国領西部を管轄している。長髪で知的な風貌、普段はおそろしいほどに頭の切れる人物。
子どもの時から神童とみなされており、ボウガンの名手として、敬われ、畏怖され、妬みさえ受けていた。何でもパーフェクトにこなしてしまう自分を持て余す中でトーマと知り合い「面白い奴がいるから会ってみろ」と言われ、正反対の人柄を持つパットンと出会い、親しくなる。ヘルマン第3軍とリーザスとの戦争でパットンが戦死したという報を受けた際は、その話を信じなかった。
『9』ではハンティを通じてパットンと連絡を取っており、革命軍の蜂起後、モンスターの卵を使って番裏の砦にモンスターをおびき寄せ、第2軍が動けない状況を作っていた。しかしコンバートに知られ、反逆者として追い詰められて卵を奪われたため、番裏の砦の魔人領側に飛び降りて逃走し、追いすがるモンスター群を突破する形で魔人領を抜けてボロボロになりながらペンシルカウにたどり着き、ハンティに状況を告げて息を引き取る。
『鬼畜王』にも登場しており、シーラのためにのみ自分が存在していると思っている。ステッセルの悪巧みに気付いていて、それをいつか暴こうとしているが、彼女をだしに使われてステッセルにいいように利用されている。

### ヘルマン第3軍
ミネバ・マーガレット
登場作品：3 - 03 - クエスト - 9 - 鬼畜王
ヘルマン第3軍将軍である、筋骨隆々の女性。
元々は、皇女シーラの護衛だったが、順調に副隊長、隊長、そしてパットンに従うトーマの副官へと出世する。ヘルマン皇帝の座を狙う野心家でもある。
3
32才。第3軍の司令官としてリーザス侵攻作戦に参加した。サウスの町に100名足らずの部下と共に立て籠もり、バレス・プロヴァンス、レイラ・グレクニー率いる1000人の軍勢を、自分の部下ごと落とし穴に嵌める酷薄な作戦を敢行して大損害を与えた。その後、女性兵士を人質に取ってランスに決闘を持ちかけるも、敗北して本国へと撤退を余儀なくされた。帰還後は、宰相ステッセと結託して、皇帝にパットンが戦死したとの嘘の報告を行い、パットンを廃太子の地位へと陥れることに成功した。自らは、戦死したトーマ将軍の代わりとして、ついに帝都を守護する第3軍の将軍にまでのし上がった。
クエスト
名だけの登場。クリスタルを奪うためカラーの森の結界が緩んだところに1個大隊を送り込み、カラー達に多大な犠牲を出した。
9
革命で混乱するヘルマンで皇帝になる機会を虎視眈々と狙っており、大抵のルートでランスたち革命軍にとっての最後の壁として立ちふさがる。その強すぎる野心で優秀な弟を遣い潰したり、ロレックスのような国にとって有為の人材の怒りと反発を買って敵対するなど、臨機応変ではあるが目先の事しか考えていない。
鬼畜王
33歳。帝都ラング・バウを守護する将軍として登場。上昇志向が強くそのためには手段を選ばない性格で、部下を囮にしてもろとも爆破したり、自身の弟であっても捨て駒として利用し、最終的に玉座まで狙おうとした。

マハ・マーガレット
登場作品：9 - 鬼畜王
ミネバの歳の離れた弟。ヘルマン第3軍に所属する。重度のシスコンで、ミネバの発言や行動は全て正しいと思っている。
9
シーラの帝都脱出に感づいたミネバの命令で、ヘルマン人の魔法使いの少年マイトレイア=メイシアンと正体を偽り、ルシンの知り合いとして一緒に奴隷商人に捕まっていた、そしてランスたちの仲間になる。ルシアン（シーラ）の「箱」を奪おうとするものの、その現場を見つけられやむなく逃走する。その後、手ぶらで帰還したことをミネバに叱責され、今度はぷちハニーでランスたちの命を奪うよう命令される。再びリックに近づき彼を殺そうとするものの、狙いに気付いたランスによって谷底へと突き落された。
鬼畜王
13歳。姉の命令でカラーの森に侵攻、クリスタルを奪取するもカラーの呪いにより死亡する。姉は呪いのことを知っており、クリスタル奪取のための捨て駒にされた。

タミ・ジョン
登場作品：鬼畜王
ヘルマン第3軍に所属する優秀な戦士。昔ミネバに助けられ、それ以来彼女に忠誠を誓い部下として彼女のためだけに戦っている。
トーマ・リプトン
登場作品：3 - 03
前ヘルマン第3軍将軍。第一軍のレリューコフ・バーコフ将軍とは、ヘルマン軍の2大大黒柱として並び称された朋友。親友のハンティ・カラーの頼みで、教育係としてパットン・ミスナルジに剣術を教えて鍛え、息子のヒューバートや、神童と名高かったアリストレス・カームを引き合わせている。単純な白兵戦能力では『3』の時点で生存している人類最強という設定がある。人格者でもあり兵士に広く慕われていた。
『3』ではパットンのリーザス侵攻作戦の実戦指揮を執るが、リーザス解放軍の奮闘により敗北を重ねる。パットンが魔人に裏切られてトップが不在となった後も、最後までリーザス解放軍の前に立ちはだかった。そして、最終決戦地であるリーザス城の戦いで、魔剣カオスを復活させたランスによって討ち取られ戦死する。
ランスは、この時の戦いにより、人類最強の男を倒した「黒い剣の戦士」として噂になっている。
フレッチャー・モーデル
登場作品：3 - 03
リーザス侵攻時のヘルマン第3軍司令官の一人。かつては人類最強の格闘家でトーマを遥かに凌駕する実力の持ち主だったが、今は驕り高ぶり怠けてばかり、『3』の時点では豚のような肥満体となりまともに戦うことができなくなり、ランスとの対決によって死す。
アイザック
登場作品：クエスト
カラーの森侵攻時のヘルマン第3軍大隊長。ミネバの命によりカラーの森に侵攻してクリスタル100個以上を本国に輸送した。出世していずれはミネバを出し抜くつもりでいたが、陥落目前にしてランス達に攻撃されて敗れて死亡する。
オルグ
登場作品：クエスト
カラーの森侵攻時のヘルマン第3軍中隊長で、父はヘルマン評議員バショウ=マティオ。残忍で弱者いじめを好み、カラー達に陵辱の限りを尽くして快楽を貪っていた。いずれにせよ何らかの方法で死亡する。

### ヘルマン第4軍
ネロ・チャペット7世
登場作品：9 - 鬼畜王
ヘルマン第4軍将軍。軍事学校を首席で卒業したエリート将軍だが、頑固な性格で正々堂々戦うことを好む上、融通が利かないので部下の評判も悪い。極度の男女差別主義者でもあり、クリームの存在を煙たがっている。
9
指揮官としては全く無能で、軍のほとんどをクリームに牛耳られている。クリームが革命軍に寝返った後は、常軌を逸して守るべき町と一般市民を巻き添えにしようと司令部に放火するが、戦姫に倒される。
鬼畜王
25歳。一応首席卒業は伊達ではなく、将軍としてはそこそこ優秀で戦士としても技能を三つ持っている。

### ヘルマン第5軍
ロレックス・ガドラス
登場作品：9 - 10 - 鬼畜王
ヘルマン第5軍将軍。珍しい二刀流の使い手でヘルマンを代表する剣豪。妻リルに先立たれている。
9
部下のオルオレ達の存在もあり、妻の死から立ち直っている。幾度となくランスたちと剣を交えるが戦う理由は亡き妻と交わした「剣士としてヘルマンを護る」という約束のためであり、ステッセル派に対する忠誠心は皆無。
神出鬼没の第5軍は度々無法者と遭遇していながら、パットンの計略で本格的な戦闘にならずにいた。その後、ミネバが浮要塞の進路を塞ぐバリケードにするために妻の眠る墓地を潰して墓石を建材として用いたことを知って激高する。ミネバに敗れた後は、気絶していたところをオルオレに担がれ、無法者入りする。クリームと違い、本人達に正体を明かされるまでパットンとヒューバートの正体に気付いていなかった。
革命後は司令官となったヒューバートの下で再び第5軍を再編成している。また、チルディルートと真エピローグではヘルマンに残ったチルディの剣の師匠となっている。
鬼畜王
43歳。かつてはかなりの実力者だったが、愛する妻が死んでからは酒を飲み浸りソルニア、カチューシャにより快楽の虜になっている厭世家。

オルオレ・ザ・サード
登場作品：9 - 10
第5軍副将。身のこなしが軽くかつてJapanで盗賊をしていた時期がある。ロレックスに惚れ込み軍に仕官し、妻を失い落ち込んでいた彼を立ち直らせた。
ミネバとの対決に破れ、気を失ったロレックスを担いで第3軍の包囲を抜け、無法者に合流する。
ソルニア・ベンツ
登場作品：鬼畜王
ヘルマン第5軍所属のお茶汲み娘。友達であるカチューシャと結託しロレックスを利用し権力を手に入れる。見た目が可愛い故、男にちやほやされてきたため、それが当り前のように感じている。

### ヘルマン十字軍
オールハウンド・ドックドッグ
登場作品：鬼畜王
『鬼畜王』にて登場したヘルマン軍十字軍の将軍。ヘルマンの軍人であるが愛国心が全くない。マッドサイエンティストであり、研究の為なら人を潰すのが当然と考える一方、死んだ妻を今でも愛し続けているなど、愛妻家の一面もある。
オールハウンドの率いる十字軍は何度倒しても再結成する厄介な軍隊だが、パス占領後にパスで臨時徴収をかけるとオールハウンドが死亡しそれ以降は二度と十字軍が再結成されなくなる。

### 闇の翼
フレイア・イズン
登場作品：9 - 10 - 鬼畜王
9
ヘルマンの施政者に雇われ、諜報、暗殺を生業としてきた組織・闇の翼の頭領「ブラックスワン」であり、ステッセルの命により革命軍殲滅に動き出していた。
当初、下っ端の「闇郭公」を名乗り、ハンティに全滅させられた「闇烏」の部隊を見捨ててハンティに取り入り、無法者に合流するが、そこで真田透琳に正体を見破られ、ランスに捕らえられてHされる。だが、ランスは正体を知っていながら処分しないどころか格下のかなみの部下に付けたため、深読みしすぎて何もできずにいた。無法者に同行するうちその実力を認め、革命軍殲滅を停止させて単独で無法者に協力する。上司となったかなみより実力は上だがかなみをフォローしたりなど仲良くしている。ただHの際はランスと共に「上司」のかなみをいじめたりしている。
液体生物の海苔巻を相棒としており、戦闘時は鞭のような武器に変形させている。
複数の個別ルートで革命軍の勝利を確信してパットンに忠誠を誓い、革命に尽力している。
通常エピローグではリーザスの動向をうかがうためにかなみに付いてランス城へ来ているが、真エピローグではかなみのエピソードが異なるため登場していない。
鬼畜王
26歳。ヘルマンの忍者。金ずくで裏切り、仲間になる。ヒューバートを襲って手篭めにする。

### イラーピュ探検隊
ビッチ・ゴルチ
登場作品：4
ヘルマン国評議委員。ヘルマン第4軍司令官だったがシャングリラを攻撃して大敗した。
政治、軍事、両面にて才能が無く、名門ゴルチ家の息子として父の七光りを最大限に利用した。一方で、身体が大きいヘルマン男児の中にあって、自分の小柄な身体にコンプレックスを抱いている。
パメラ王妃直々の命により、リーザスを倒すための超兵器を手に入れるために「イラーピュ探索隊」を結成し、浮遊都市イラーピュへと向かった。その際、家で性奴隷的扱いをしていたメイドのメリム・ツェールをその豊富な知識に期待して探索隊の一員に抜擢している。イラーピュでは散々卑怯な手を使ってキーを4つ集め、闘神ユプシロンを起動させることに成功するが、M・M・ルーンの指令である「人類と魔人の撲滅」をユプシロンが実行した際に巻き添えを食らう形で最初の犠牲者となった。
デンズ・ブラウ
登場作品：4
ヒューバートの弟分。ヒューバートと共にイラーピュ探検隊に加わる。常にヒューバートと共に行動する中、ヒューバートを庇い闘将ディオに殺される。

### パットン一行
パットン・ヘルマン（パットン＝ミスナルジ）
登場作品：3 - 03 - 6 - 9 - 10 - 鬼畜王
元・ヘルマンの第一皇子で第3軍将軍。
皇帝と妾の間に生まれ（ミスナルジは母親の姓）、庶子ではあったが、第一皇子だったため次期皇帝後継者となる。パットンが生まれてすぐに母親が謎の死を遂げたため、代わりに母親の親友だったハンティ・カラーが身辺警護も兼ねて乳母として育てた。その後、ハンティを通してトーマ・リプトンを師匠に持ち、さらにトーマの息子ヒューバートや、アリストレス・カームともこの頃出会う。
皇帝の正妃となったパメラが、皇女シーラを産んだことにより、国内はパットン派とシーラ派に分かれてしまい、シーラ派の筆頭であるパメラと宰相ステッセル・ロマノフの策謀により、徐々にパットン派は押しやられていく。
剣も練習すればそこそこの腕前で、魔法は使えないものの、リーザス侵攻の失敗後に『なぐりまくりたわぁ』と『にせなぐりまくりたわぁ』での出来事を通じて格闘家としの才能を見出す。以降は自らを鍛えることに余念が無い。当初は自らの立場もありまた自惚れと堕落、享楽的な方向へと逃げ気味な面が目立ったが、魔人に裏切られ、祖国にも裏切られた経験は自分を見つめなおす機会となったようでその後は人間として大きく成長した。また、自らの立場に対する自覚が芽生えており、民のことも思いやる王たるに相応しい考えを持つようになっている。
実はシーラは前皇帝の血を引いていないため、パットンが唯一の前皇帝の正統後継者である。
原作者のTADAによると、『3』の初期案ではすぐに死ぬダメ王子になる予定だったが、ぷりんのセッティングによって『9』の主人公の一人となるまでに大成したとされている。
3
29才。パットン派の劣勢を挽回し、父皇帝に自分を認めさせるために独断でヘルマン第3軍を率い、また、魔人ノス、アイゼル、サテラと協力してリーザス侵攻作戦を実行。転移装置による城内からの奇襲と魔人の参戦が功を奏し、あっという間にリーザス城を陥落させ、一時はリーザス全土と自由都市地帯の半分までをも占領下に置くことに成功した。
しかしその後、ランスとリーザス解放軍の活躍で、続々と占領地が解放され始め、軍の要でもあったトーマ将軍が戦死。さらには、魔人ノスに裏切られて自身も殺されかけるが、ハンティの決死の瞬間移動で九死に一生を得る。その後、責任を押し付けられた挙句、死んだことにされ、国外へ逃亡する。
6
31歳。宰相のステッセルに生存が露見したことから、刺客を送り込まれる。用心してどこかに隠れるようにハンティに指示をされるが、じっとしてても腕が鈍ってしまうと、修行と潜伏を兼ねてゼス王国の奴隷観察場に紛れ込む。そこで因縁深いランスと初めて顔を合わせ、最初はランスは「王子」と聞いていたのでこっそりと殺すつもりだったが、パットンが美形ではなかったことで気に入り、レジスタンス組織アイスフレームに勧誘する。パットンも、こちらの方が修行がし易いということで承諾して、ランス率いるグリーン隊に入隊した。その後、ランスの正体に気づいたが、特に恨んでおらず、「むしろ勝利していたらもっとダメな男になっていたと」感謝している。ゼスでの体制改革を見て、考えをめぐらす。
大陸には、王女はいるが、王子は居ないため、女性陣は皆、興味津々だったが、なぜかパットンの顔を見るとガッカリしていた。
9
腐敗した祖国ヘルマンを救うため革命に乗り出す。ランスを勧誘し精鋭部隊「無法者」の一人として各将軍たちと戦っていく事となる。その中で思い人であったハンティに告白を果たす。
革命の中ではかつての自分を知っている人間達からは成長したと評価を受けた。
革命が成功した後改めて本来の姓に戻り、シーラより帝位を譲り受けるが、皇帝としての最初で最後の仕事として帝政を廃止し民主制への移行を宣言した。その後は国をシーラやヒューバート達に任せ、フリークに託された遺志を継いで、ハンティと共に聖魔教団の遺産を調査するためと各地に眠っている闘神を破壊するための旅に出る。
10
魔軍の侵略の報を聞き、駆け付ける。また、ハンティとの間に息子・ヒーローをもうけている。（なお、ランスはパットンの妹・シーラとの間にも娘・レリコフを儲けているため、ヒーローとレリコフはいとこの関係にある。）
鬼畜王
30歳。リーザスがヘルマンに侵攻した際に革命軍として行動を起こす。
関係者による言及
TADAは、「成長すること」がパットンの個性であると2019年に投稿した自身のブログ記事の中で語っている。
その一方、TADAは2021年のブログ記事の中で、もともとパットンは憎まれ役として設定されており、『III』の物語の中で死亡する予定であったが、開発中にパットンを気に入ったユキミとぷりんから抗議が寄せられたうえ、そのぷりんが勝手に「パットンの幼馴染」役としてハンティを作っていたため、彼女と逃げのびる展開に変更されたと述べている。その後、ぷりんは『IV』以降の作品群においてヘルマン帝国に関連した設定の構築にかかわることもあり、TADAは2人の判断が正しかったと評価している。

ハンティ・カラー
登場作品：3 - 03 - 4 - 6 - 9 - 鬼畜王
伝説の「黒髪のカラー」。パットンの乳母兼庇護者であり恋人のような存在。カラーにとっては大事な存在という位置づけであり、人間の言う恋愛感情とはまた少し違う。パットンの生母と友人だったこともあり、庶子であり身分ゆえに命を狙われることが多いと思われたパットンの警護を依頼され承諾する。警護だけではなく、パットン自身を鍛えることにして、同じく親友だったトーマ・リプトンに師匠役を頼み、戦士としても鍛え上げて貰うなど、幼少の頃からかなりのスパルタ教育を施していた。パットンへのお仕置きに電撃をよく使う。
かつて聖魔教団が人類を支配していた際、ただ一人魔法使いでありながらM.M.ルーンに逆らい、魔法の使えない一般人を庇った。魔法の才能に加え、カラーではあり得ないはずの黒髪、少なくとも数百年を生きていながら天使にも悪魔にもならず、しかも外見が変わっていないなど謎多き女性である。
両肩の上に義手を着けていて4本腕に見える。
ヘルマン評議委員の一人だったがパットンの潜伏と共に辞職している。
3
パットンが魔人と手を組んでのリーザス侵攻作戦を決意した際、ハンティは魔人ノスを最初から信用していないもののパットンに任せることにした。その後、パットンがノスに裏切られ、命の危機に瀕した際、彼を担ぐ形でその場から脱出する。この死闘で右手の指を二本失っている。
4
フリークの残した置き手紙を読み、浮遊都市イラーピュへまで瞬間移動で駆け付ける。ヒューバートから借りた妖刀・不知火とカラーの真の力を用いて、最強の闘将ディオ・カルミスに2度目の死を与える。
6
?歳。パットンをヘルマン皇帝の座に据えることを目標として、パットン、ハンティ、フリーク、ヒューバートの四人で活動し、さらに仲間を集めている。
9
敵の目を引き付けるため革命軍の本陣でパットンの影武者のポートフを守護している。
関係者による言及
ハンティは、『III』の開発中、憎まれ役のパットンを気に入ったぷりんが「パットンの幼馴染」という立ち位置で生み出したキャラクターである。

フリーク・パラフィン
登場作品：4 - 9 - 鬼畜王
ヘルマン評議会議員。M.M.ルーンの師匠であり、精神に異常をきたしたM.M.ルーンを倒した。パットンに対しては未熟な部分も含めて好意的に見ている。
『4』の時点では723才であり、長年闘神都市ユプシロン（イラーピュ）を監視していたが、ゴルチの暴走を危惧してユプシロンに侵入。後に都市の監視を頼んでいたミスリーが闘将に討たれたためヒューバートと共に仇討ちを行うが敗れ、絶体絶命のピンチに陥るが救出に訪れたハンティの活躍により命を拾う。ユプシロンが墜落して監視の必要がなくなったため、パットン一行に合流した。
『9』では、無法者に合流し、かつての聖魔教団の技術による浮要塞を自ら操縦する。エネルギーの尽きた浮要塞を放棄したあと闘将バステトと戦い、敗れる。
『鬼畜王』では、最後の闘将として封印されていた闘神オメガに乗り移り、魔人レッド＝アイと刺し違える。

### 革命軍
ハンスキンス
登場作品：9
ラボリに籠城した革命軍の若き兵士。
ウラジール
登場作品：9
ラボリに籠城した革命軍の老兵士。
ポートフ・トカレフ
登場作品：9
もともとは料理人志望だったが国を出る前のパットンに瓜二つであったため、革命軍にスカウトされ敵の目を引き付けるための影武者となる。
メルシィ・アーチャ
登場作品：9 - 鬼畜王
9
無法者への後方支援を担当する支援部隊の隊長。物資調達、キャンプ設営など何でもこなす。浮要塞が北の凍土に向かうため支援部隊が解散となった際も最後まで浮要塞に残って無法者一行の世話を続けた。通常エピローグでは行く当てのないピグに一緒に暮らそうかと誘っている。真エピローグではピグがランス城に行ったので登場しない。
鬼畜王
普通の村娘。ランスに捕らえられると、彼との性行為を強要され続けることとなる(不幸条件)。美少女コンテストで優勝したことがあり、準優勝者のアナセルに恨まれている。

### ヘルマン一般市民
ピグ・ギリシアム
登場作品：9
人間とイカマンとぷりょの合成生物「ピグ」となった少女、ジャーナリストの父がステッセルの悪事を暴こうとしていたが一家ともども捕えられ、狂気の天才科学者オアマ博士の実験の被検体となり改造手術を受けて現在の姿となった。
表情からは何を考えているか解りづらいが他人の感情には敏感で、嬉しそうにしている人が大好き。
戦闘時はぷりょの牙に相当する足でキックで戦い、ぷりょの特性から肉体を分裂させることができる。分裂して体が小さくなると頭の花のような部分をプロペラのように回して宙に浮く。
アリスソフトのゲーム『ママトト』に登場したシェンナ・ギリシアムをモデルとしている。
メインヒロインの一人として登場しており、オアマ博士の下から逃げ出した所をレリューコフに保護され、ランスからレリューコフを守るため立ちふさがるも敗北し捕えられる。その後自分を嬉しそうにレイプするランスを気に入り一緒に行動するようになる。
彼女のルートは、生きていたオアマ博士と革命そっちのけでイカと人類の次代の覇権をかけた戦いが勃発するという内容である。
メリム・ツェール
登場作品：4 - クエスト - 10 - 鬼畜王
遺跡探検家の女の子。元は名門ツェール家のお嬢様で、ルーベランの妹にあたる。家が没落してゴルチ家にメイドとして買われるが、性奴隷的扱いを受けていた。
4
17才。考古学の知識を期待されてイラーピュ探索隊に抜擢されたことによってランスと出会い、彼との関わることによってゴルチ家から解放され自由になった。
クエスト
同一クエスト内で鍵付き宝箱の開錠を3回失敗すると登場。自立して大好きな遺跡探索中にランスと出会い冒険に参加するようになる。
鬼畜王
18歳。 闘神都市を制圧後に仲間になり、遺跡探索に連れていくことが可能になる。

アナセル・カポーラ
登場作品：9 - 鬼畜王
鬼畜王
街の美少女コンテストの準優勝者。高飛車な性格。自らを犯したランスに、優勝を奪ったメルシィを襲うように示唆する。
9
ランスへのいけにえとして差し出された。
10
一部ルートにて登場し、プレイヤーの選択次第ではランス城での役割が変わる。

アミラン・バーコフ
登場作品：鬼畜王
レリューコフの娘、父思いの優しい少女。実は結婚を間近にひかえている身らしい。
ソウル・レス
登場作品：鬼畜王
ヘルマン辺境に存在する中小盗賊団に所属する少女。その盗賊団を退治しにきたランスに抱かれ、好きになり彼に協力する。盗賊団として育ってきたため、盗賊行為には全く抵抗が無く、人を殺すのも大好きだったが、後にランスのために普通の少女のように変わっていく。強い男に抱かれるのが好き。
兄に同じく盗賊のバウンドがいる。

## JAPAN
JAPANの登場人物の名前は歴史人物、軍艦名、地名など様々なものをもじったものが多い。（　）内は該当キャラクターのモデルとなった人物や元ネタ。

### 織田家
織田信長（織田信長）
登場作品：戦国 - 鬼畜王
領国の経営に興味がなく団子屋の店主を務めている大名。妹の香を溺愛している。ランスとは不思議な友情が芽生え彼に影番をまかせたりしている。常に飄々としているが不治の病を患っており、ランスに織田の安泰と香の将来を支えてくれるよう期待している。
本人の実力は高く剣の腕はランスと互角かそれ以上、先代死亡後の織田家の衰退ですらも、実は自身亡き後に妹と信頼しうる家臣達だけで保ちうる規模に意図して縮小させていったという計画的なモノと、文武両道に長けた名君であったことがうかがえる。
ランスの活躍で諸国を併合し織田家が力を付けていくのをおだやかに見守っていたが、実は使徒であったペットのサルボボの籐吉郎によって封印を解かれた魔人ザビエルに体をのっとらてザビエル完全復活のためのひょうたん集めに利用され、最終的には完全に肉体を奪われて死亡する（魂の消滅）。
（ただし、アフリカ地方にある神殿で起こるとあるイベントの結果、最愛の亡き妻「帰蝶」の面影をとある少女に見いだした結果、イベント時期的にとっくに魂が消滅しているはずなのに復活し、そのままバッドエンドとなることもある）
長いRanceシリーズにおいて、リックやバレス、ガンジーなどランスと親しい男性達の中で、唯一ランス自身に「友達だった」と言わしめた人物でもある。彼を殺して蘇った魔人ザビエルに対して、ランスははっきりと友を殺された怒りと、彼の遺した香姫を護ろうという意思を表していた。信長という名前は織田家当主が代々襲名するものであり、かつては上総介と名乗っていた。
本編と別のルートによっては最後まで生き延びて国を譲り隠棲したり、本当に何事も無かったりすることもある。
『鬼畜王』ではJAPANの大部分を支配する存在として登場する。魔人ザビエルの魔血魂がとりついており信長としての意識はなくほぼザビエルと化している。体の全てを取り戻して完全な魔人として復活することが目的。
香姫
登場作品：戦国 - クエスト - 鬼畜王
信長の妹でやる気のない兄に代わって財政関連を担当している少女。料理は基本的に得意なのだが、なぜか団子だけは正しい手順で作っても虹色の殺人団子になる。兄の信長の体を奪った魔人ザビエルを倒すことで仇を討つ決心をしたり、焦れて特攻しそうになったランスを一喝したりと幼いながらも強い心の持ち主である。
戦国
信長の魂消滅後、ランスのことを兄と慕っており（信長は「兄上」、ランスは「兄様」と呼ぶ）、ランスも大切な貝を貸したり氷漬けのシィルを預けるなど強い絆で結ばれている。魔人ザビエルを倒すために武将として参戦し、守られるべき姫でありながら味方の盾の役割をする足軽ユニットであることで、ランスを驚愕させた。武将としての能力はかなり低めだが、部隊の人数は多い。
ある村の少年たちに廃屋に監禁され、彼らの慰み者となりたびたび凌辱を受け続けて死にかけた過去があり、ランスと3Gを除く男性(特に、年代の近い少年)に対して恐怖を抱いている。
かなり高い潜在能力を持っており、成長すればかなり強くなるらしい。
クエスト
JAPAN国主。3Gのいずれお見合いをとの話を聞いたランスによって夜中にランスに冒険に誘われて一緒に城を抜け出し、以後共に行動するようになる。
マグナムではモルルン対象者（ただしあくまで添い寝）となった。
鬼畜王
織田信長の娘。魔人の血を引いているため片方の手が獣の手になっている（戦国では役割が黒姫と二分化された）。

3G（3G）
登場作品：戦国 - クエスト
織田家に代々仕える三つの頭を持つ妖怪。JAPANの歴史などに詳しい。さまざまな雑事に長じており執事のようなこともしている。また「妖怪電話」なる物でJAPAN中の仲間と連絡が取れる。焦りが極致に達すると空を飛んだりもする。また、充電が必要らしい。
柴田勝家（柴田勝家）
登場作品：戦国 - 鬼畜王
弱体化する織田家に仕え続ける忠臣。しのぶのせいでロリコンになった経緯を持つ。
年齢は31歳。
戦国
武将としては、序盤は優秀な足軽部隊が貴重なので活躍できる。適度に強化していけば終盤でも一軍の要として使える。また、ロリコンぶりをみせる。
鬼畜王
織田家の武将。元々の主君を裏切って織田信長についた。唯一騎馬隊を操る。

乱丸（森成利）
登場作品：戦国
女性。弱小勢力となった織田家に仕え続けている忠臣。無口で感情を表に出さないため、男嫌いに思われがちだが、勝家に片想いしている。勝家と結ばれるためには手段を選ばないという言葉どおり、シナリオの展開によってはランスが怯むほどの手を使って勝家と結ばれる。
月光
登場作品：戦国 - 鬼畜王
戦国
先代信長に仕えていた凄腕の忍者で、元伊賀忍者軍団の頭領。長い間行方不明になっていたが、突然現れる。織田家への忠誠は変わっておらず、現伊賀忍者軍団の頭領の犬飼が織田家を離反していることを知ると、犬飼を叱りに行き織田へ帰順させる。昔戦場で赤子であったしのぶを拾った際、自分が抱いている間だけは泣き止むしのぶに情を覚え、しのぶを捨てるよう命じる先代信長に対し、自らの片腕を切り落として「今日からこの赤子が我が片腕にございます」と告げ、先代信長にしのぶを育てることを認めさせた（自分でも何故そこまでしたのか分からなかったという）。妖怪大戦争の因縁から当初はお町を殺そうと思っていたが、香姫に説得され、そして政宗と出会い変わったお町を見て、思い直して殺さなかった。本人曰く、「甘くなった」とのこと。
アリスソフトの修正パッチを使用することで登場する。
鬼畜王
織田家の武将。信長の命を受け、ランス暗殺のため、しのぶと共にリーザスへ潜入した。彼としのぶのイベントは軍資金を奪われ、高確率でランスが暗殺される。

しのぶ
登場作品：戦国 - 鬼畜王
月光の片腕として育てられたくノ一。上半身裸の上から網目状の忍者服というきわどい衣装に加え、鈴女から先輩と呼ばれているが、まだ幼い少女でもある。
戦国
アリスソフトの修正パッチを使用することで登場する。月光と同じく、長い間行方不明になっていた。
鬼畜王
織田家の武将。ランス暗殺のため月光と共にリーザスへ潜入した。

### 天志教
性眼
登場作品：戦国
現在の天志教の大僧正。JAPAN全土の寺を仕切っていて、外見は若いが既に還暦を越えている。かつての月餅が使っていた「死神の鎌」を所持している。ランス達が魔人を倒すのを目的にしているのに対し、性眼ならびに天志教は魔人の封印を存在意義としているため、ランス達とは協力関係というよりは共闘関係にある。
年齢は70歳。「月餅の法」など、天志教に伝わるいくつかの禁術を使える。
言裏
登場作品：4.1 - 4.2 - 戦国
天志教の僧侶だがランスに劣らぬ女好き。男性器が非常に大きく、関係を持った女性が幸福感を持つ特性の持ち主で、相手をした女性にとても好かれる（そのせいでランスに見向きもしなくなる）という理由でランスには嫌われている。しかしなぜか本人はランスを気に入っていて親しく話しかけて来る。
4.1、4.2
兄である砲裏を探して旅をしていてランスと知り合う。
戦国
織田家が天志教と対立した際、天志教からの最後通牒の使者として織田家を訪れ、ランスと再会する。

まんまる、さんかく、しかく
登場作品：戦国
三つ子で、魔人封印の術の触媒とされその術の使用の暁には絶命するとされる。しかくは言裏と恋仲のような関係である。

### 足利家
足利超神（足利義満 + 足利義昭）
登場作品：戦国
LP4年における足利家の当主。足利家当主は代々「尊氏」の名を襲名するが、「神に選ばれた自分に尊氏という名は似合わない」という考えから超神と名乗っており、作中世界における三超神とは無関係である。織田家に一時従属させられており、その事を屈辱的に感じている。歴代足利当主の中で一番無能であるため、民からの信頼は非常に低い。かなり特異な美的センスを持っており、自分を美形だと思っていて、彼にかかればプルーペットも美形に見える。三種の神器の一つである帝リングを所持している。仲間にすると帝リングをランスに奪われたあげく、最終的には名前を足利うんこに改名させられてしまう。
山本五十六（山本五十六）
登場作品：戦国 - 鬼畜王 - 10
足利家の女武将にして弓の名手。
『戦国』では、弟・太郎を人質に取られて仕方が無く足利家のために働いていたが、足利がランスに滅ぼされた際に捕虜になり、ランスの目に留まり武将として仕えるようになる。しかし、人質の太郎がすでに殺されていたことを知り、山本家の滅亡と弟の死を深く嘆くがランスの何気ない言葉により立ち直り、山本家再興のために見合いを決意し、男の後継ぎを欲しがる。その後、見合相手に襲われそうになったところを、ランスに助けられ(それと同時に彼の口車に乗せられてしまい)、それ以来ランスとの子を欲しがるようになる。弓の腕前は相当なもので、相当な遠距離から米粒ほどの大きさでしかないランスを狙い射ち髪を散らせたほど（本来なら殺されていただろうが、ランスはくしゃみをして助かった）。彼女用のサブルートがあり、EDでランスとの子供を見ることが出来る。また、全国版を除くと傾国というキャラクターと戦えるのは彼女のルートのみである。小説版では、彼女の愛弓の名前が「疾風丸」となっている。
性格はやや内向的 ながらも、家の伝統を重んじる真面目な人物だが、抜けているところがあり、簡単にランスに騙されたりもする。
正史の後日談である「戦国ランス後日談」にてランスとの子供を身に宿していることが示唆され、『クエスト』で彼の子を産んだことが明言された。その子は乱義と名付けられ、『10』にて他の異母兄弟たちとともに登場する。
『鬼畜王』では、織田信長によって滅ぼされた山本家の次女であり、家を再興してやるという言葉を信じて織田信長のために働いている。また、父親が56歳のとき生まれたという名前の由来が明かされている。
一休 (一休宗純)
登場作品：戦国
人望が無い足利超神を政略で支える参謀的な存在。小坊主であるが、屁理屈や言いがかりで相手を言いくるめるのが得意。こちらが劣勢状態なら、どれほどの戦力差があろうと一発逆転できる合戦技「とんちで大逆転」が使えるがゲームシステム上3回しか使えない。

### 巫女機関
名取（名取）
登場作品：戦国
巫女機関の長。水色の髪と瞳を持つグラマラスな女性。オロチによる災厄を最小限に留めるために、若い巫女達を生贄にしなければならないことに心を痛めている。
抱いた相手を快楽で死なせてしまう「フクマン」という体質を持っていたが、彼女を抱いたランスは死ぬどころか逆に強くなった。なお、同じく「フクマン」であることが分かっているレベッカの場合、相手は幸せになるだけで命を落とすことは無い。
年齢は29歳。「戦国ランスに出てきた日本人だけで作るRPG(個人戦)用最強メンバー」6人の内の1人に選ばれている。
玉籤風華
登場作品：戦国 - 鬼畜王
戦国
記憶喪失の戦巫女として登場。以前から香姫と交流があり、ランスが団子屋で団子を食べている時にたまたま訪れ、そのまま武将として雇われる。
正体はオロチに生贄にされた一人であった。
鬼畜王
長崎にある神社の巫女。このままではオロチの生け贄になってしまう運命にある。

### 北条家
北条早雲（北条早雲）
登場作品：戦国 - クエスト - 10
北条家の当主。各地で鬼の脅威から民を守る陰陽の技をあやつる最強の陰陽師。南条蘭とは幼馴染であり婚約者の関係にある。当主としての激務と蘭との時間が取れないことになかなか折り合いがつかずジレンマを抱えている。性格は誠実で生真面目。
年齢は19歳。戦国ランスに出てきた日本人だけで作るRPG(個人戦)用最強メンバー6人の内の1人に選ばれている。現存する陰陽師の中では最強の実力を誇るが、陰陽師の開祖、初代北条早雲と比べるとその能力は落ちる。
『戦国』では、魔人ザビエルの使徒が復活しないように管理をしていたものの、復活した使徒の朱雀により恋人の蘭が殺される。
人間でありながら使徒の朱雀を倒すほどの実力をもつ。ランスに国主としての自覚を芽生えさせるべく、一計を謀るなど策士的な面も併せ持つ。一方で異性関係には疎く、そのことでランスを始め名取やタクガ一派にもからかわれたりする一幕もある。
『クエスト』では蘭の仇を取るべく戯骸討伐に燃えている。
南条蘭
登場作品：戦国
早雲の婚約者。早雲の助けとなるべく健気に陰陽師として北条家の武将として仕えている。
勝気な性格だが、早雲には時に弱い部分をみせる。内に使徒である朱雀を宿し、あるきっかけからその力を引き出して全てを焼き尽くす強力な術を扱えるようになるが、朱雀が蘭の身体から解放されることは自らの死を意味していた。魔人ザビエルの復活により、朱雀が解放され死亡。
ifルートである蘭ルートでは魔人の完全復活を阻止できるので生存する。蘭ルートのみランスへの感情によってエンディングが分岐する。
年齢は19歳。
大道寺小松
登場作品：戦国
北条家に仕えるアイドル武将。可愛らしい容姿と明るい性格からファンクラブが結成されるほどの人気者。しかし北条家は陰陽が主力の国であるため武士である小松の肩身は狭く、不満を募らせている。陰陽師は嫌いだが偏見を持たない早雲には憧れている。そのため蘭のことはあまりよく思っていないが、蘭と比べると憧れている程度なので心変わりは早い。
ファンクラブによってどんどん部隊数が増えていく。

### 上杉家
上杉謙信（上杉謙信）
登場作品：戦国 - クエスト - 10
女性でありながらLP時代のJAPAN最強の軍神と呼ばれ、他の軍勢から恐れられている。不義の行いをする者を倒し弱者を助ける精神の持ち主で、他国が攻められていると加勢する。
謙信という名前はその時代の上杉家の当主が襲名するものであり、当主が女性であっても性別に関係なく襲名される。
小説版では、彼女が使用する愛刀は「姫鶴一文字（ひめつるいちもんじ）」となっている。
戦国
織田家と交戦する際、ランスと一騎討ちし勝利するもランスに一目惚れし、撤退してしまう。その後、叔父の県政によるクーデターにより失脚、国主としての地位を引き摺り下ろされ、最終的に上杉家はランス率いる織田家に制圧される。制圧後はランスの部下として登用可能で、彼女用のサブルートも用意されている。軍神と呼ばれるだけのことはあり、強力な固有能力を持つ。個人戦、合戦ともに終盤まで主力を担える強力な武将である。ランスとは正史で1度、謙信ルートで3本勝負を行い、いずれも勝利していることや、リーザスから派遣されたレイラとの一騎討ちで圧倒的な強さで勝利していることからもその強さがわかる。毘沙門天を深く信心しており、戦場での口癖は「毘沙門天の加護ぞある」。常人ではありえない消化力を誇り、朝ごはんが米一升、戦場での弁当はサッカーボールもかくやという巨大おにぎり。「食事が喉を通らない」時もどんぶり三杯は食べ、重箱がおやつ。それをペロリと平らげながらもJAPAN屈指の美貌と体形を維持する不思議人。家臣の愛に「謙信の三大欲求は食う、戦う、祈る」と言われた。性格は非常に素直で一途。ランスを深く愛しているが、彼が他の女の子を追いかけまわそうと嫉妬の念すら抱かず「自分も愛してもらえるなら」との考えを持って彼に接している。ルートによっては愛とともに県政に緊縛され、調教されてしまう。
年齢は18歳。戦国ランスに出てきた日本人だけで作るRPG（個人戦）用最強メンバー6人の内の1人に選ばれており、"女の子"の物理戦闘キャラではJAPANだけでなく、世界においても最強の実力を誇るが、性別的に"女"とみた場合はミネバが最強とのこと。
クエスト
雪山で修行していたが、ランスを助けるためにHして、LV1に下がったためしばらくランス城に住む。
関係者による言及
TADAは2019年に投稿した自身のブログの記事の中で、謙信の人気が高かったことを認めつつも、個性を『戦国ランス』で出し切ったと語っている。また、『クエスト』の次回作である『XI』にもメインヒロインとして出してほしいという要望があったが辞退したことを明かしている。

直江愛（直江兼続）
登場作品：戦国 - 10
謙信に心酔し、謙信のためなら何でもする優秀な軍師兼親友で、リーザスにおけるマリスに相当する存在である。謙信を第一に考え、謙信の身を汚さないために自らが欲望のはけ口になることすらある。利益のない戦を続ける上杉家が戦国大名として成り立っていられるのは佐渡の金山と愛の政治手腕のおかげである。ルートによっては県政に嬲られ、調教されることになる。
勝子（上杉景勝）
登場作品：戦国 - クエスト - 10
上杉家の半ユニーク武将。陰陽防御を習得しており、陰陽師の虎子とはライバル関係にある。
戦国
上杉家が織田家に敗れるとランスに襲われる。
クエスト
謙信が身を引いたため、上杉家次期当主候補で虎子と喧嘩ばかりしている。八甲田山へ謙信・虎子と共に修行に出た際ランスに再会し、下山する際にはランスにも謙信にも同行していた事を忘れ去られたが謙信を追いかけて大陸に渡る。謙信を賭けたマラソン勝負に敗れてランスの部下となって冒険に参加。後日談ではJAPAN帰国後に虎子との当主争いに勝利して上杉家当主となる、とされている。

虎子（上杉景虎）
登場作品：戦国 - クエスト - 10
上杉家の半ユニーク武将。足軽の勝子とはライバル関係。
戦国
上杉家制圧の際は勝子共々ランスに襲われた。
クエスト
謙信が身を引いたため、上杉家次期当主候補で勝子と喧嘩ばかりしている。頭の獣耳はヘアバンド。勝子同様の経緯をたどることになる。後日談ではJAPAN帰国後、当主争いには敗れるものの、弟が勝子と結婚した義姉としてやりたい放題、とされている。

上杉県政（上杉憲政）
登場作品：戦国
謙信の叔父であるが、女でありながら国主である謙信のことをあまり良く思っていない。県政が謙信に勝ち、ランスの救出が遅れた場合、謙信と愛を拘束して陵辱する。

### 武田家
武田信玄（武田信玄）
登場作品：戦国
武田の国主。全身に甲冑を身に纏い、その素顔は直属の重臣4人にしか知られていなかった。その正体は空であり、武田家4人の重臣が交代で信玄を演じていた。
真田透琳（真田幸隆）
登場作品：戦国 - 9 - 10
風林火山の林、静かなる氷将の二つ名を持つ軍師であり、弓の名手でもある。
戦国
常にJAPANの行く末を案じ、武田が滅んだ際も唯一捕虜に甘んじて再起の時を待った。異国の文化にも興味が旺盛。
小部隊から数万の大軍の指揮まで完璧にこなすJAPAN最強の軍師である。
9
JAPANを出て士官活動をしている中、ヘルマン革命中のランスが軍師を求めていることを知り彼の下へ馳せ参じる。
革命後はヘルマン評議員として在りし日の武田が追い求めていた理想の国づくりを実現させるため政治の道へと進む。

高坂義風（高坂昌信）
登場作品：戦国
風林火山の風、風魔の疾風の二つ名を持つ忍者。常に笑み浮かべ飄々とした掴みどころのない性格。伊賀の犬飼とは面識があり、鈴女とはじゃんけん勝負でのライバルだが、常に義風が勝ち越している。
年齢は50歳。暗殺の鬼と呼ばれている。
馬場彰炎（馬場信春）
登場作品：戦国
風林火山の火、炎の豪傑の二つ名を持つ騎馬武将。騎馬のてばさき二頭に跨る大男。山県昌景を兄者と呼び、戦を好む豪快な気性ながら、帝レースでの謙信との一騎討ちにも正々堂々と応じた誇りある武人でもある。武田のみが有する騎馬部隊を率い、合戦でも個人戦でも非常に高い実力を持っている。
山県昌景（山県昌景）
登場作品：戦国
風林火山の山、不動の鬼達磨の二つ名を持つ騎馬武将。武田四将のリーダー格で冷静な判断力と決断力を持つ武人。騎馬部隊の強さと風林火山の能力補正の恩恵で四将の中でも一際抜きん出た実力を誇るが、個人戦では彰炎に比べるとやや劣る。

### 今川家
今川義元（今川義元）
登場作品：戦国
ハニーキングに見えるが、実はただの平民であり、魔物に襲われないようハニーキングの着ぐるみを着て歩いていたところをハニー達に祀り上げられた。正体がばれないかと常に怯えている。あんこという娘がいる。
沖田のぞみ（沖田総司）
登場作品：戦国 - クエスト
若き頃より武道の才能があり、剣豪と呼ばれた娘。ただ、性格的に引っ込み思案で流されやすい。
『戦国』では、ハニー達に気に入られてしまい、新撰組の一員として戦いに巻き込まれている。「けほけほ病」を患っており頻繁に吐血するため、ハニー達は不治の病だと騒いでいるが、実はきちんと治療すれば治る病気である。帝レースの参加資格を有しているが、非常に迷惑している。
『クエスト』でも登場しており、「けほけほ病」が再発したことが判明している。
近藤・H・勇（近藤勇）
登場作品：戦国
ハニー新撰組の組長。京へと上洛を果たした後は勝手に町の治安を取り締まっている。
配下に土方・H・歳三（土方歳三）、永倉・H・新八（永倉新八）、斉藤・H・一（斎藤一）というハニーたちがいる。

### 徳川家
徳川家康（徳川家康）
登場作品：戦国
妖怪達の中でもトップクラスの実力を持つタヌキの妖怪。住民はもとより武士にも狸の着ぐるみを着ることを強制している。元は徳川家の家宝の茶釜が妖怪となり徳川家を乗っ取った。性格は、野心家だが小心者で卑屈であるが実力は高い。他の妖怪狸と同様、天麩羅が好物。
本多忠勝（本多忠勝）
登場作品：戦国
家康の息子の一人。兄弟の仲で最も身体が大きく、戦場ではその腕力を活かした接近戦を得意とする。台詞はすべて3点リーダーで表記されているが、そのあとの括弧書きで饒舌に語る（例：「…………（俺はやるぜ）」）。
マッサージが得意である、と自称しているが力の調整ができないためマッサージ相手には苦痛しか与えない。
榊原康政（榊原康政）
登場作品：戦国
家康の息子の一人。兵種は足軽。鼻ちょうちんを膨らませながら常に眠っているが、眠りながら移動・食事・戦闘までこなす。
酒井忠次（酒井忠次）
登場作品：戦国
家康の息子の一人で兵種は忍者。無類の酒好きでいつも酔っ払っている。
井伊直政（井伊直政）
登場作品：戦国
家康の息子の一人。武田騎馬隊にあこがれているが、騎馬の上に乗る武将ではなく武将に乗られる「てばさき」に感情移入しているようで、他人を背中に乗せることに快楽を抱く。
服部半蔵（服部半蔵）
登場作品：戦国
家康の息子の一人。兵種は忍者。ツンデレ。
徳川千（戦姫）（千姫）
登場作品：戦国 - 9 - 10
妖怪に乗っ取られる前の徳川家の姫。実の名は千姫だが、大の合戦好きのため、戦姫というあだ名がつき、元々徳川家にいた家臣達でさえ実の名で呼ぶことは少ない(ゲーム中の彼女の表記は、ほとんど戦姫となっている)。一方で、姫という身分にふさわしい教養の持ち主でもある。
小説版では、彼女が使用する愛槍は「刃乱楠」で、「彗星」という技を使用している。
『戦国』では妖怪の徳川家康が徳川家を乗っ取る際、最後まで抵抗し、牢に入れられるまで暴れ続けたため、牢に入れられていても徳川の妖怪達から恐れられる存在となった。家康を倒し牢から助け出すと、ランスの部下として登用可能。かなりの怪力の持ち主らしく、「体がなまっていなければ人の胃をえぐり取ることもできた」とランスに語っている。
防御が上手で運も良いため、強敵と戦うことや、劣勢の戦が好きでも体に傷がほとんどない。
『戦国』の後日談である『三匹』では、強い敵と戦える言う理由で鶴水の部下に用心棒として雇われるが、鈴女の説得によりかなみ一行に寝返る。エンディングでは、戦を求めかなみと共に天満橋を渡る。
『9』ではメインヒロインの一人として登場。ネロに傭兵として雇われた際にランスと再会し、彼から「自分たちの仲間になれば熾烈な戦いを経験できる」と説得され「無法者」に参加する。
彼女のルート及び真エピローグではランスの子を妊娠していることが発覚。戦場から足を洗おうとするものの、結局武器を捨てることができず今度は胎教と称して魔族領に赴き戦おうとするが周りから全力で止められる。

### 浅井朝倉家
朝倉義景（朝倉義景）
登場作品：戦国 - 10
浅井朝倉家の老国主。戦わずして話し合いだけでのJAPAN統一を目論む交渉術の天才で、浅井家と朝倉家の合併も長年の粘り強い交渉で実現して見せた。一見、穏やかな人格者だが娘の雪姫を溺愛していて彼女に危害が加われば途端に好戦的になる。欲望の赴くままに生きるランスの姿に「自分も彼のように生きられたら」と語るが、実は20人を超える子供がいながら今もなお子作りに励む絶倫の持ち主である。内政に優れている。織田の配下になってからは3Gと仲がよい。
雪姫
登場作品：戦国
浅井朝倉の姫。父である朝倉義景と同じく争いを好まず、気立ての良い北陸一の美女と謳われる美しい女性。
民と交流したり兄達の世話をしたりと平和な日々を過ごすが、織田家に同盟交渉に赴いた際にランスに胸を触られた事で交渉を打ち切り交戦状態となる。織田家との戦争が不利になると、発禁堕山と修験者に援軍を願い、その代償として自らの処女を与えるが、発禁堕山の気持ち悪い顔を見て怯えてしまい、発禁堕山の怒りを買って援軍も反故となった。織田家によって浅井朝倉が滅ぼされると、雪姫は父である義景の目の前でランスに犯され、その後、雪姫は逃亡する。以後、織田家滅亡のためにその身を売って堕落させていくことになる。
仲間にすると巫女として合戦に参加する。巫女としての能力は高いものの戦とは無縁の生い立ちのため個人戦での実力は皆無。ルート次第では凄惨な末路をたどり、山賊に捕らわれて輪姦され、発狂する。
発禁堕山 (八甲田山)
登場作品：戦国
山奥に住む男。その素顔は呪い付きによって醜く変形し、天狗の面で素顔を隠している。代わりに動物を自在に操る能力を得ている。妻を欲しているが、どれだけ美人であっても自身の顔を嫌悪する者は何者も受け入れず、雪姫は彼の素顔に恐怖したために発禁堕山に見限られた。浅井朝倉を倒した後、妻を与えることを条件に仕官させることが出来る。ランスは適当に厨房で働いていた不美人をあてがったが、彼女は堕山の顔を嫌悪しなかったため、彼にとっては幸せな結婚であった。結婚後は当初の雪姫や浅井朝倉に対する態度とは裏腹に、よき愛妻家の夫としての一面を見せる。山小屋暮らしの頃は浮世絵を使って自慰をしていた。

### 原家
原昌示
登場作品：戦国
原家の国主。あまり特徴のない凡庸な人物だが、国を想う心と妻への愛情は人並み強い。妻である阿樹姫の浪費には頭を抱えているが、強く意見出来ないでいる。国を滅ぼせば捕虜に出来、仕官させる事も可能だが、阿樹姫を返還すると不器用ゆえに歪んだ愛情を阿樹姫に注いでしまうことになる。
阿樹姫
登場作品：戦国
原昌示の妻。足利家から嫁いでおり、足利超神の妹だが兄と違ってまともな美的感覚と優れた容姿を持っている。高飛車でわがままな上、浪費癖があり国の財政を圧迫している。原昌示とは夫婦ではあるが、何かと煮え切らない性格の昌示をやや軽蔑しており力関係は完全に逆転している。通常は国を制圧されるとランスの屋敷へ送られるか打ち首となるのだが、2週目以降は条件を満たせば無理やり武将として仕官させることができる。

### 伊賀
犬飼
登場作品：戦国
伊賀忍者軍団頭領。「忍者王」とも呼ばれる。各国に忍者を送り込み情報収集を行い、隣国である織田の情報はいち早く察している。伊賀はもとは織田の配下だったが、先代織田の忍者を消耗品のように扱う状況に堪えかね、織田から離反した。冷静沈着で寡黙な性格、強面な外見から誤解されやすいが、基本的には温厚な人物。また、頭領の地位にありながら武田の高坂義風や先代頭領の月光、伊賀の長老達など頭のあがらない人物も多く、人間関係に不器用な苦労人。なお伊賀の配下の忍者には頭領へ絶対服従の刷り込みが施されており、伊賀のくのいちである鈴女は犬飼に逆らうことが出来ない。わんわんが好きで、忍犬としてもペットとしても常に行動を共にしている。また、数ある技の中でもわんわんを使った動物術に長けている。
鈴女
登場作品：戦国 - クエスト
JAPAN最強のくのいちで、体を駆使し男を殺すことに非常に長けている。相手の男の好みに合わせて性格すら変えることができるらしい。暗殺から夜伽まで優秀にこなし容姿・スタイル共に抜群だが、どこかひょうきん。口癖は「〜でござる」「ににんにん」。
『戦国』ではランス暗殺を命じられて伊賀から尾張に来たのだが、ランスの奔放さに共感して織田家に入る。
同作の後日談である『三匹』では、『戦国』で鈴女が殺した蜘蛛弾正の部下である鶴水からの果しに応じ、かなみを連れて鶴水の元へ出向く。エンディングでは、JAPANで犬飼の修行から逃げ続けている姿が見られる。
『クエスト』では途中で寿命により死亡する。すぐに成仏しなかったのは、かなみのことが気になっていたためで、以後冒険中にかなみを鍛え上げるようになる。

### 種子島家
種子島重彦
登場作品：戦国
種子島家総代。武将というより鍛冶屋の親方という雰囲気。マリアの研究所から盗まれたチューリップ1号をコパンドンから買い取り、これを元に鉄砲を開発、JAPANの各国に販売して種子島家を発展させてきた。そのため、鉄砲の原型を作ったマリアを女神として崇めている。ポリゴンキャラのような四角い身体を持つが、一応人間である。
柚原柚美
登場作品：戦国 - クエスト - 10
種子島家の鉄砲隊の武将。スクール水着の上にセーラー服という奇抜な服のセンスをしている。無口な不思議系の少女だが、かわいいものを見つけると理性が決壊する音とともに狂喜し暴走する。死去した父は生前は腕利きの鍛冶師であり重彦と懇意で、父亡き後は重彦が後見人ような立場になっている。彼女の持っている鉄砲、箒星は父の最高傑作にして形見。
戦国
行動回数の低さは他の鉄砲と同じだが、彼女だけが持つ鉄砲＋狙撃は非常に強力。帝レースに参加できる資格を所持していると同時に上杉謙信のファンでもあり、決闘時にはサインを要求した。
クエスト
クマを連れていると、その可愛さに惹き付けられて登場し、以後半ば強引に冒険に参加する。

### 明石家
明石風丸
登場作品：戦国
明石家の末弟、呪い付きとなった毛利との戦いで父と兄が死亡したため、やむなく跡を継ぐ。将来を期待されており、その覚悟は毛利てるに天晴れと言わしめたが、あまりにも若く未熟だった。戦う場合、明石家の秘密「ぬへ」でこちらを苦しめるが優しい性格ゆえに、ぬへが単なる戦闘兵器として戦う姿を見て思い悩み、自らの軍勢のみで戦うことを決意する。仲間となった場合、最後に逃した火鉢の身を案じるが案じすぎてランスのストーカーと化してしまい、熱意に押されたランスから火鉢を貰い受けパワーアップする。
火鉢
登場作品：戦国
最後の「ぬへ」。風丸の命令によって「生きる」道を選ぶ。その後風丸の役に立つことを望み、彼の下で戦列に加わる。イベントで風丸が彼女を逃がす前に明石家が滅びるとランスが自ら目覚めさせることになる（ただしその場合はHシーンの後、再度封印される）。

### 毛利家
毛利元就（毛利元就）
登場作品：戦国
史実の毛利元就の頭脳を全て武力に変えたような男。妖怪の呪いを受けて寿命こそ減った物の元々強かった肉体がさらにパワーアップしてしまい周辺諸国を次々制圧していった。
魔人ザビエルが8時間戦闘をしてようやく倒せる強さであり、人間としては驚異的な戦闘力を持つ。
彼は龍馬やゴンなどとは違い、呪いを解いてもメリットが消えるだけで寿命が戻らない。このことはサポートページでコメントされている。
毛利てる（毛利輝元）
登場作品：戦国 - クエスト - 10
毛利三姉妹の長女。乱暴者だが綺麗好き。毛利三姉妹は母が娘達はいずれ将来元就のような武人になるだろうと予見し、何か一つ女らしい作法をそれぞれに学ばせた。
『戦国』では、はたきと鎌を融合させたような武器を手に戦場を駆ける。
『クエスト』では、平和になったJAPANでは物足りず大陸に渡り暴れに来て、魔人カイトの出現場所にいるところでランス一行に出会いパーティーに加わるようになる。進め方によっては後日談でランスの子をもうけており、自分の父の名を授けている。てるの子・元就は『10』にて、他の異母兄弟とともに登場する。
吉川きく（吉川元春）
登場作品：戦国 - クエスト - 10
毛利三姉妹の次女。乱暴者だが繊細。料理が得意で中華鍋と鎖鎌を融合させたような武器を使い忍者部隊を率いる。てる以下の姉妹は一度嫁いでいるが、出戻っている。前の旦那に目つきが怖いと言われたため、目に多少のコンプレックスを抱いているようである。異性関係は、三姉妹の中で一番免疫が無い。
『クエスト』ではちぬが生き返ったと聞いてJAPANから押しかけて来る。
小早川ちぬ（小早川隆景）
登場作品：戦国 - クエスト - 10
毛利三姉妹の三女。やさしいが毒殺大好き。異性関係は非常にオープン。
『戦国』では、使徒の玄武をうちに宿し、玄武の復活によって死亡。一部ifルートでは武将として登用もできる（他ルートでも可能ではあるが、物語途中で死ぬ）。
『マグナム』ではとあるイベントでゾンビのような姿で復活し、PTメンバーにも加わる。

### タクガ軍
坂本龍馬（坂本龍馬）
登場作品：戦国
鬼のひしめく死国の民をまとめるリーダー。後にタクガを建国し国主となる。仲間思いだが乱暴者なのが玉に瑕。呪い付きの多いタクガの民の例に洩れず、自身もまた呪い付き。タクガを建国した際に毛利元就に呪い付きと見下されて以来、元就を猛烈に敵視している。龍馬がいれば毛利および龍馬自身の呪いをかけた妖怪を倒すことが出来、それぞれの呪いを解くことができる。
川之江美禰
登場作品：戦国
タクガのメンバー。姉御肌な隻腕の女性で、戦闘では腕や足で器用に武器を扱って戦う。クセの強いタクガの面々の面倒を見る彼らの母親かつ姉的な存在。
川之江譲（川之江城）
登場作品：戦国
タクガのメンバー。隻眼の三枚目風な男で、美禰の弟。ひょうきんな性格だが思慮深い。龍馬に対しては仲はいいもののなにかと喧嘩っ早く、度々喧嘩なっては美禰から仲裁と制裁を受けている。
ゴン
登場作品：戦国
タクガのメンバー。呪い付きによって頑強で巨大な大男の外見になっている。気は弱いが優しい心の持ち主で、龍馬と譲の喧嘩の板ばさみに遭いオロオロすることもしばしば。龍馬の親代わりを務めており、龍馬からも信頼され甘えられるほど。呪いの代償として痛みと共に味覚が失われつつあり、劇中の龍馬の台詞では言語能力ないし知能も失われつつあるようなことも示唆されている。後に龍馬の呪いが解けたあと、ゴンの呪いも解く機会も訪れたが、今の自分の能力を失っては龍馬を守れないと呪い付きのままでいることを選んだ。帝レースの参加資格はあるが、参加する意思はあまり無い。

### 島津家
島津ヨシヒサ（島津義久）
登場作品：戦国
島津4兄弟の長男にして現国主。男前で冷静沈着に女を翻弄する一方、黒姫のことが一番好き。展開次第では織田の女武将をも口説き落とし島津へ出奔させる。足軽部隊を率いる。
島津カズヒサ（島津義弘）
登場作品：戦国
島津4兄弟の次男。男前でワイルドに女を口説く一方、黒姫のことが一番好き。帝レースの参加資格を持ち、謙信ルートではザビエルから身を守るため国を離れ潜伏する。武士部隊を率いて戦場を駆ける。
島津トシヒサ（島津歳久）
登場作品：戦国
島津4兄弟の三男。男前で優しく包み込むように女を口説く一方、黒姫のことが一番好き。「蹂躙」が口癖。
島津は基本的に魔軍に占領下におかれるので魔軍の登場しない蘭ルート以外では敵としてしか現れない。戦場では大規模な鉄砲部隊を展開する。
島津イエヒサ（島津家久）
登場作品：戦国
島津4兄弟の末弟で、やんちゃな性格だが島津一の軍師としての顔も持つ。まだ子供だがそれを武器に女を口説く一方、黒姫のことが一番好きで、黒姫のもそもそクッキーが好物。4兄弟は黒姫のことが大好きなので、黒姫のためならあっさりと国をも出奔する。
黒姫
登場作品：戦国
魔人ザビエルが前回蘇った際、多数の女を犯し孕ませ唯一産まれてきた娘。出産の前後に母が発狂しその阿鼻叫喚のなかで生まれて来たため、ザビエルには「狂子」と名付けられていた。あらゆる封印を切る力を持ち、魔人の血が混じっているために若いまま歳を取らず、4兄弟よりも強い。現在は、その正体を隠して島津家の客将として生きている。父であるザビエルには言語に尽くしがたい凄惨な虐待を受けてきたため非常に恐れており、復活の際には命令されるままザビエルの封印を完全に解き、禁妖怪を解放した。
アギレダ
登場作品：戦国 - 10
とある部族の勇敢な姫。島津4兄弟を恨みながらも女として骨抜きにされているので、なんだかんだと島津の武将として仕官している。自分勝手な4兄弟に常に頭を抱え、4兄弟が揃って国を出奔した際はヤケクソ気味に自分が国主に成り代わった。性交渉には気持ちやムードを重視しないと感じないようで、ムードのカケラもない無いランスに男として大きなショックを与えた。ランスがJAPANを去った後は手紙を送り続けていたものの、ランスがコパ帝国に拠点を移したこともあり、手紙は読まれず郵便受けに溜っていたことから、ランスの自宅跡を訪れた彼女を激怒させた。

### 尼子家
山中子鹿（山中幸盛）
登場作品：戦国 - クエスト
尼子家の復興と仇である毛利の復讐を願い、各地を部下と共に各地を放浪している女性。子供と見まごうほど小さな体躯だが、既に成人している。会う者全てが彼女の年齢を間違う中、生粋のロリコンである勝家は一目で大人と判別した。
『戦国』では毛利への復讐がうまくいかずにいる中、資金集めに鹿せんべいを売り、自身の食料にもしている。毛利を滅ぼせば織田に仕官させることが可能になる。
『クエスト』でも相変わらずお家再興のために努力中。八甲田山で道案内役として登場。

### 独眼流家
梵天丸/独眼流政宗（伊達政宗）
登場作品：戦国 - 10
妖刀の妖怪。先代の織田信長とともに二代目妖怪王である狂星九尾・末知女殿と戦い、勝利。その後三代目妖怪王となり、独眼流政宗に改名、人間との接触を断つため妖怪軍団を統率して奥州に引き篭もる。後に先代妖怪王を妻に迎えたほか、彼女以外にも3人の妖怪の娘を妻に迎え入れた。
妖怪界では圧倒的人気を誇り、妖怪の女たちから好かれている。性格もかなりの男前。妖怪王といわれるだけあり、謙信らと並んで圧倒的な実力を誇り、ランス達に袋叩きにされても倒れなかった家康を一撃で倒してみせた。
狂星九尾・末知女殿/お町（白面金毛九尾の狐）
登場作品：戦国 - 10
二代目妖怪王、九尾の狐。GI 1012年に妖怪達の中心となり、人類との間に妖怪大戦争を起こす。だが、当時最大勢力だった織田家と、その協力者である梵天丸により妖怪大戦争は終息した。後に政宗の妻となる。今は過去の業を悔い、妖怪大戦争の経験者である月光には復讐の念から命を狙われかけたこともあったが、それを真摯に受け止め、月光を改心させた。
個人戦と防御式神以外は式神を使わないが、陰陽部隊を率いる。彼女の有無・兵数次第で難易度が変わりかねないほどの、最強ユニットの一人。
野菊（一つ目小僧）
登場作品：戦国 - 10
一つ目小娘。独眼流政宗の4人の妻の一人。（単眼であることを除けば）可憐な雰囲気かつ、純情な性格で勉強が好き。勉強や写生が大好きで、戦闘でも巨大な万年筆のような武器で戦う。普段はそうでもないが、慌てたり緊張するとよくドジを踏む。
折女（二口女）
登場作品：戦国 - 10
独眼流政宗の4人の妻の一人。忍者だが個人戦では刀を使う。非常にマイペースな性格であまり深く物事に拘らない。おはぎが好物で、仲間になった後の織田ではつまみ食いが過ぎて給仕の女達に諦められてお供えされるほど。
ノワール（絡新婦）
登場作品：戦国 - クエスト - 10
独眼流政宗の4人の妻の一人。言葉足らずでぶっきらぼうな喋り方と小生意気な態度だが、根は素直で純粋。
『戦国』では仲間になった後、ランスに興味を持つ。
『クエスト』では、独眼流家から唯一人大陸までランスを訪ねてくる。

### 藤原家
藤原石丸
藤原家の四男に生まれる。三種の神器を集め帝の力を手に入れた人物。妖怪王・黒部をも僕とした。大陸兵13万を撃破するなどの武勇を誇る。当時の人類の中では最強で、5年で大陸の半分、最終的には大陸の大半を支配し人類を統一する直前までに至った。しかし、人類にもかかわらず強大な力を持ったことを快く思わなかった魔王ナイチサが魔人ザビエル率いる魔軍を送り込む。JAPANの軍勢と支配した大陸の軍勢、総計200万の軍勢を持つ藤原石丸だったが、当時の人類としては未知の敵であった魔軍の前に軍勢の大半を失う。自身もザビエルと戦い、殺されてその生涯を終える。
月餅
魔王ナイチサの時代、藤原石丸に仕えて重用されていた参謀。天志教の創始者であり、その正体はラサウムに仕える悪魔。藤原石丸を倒すために魔王が派遣した魔人ザビエルの隙を突いて封印する。天志教を大陸規模に広め、効率よく魂を回収するという己の目的を邪魔した魔人ザビエルを激しく憎んでいる。ザビエルとの戦いが原因で数年後に死亡し、彼の持っていた死神の鎌と封印の法は代々天志教に受け継がれている。
初代妖怪王 黒部
登場作品： 10
刃のような翼を持つ、二足歩行の黒狼。オロチの牙から生み出された妖怪。帝となった藤原石丸との一騎討ちに敗北し、藤原石丸の部下となった。藤原石丸、月餅と共にザビエルと戦い、破壊された。

### 妖怪
魂縛り
登場作品：戦国
禁妖怪として封印されている危険な妖怪。見た目は可愛い女の子だが、危害を加えようとする(接触しようとする)者にゾンビになる呪いを与える。ゾンビになったものは五人誰かに噛み付いて移すことで成仏できる。妖怪大戦争の際に封印を解放され、JAPANは未曽有の危機に瀕した。先代の織田信長もこの時に亡くなる。ザビエル復活時に再び解き放たれたがランスの活躍によって再び封印された。
石爺（子泣き爺）
登場作品：戦国
魂縛りと同じく禁妖怪として封印されている危険な妖怪。見た目は老人で赤ん坊口調。一度泣き出すと体が無尽蔵に大きく重くなり、JAPANが地の底に落ちる可能性があったので封印された。足の裏をくすぐると笑い出し、元に戻る。また、飴などのあやし道具で一時的に巨大化を止めることも出来る。正史では石爺の巨大化を放置すると強制的にゲームオーバーになる。

### 無所属
傾国/八百比丘尼（八百比丘尼）
登場作品：戦国
LP5年より約280年前に起きた妖怪戦争で、人魚女王によって呪い付きの身にされた中つ国出身の女性。呪いの効果は不老不死。その力は強力で、たとえ肉片になっても元の姿に戻ることができる。彼女は死ねない身体になったことを深く嘆き、それが原因で心を壊してしまい、人々に死を振りまく存在となることを望み暗躍するようになる。現在は「傾国」と名乗り、JAPANに死と混乱を振りまくトリックスターを越えた存在として暗躍を続けている。
年齢は311歳。

## カラー

### 歴代カラー女王
パステル・カラー
登場作品：クエスト - 9 - 10 - 鬼畜王
カラーの現在の女王。
GI1016年にカラー女王に就任。一族の伝統と掟に縛られている、融通が利かない、一途な性格。沢山いるモダンの子供の中の三番目で、本来は女王になる位置では無かったが二人の姉が病死したために繰り上げで女王になる。
クエスト
75歳。受精の儀式を嫌がっており、長い間拒否し続けてきたが、最近やっと女王の自覚が出てきて行うことを決意するも、その儀式中に意識が朦朧としているところをランスに強姦されてしまう。その行為に怒り、ランスに「禁欲モルルン」という強力な呪いをかける。その後ランスとの子であるリセットを出産し、カラーの掟によって娘にランスを殺させるために、色々と行動に移すも諸々により度々失敗した。
度々の失敗や娘のランスに対する友好的な態度などに精神的に追い詰められ、ついには私怨から結界の源でもある神具を持ち出して、マザーカウにランスを騙して呼び寄せす殺そうとするものの、ムーラテスト中でバランスブレイカー収集中のクルックー＝モフスに神具を全て奪われる結果となる。これによりペンシルカウの結界の力が緩み、それを察知したヘルマン帝国に侵攻され多数の犠牲者を出すきっかけとなった。
マグナムのIF展開では、ヘルマン軍撃退後にAL教新法皇就任式に招待を受けてリセットと共に出向いた帰りに「導く者」に誘拐され、精神的に弱っていた隙をつかれて操られ、世界の人類の魂を汚染するための道具として利用される。
9
アリストレスがペンシルカウに辿り着いたため、ハンティに連絡を取っている。その際、リセットをハンティに紹介しているが、リセットがきちんとハンティに挨拶したのを見て「これだけは教え込んでいてよかった」と安堵している。
鬼畜王
72歳。カラーの王にして、クリスタルの森の統治者。性格は穏やかで引っ込み思案。でも聡明で責任感も強いので他のカラー達からの信頼は厚い。人間の男と駆け落ちした母に代わって仲間のまとめ役をしているが、孤立し衰退していく一族の未来に危機感を抱いている。
母親のこともあって人間に強い不信感を抱いていたが、ランスと出会い彼との間に娘をもうけてからは多少は人を理解するようになる。
鬼畜王のパステルの性格及び容姿はクエストでパステルの母モダン・カラーに、キャラクター背景は『闘神都市III』のレメディア・カラーに引き継がれた。

モダン・カラー
登場作品：クエスト - 10
パステルの一代前の女王。パステルの母 - 故人（英霊）
かつてのカラーの女王で、ペンシルカウを護るべく神具「シルクウェアー」を作り、英霊となって現在もペンシルカウを見守る存在。『ランスクエスト』にも、英霊状態で祖母のフルや母のモダンと共に登場する。
容姿及び性格は『鬼畜王』版のパステルを元としており、非常に穏やかでのんびりとした優しい人物。
子供の教育方針では母のビビッドと対立しており、母が「子供は叩いて伸ばす」主義なのに対して、「子供は褒めて伸ばす」主義を取っている。
GI0920年にカラー女王に就任。歴代最多となる50人の子供を産んだカラーの女王。人間大好きで、かっこいい男の人（捕まえた捕虜）と仲良しになってお茶したり、逃がしたりしていた。ただ、掟を守って性交渉はせず、儀式のとき以外は受精しなかった。ランスに関しては性交渉の後、余程気に入ったのか、「里に迎えてもいい」とまで言っている。
ビビッド・カラー
登場作品：クエスト - 10
パステルの二代前の女王。パステルの祖母 - 故人（英霊）
かつてのカラーの女王で、ペンシルカウを護るべく神具「アコーンハンマー」を作り、英霊となって現在もペンシルカウを見守る存在。『ランスクエスト』にも、英霊状態で母のフルや娘のモダンと共に登場する。
非常に幼い容姿をしているが、巨大なハンマーを得物とし、そのハンマーを神器として残した。
性格は無軌道な母のフルを反面教師としたのか非常に知的で規則正しく厳しい性格をしている。カラーの掟を絶対視しており、孫のパステルのふがいなさを苦々しく思い、娘のモダンとは教育方針で対立することも多かった。精霊召喚が得意で4体の大精霊と仲が良い。
GI0810年にカラー女王に就任。「女王フルはみずから英霊となり一族の住まうペンシルカウを守る存在となった」と、ビビッドと幹部カラー達は、フル・カラー封印の経緯の真実を伏せて一般のカラー達に嘘の伝説を伝えた。フルの無軌道な執政により乱れていた村の秩序を改め、厳しい掟を作り上げた。その一環として、性行為を含む人間との個人的な接触を禁止し、精液だけ取り出し受精する方式に変え、村に近づいた人間を捕獲して精液タンクとして使用するようになる。女王フルの英霊伝説を引き継ぎ、歴代女王は変化の時が来ると英霊となり地下のマザーカウに入るようにし、その際に生涯を掛けて育ててきた神具を村全体の封印媒体として使うようにもした。
女王として沢山の子を産まねばいけないとし、人間との性交渉によらない形で6人の娘を儲けた。
フル・カラー
登場作品：クエスト - 10
パステルの三代前の女王。パステルの曾祖母 - 故人（英霊）
かつてのカラーの女王で、ペンシルカウを護るべくペンシルカウの結界及び神具「クイーンスーツ」を作り、英霊となって現在もペンシルカウを見守る存在。ランスクエストにも、英霊状態で娘のビビットや孫のモダンと共に登場する。
GI0715年にカラー女王に就任。「自分が自分として生き続けるために戦い続けた」という無軌道かつ勝手気ままな性格をしている。ヘルマンの高官の家に忍びこんで脅迫して条約を迫ったり、ドラゴンにケンカを売って血まみれになって帰還したりと暴走行為が多く、「神と悪魔をペテンに賭けた」という伝説を持ち「自由奔放」「暴れ者」「疫病神」「戦神」と呼ばれるほどだが、不思議と女王としては絶大な支持を受けていた。
『マグナム』においては、その信念故か、攫われたパステルを自ら救出したいと望むリセットを、女王の後継者が失われることを懸念して反対するビビッドとモダンを制止して後押ししている。
上記の事や極端な放任主義や無責任さから娘である次の女王ビビッド・カラーには双方が英霊となった現在も嫌われている。
後継者を産むようにと先代により優秀な人間の男が用意されるも、掟を嫌うあまり殺したりするなど、全てのことを否定しては不満でいることが多かったことから、魂の汚染率が上がり、「変化の時」を迎えた際に悪魔になりかけ、力づくでそれを抑え込む。このことは本人にとっても不満だったため、今度は苦行を行い魂の汚染率を低下させ、この時期に人間と性交渉を行い3人の娘を産んだ。2度目の「変化の時」には天使になりかけるがそれも押さえ込み、三度目の「変化の時」も力づくで抑え込もうとした際に消滅しかけ、英霊となる道を選んだ。娘のビビッドや幹部のカラーたちから、自分勝手に行動して幽霊になってまで、カラーとしての本来の運命を否定してきたのは流石に女王として示しがつかないと判断され、地下に封印された。この地は後にマザーカウ（歴代女王の墓）となる。
フルの英霊化以降、歴代女王が自ら英霊となり村を守る結界となる制度が定着する。

### 次代カラー女王
リセット・カラー
登場作品：クエスト - 9 - 10 - 鬼畜王
パステルとランスの間に生まれた娘。
クエスト
0歳。ランスのことはパステルから鬼畜と聞いていたが実際に会ってみた結果、実は優しいのでは？と思うようになり、以後度々父を慕って鈴女やビスケッタによる送り迎えでランス城を訪れることとなる。
マグナムのIF展開では、ランス・クエスト人気投票で「第1段ガチンコ！！一番好きな女性キャラ！」で1位「第5段掛け合いを見たいキャラペア」でランス＆リセットが1位であったのでユニットとして使えるようになっており、母を誘拐した「導く者」との戦いに参加するようになっている。
幼くして高レベル魔法である「スリープ」を修得し、ランスや母パステルを上手く裁いたりと中々に優秀。ビンタにはどんな状態の人物も正気に戻す「クラウゼンの手」と同じ効果があり、アム・イスエルに操られて正気を失っていた異母兄のダークランスと母のパステルをビンタ1発で正気に戻している。
9
真エピローグで、ピグや子供になったナギと仲良くなっている。
鬼畜王
ランスの子供としては唯一グラフィックが用意されている。その愛くるしい姿はプレイヤーの心を捉え、本編への登場要望があまりにも多かったためクエストでの本登場となった。

### カラー女王の側近
イージス・カラー
登場作品：クエスト - 9 - 10
「カラーの森防衛隊」の隊長で弓の名手。女王パステルの片腕のような存在。
弓が得意なカラーの中でもずば抜けていて、クリスタルを求めカラーを狙う人間達を日々撃退し、イージスが防衛隊長になってからは、鉄壁の防衛で村に進入されたことは一度もなく森で人間に捕まるカラーも最小限に抑えている。
カラーの村で三人姉妹の次女として産まれる。小さい頃に妹が人間が攫われたので助けるために姉と共に人間の村に侵入する。姉と妹は人間に殺されるが、自分一人だけなんとか森に逃げた。その後カラーの防衛隊に自ら志願し「人間、特に男性から村を守れる強い存在」になることを決意する。パステルが新たにカラー女王と即位した際に新防衛隊長に任命された。
クエスト
55歳。アマズサ組に捕まり、CITYの町の広場でこれから陵辱されクリスタルが奪われそうになっている所をランスによって助けられる（その際ランスに犯されてはいる）。その後ランスがパステルを訪ねてカラーの森を訪れた際にはランスの性格を見抜いていて追い払おうとするが、ルリッカとの人質交換で代わりに捕らえられ、鈴女によって篭絡されてペンシルカウの入り口を教えてしまい、受精の儀式中のパステルをランスが無理やり犯す結果となった。
ランスが禁欲モルルンの呪いを受けた後、呪いを解きつつパステルにお仕置きをしようと再び森を訪れた際にも人質交換で捕らえられ、またもや鈴女によって篭絡されそうになるとわかると、今度は自ら「記憶忘れ草」を飲み込み過去5年分の記憶を失いながら森の秘密を守ろうとした。
記憶を失ったのを良いことにランスは自分との関係を「君は俺の恋人だ」と吹き込んで騙し、半信半疑ながらも以後ランス達と共に行動するようになる。共に冒険をしながらも薄々騙されていることに気付いてはいたものの、嘘つきを許せない性格のためにそれが発覚したらリセットの父であるランスを殺さなければならないので、上手く騙し続けて欲しいと騙される現状を維持している。
魔想志津香の持つ「クリスタルロッド」のクリスタルの人物を知っている。彼女の生死がストーリー進行にかかわっており、ランスによりクリスタルを抜かれて死亡した場合はストーリーが進まなくなる。
9
ペンシルカウの防衛隊長に復帰しており、辿り着いたアリストレスを保護している。

サクラ・カラー
登場作品：クエスト - 10
ペンシルカウの参謀総長で、パステルの妹にあたる。イージスと共に女王パステルを支える面倒な裏方処理を全てこなす才女。有事の際にはパステルに代わり指揮を執ることもある。バイザー型の帽子を被っており目元は見えない。
クエスト
65歳。パステルがレイプされた復讐のためにランスを襲撃した際には、イージスと共にランスの元へと現れた。

### 一般カラー
ソミータ・カラー
登場作品：鬼畜王
『鬼畜王』にて登場。パステルの従者兼幼馴染。明るく行動的な性格で、閉鎖されたクリスタルの森を早く飛び出したいと思っているが、パステルを見捨てて逃げるようで出来ない。パステルと違い、人間という種族に悪い印象はなく、もっと接してみたいと思っている。天使になることを夢見ており、プレイヤーの行動によっては天使になることもあれば、悪魔になることもある。
ルリッカ・カラー
登場作品：クエスト
イージスの部下。『クエスト』では、ランスに何度も捕まってはイージス対策のために人質として度々利用される。

## ALICE教

### 法王とその関係者
クルックー・モフス
登場作品：クエスト - 9 - 10
世界最大の宗教、AL教の現在の法王。父は前法王デュラン。
基本的に大人しいが、自分の関心のないことに関しては、冷酷なまでに無関心になれる性格である。実際、常識と配慮に欠けた彼女の行動によって被害が出ており、行動を共にしているトローチ先生からは危惧されている。
しかし、ランスとの関わりを経て、自身の行いが間違っていた事を認識するようになり、徐々に他者への思いやりなども見せられるようになっていった。また、クルックー自身に自覚は無いが、自分を何度か助けてくれたランスには、好意を抱くようになった。
『マグナム』ではムーラテストに参加し、法王となった。法王就任後は神の真実を知り、反論した結果、女神ALICEには法王になった時に1,357回殺されて853回精神を崩壊させられた。さらにランスを殺せと命令された時に意見した時に1回殺されて1,358回になった。あまりにも傲慢な神の実態に絶望するも、ランスのいるこの世界と時間を守ることを決意し、日々女神ALICEの無理難題から世界を護っている。
『9』では、法王の仕事として護衛のアルカネーゼと共にヘルマンを訪れていたところランスと出会い、「無法者」に巻き込まれる。身勝手な行動を頻繁にとっていた前作に比べて性格面が大きく緩和されており、無法者への参加もランスを助けたいという想いがあったからである。ヘルマン革命に最後まで戦い続け、革命完了後はAL教法王として、パットンがヘルマン帝国最後の皇帝に即位する見届人となっている。
真エピローグにてシィルを復活させる事に成功した。
トローチ先生
登場作品：クエスト
クルックーと行動を共にする白い謎の生物。表面上喋らないが、クルックーとだけは良く喋り、とても常識的。法王就任前で常識を知らないクルックーに苦言を呈し続けている。
ムーララルー
登場作品：鬼畜王
川中島を本拠地とする大陸最大の教団、AL教の法王。強力なカリスマと、絶対無二の説得力を持つ言葉を紡ぐが、それはエンジェルナイトのレダから与えられたもので生まれつきのものではない。もともとはデュラン・テュランという田舎産まれのただの中年だった。
『鬼畜王』では序盤で死亡しており、名前だけの登場である。新たな法王を決める儀式「ムーラテスト」が数ヶ月に渡り行われることとなり、一部の司教達がそのための活動をしている。
正式名称はALICE教だが、ゲーム中では文字数の関係でAL教という省略形になった。リーザス王となったランスに使者サルベナオットを送り教団の寄付を続けるよう求めるがこれに応じない場合、AL教信者を扇動し反乱を起こす。川中島を占領すると、ムーララルーは信者のエリザベートを性奴にしているなど、聖職者にあるまじき外道だったことが判明する。

### 司教
ミ・ロードリング
登場作品：01 - 03 - マグナム - 10
AL教の司教の一人。「誰よりも女神ALICEを愛する者」として名高く、「その忠誠、右に出る者なし」とまで言われる男。レベル神のウィリス・藤崎にストーキング行為を受けているが、本人は悪霊に取りつかれていると思い込んでおり、いつかは祓わなければならないと思っている。1のリメイク作品の01から登場しているが、時代が進むごとに頭髪が薄くなっており、手製のALICE様人形もバージョンアップしている。
『マグナム』では、ALICE神に会いたいだけという理由でムーラテストを受ける。テストで一度会えた事でひとまず満足し、以後は新しい法王クルックーの下で元の枢機卿として職務に励んでいる。
オズ・トータス
登場作品：マグナム
AL教の司教の一人。常に微笑を絶やさず信者から慕われ、優秀な仕事ぶりから、デュラン亡き後の「最も法王に近い男」と言われており、現在の司教達の中でもリーダー的存在で法王代理も務めている。その実は絶大な権力を有し権某術数に長ける人物で、ムーラテストでもその権力を存分に発揮して、多数の部隊を動かして悪霊退治で点数を稼ぎ、賄賂などを用いて教会からの信任も多く得ている。
『マグナム』では前法王の娘であるクルックーを妻とし、その地位を磐石にしようとしたが、クルックーがランスと関係を持ったと知って激怒し、理不尽な方法で「浄化」しようとした。テストの結果、クルックーに破れて発狂してしまう。
ローレ・エンロン
登場作品：マグナム
AL教の司教の一人。歴代司教最高齢の166歳でほぼ「生ける屍」状態にある。生命維持装置付きの車椅子に座り、鼻や喉には管が通り、動かせるのは手首から先だけであり、召喚士でもあるので自分の世話係として常に2人のイヤシンス召喚して従えている。喉の調子が悪く、喋り始める際にはタンが絡む。
これまで3回もムーラテストに落ちており、『マグナム』では4回目のムーラテストに臨むも、落選する。まだ若いクルックーが選ばれたことへの絶望感から、心の隙間に魂の枷が取り付き、汚染人間となってしまう。

### その他教団関係者
バッティング・センターズ
登場作品：マグナム - 10
司教に次ぐ地位であるテンプルナイトの長で、現在は法王クルックーの片腕的立場にある。サチコの父であるが、娘はの地位も職務内容も知らなかった。
『マグナム』ではムーラテスト中はオズ＝トータスと行動を共にしていて、クルックー救出に向かうランス一行の前に立ちはだかる。
ロゼ・カド
登場作品：2 - 02 - 3 - 03 - 6
AL教の教官。神官としての地位を利用して情事に耽る上、ケープの下はビキニだけと扇情的な格好をしている。
初出である『2』では、カスタム再建に加わる傍ら、悪魔を呼び出してHするという神官にあるまじき行為に溺れている。その後、『3』にてリーザスとヘルマンの戦争に巻き込まれたカスタムをあっさりと見捨てて疎開する。
『6』では、ゼス近辺の教会で淫らな行為に耽っている。

## 導く者(シュメルツ・カイゼリン)

### 導く者のリーダー
アム・イスエル
登場作品:マグナム - 10
クルックーの先々代の法王。ALICE神の正体を知って絶望し、退官した後「導く者」を組織した。
マグナム
「導く者」内で「魂の枷」を製造、ばら撒くことで汚染人間を作り出していた。カラー女王のパステルを洗脳し世界中の人間を汚染人間にしようと企むがランスに倒される。完全汚染人間である為死なないので、ALICE教本部の地下に封印されている。

### 進撃の詰み手(スカック・マット)
コーニング・ベクドラン
登場作品:マグナム - 鬼畜王
AL教の幹部。『マグナム』ではアムの側近として登場しており、元テンプルナイツ騎士団長の経歴を持つ。物腰の柔らかな性格をしたガードで、5人の幹部たちの中でのリーダー格である。導く者では大天使の名を使用、本名はブローネンバーク・ヘンツ。
『鬼畜王』では、神の代理人であるムーララルーにすべての忠誠を誓い、その為だけに動く。
ローファー・セコナオット
登場作品:マグナム - 鬼畜王
AL教の幹部。『マグナム』では、アムの側近として登場している。レンジャーとしての役割を持ち、アムが司教時代に知り合った時は暗殺者だった。砕けた口調で話し、5人の中では仲介役になることが多い。導く者では大天使の名を使用、本名はセラード・エキセドリ。
『鬼畜王』では、神の代理人であるムーララルーにすべての忠誠を誓い、その為だけに動く。
ターム・サルベナオット
登場作品:マグナム - 鬼畜王
AL教の幹部。『マグナム』では、アムの側近として登場している。ファイターとしての役割を持ち、戦いを愛する豪快な騎士である。導く者では大天使の名を使用、本名はチップチョップ・マルクシア。
『鬼畜王』では、法王ムーラルルーの周りに常にいる五人の幹部たちの代表を務める。神の代理人であるムーララルーにすべての忠誠を誓い、その為だけに動く。また、法王ムーラルルーの指示でAL教の使者としてリーザスに赴き、AL教に寄付をするよう伝えにやってくる。
スプリンガー・パルオット
登場作品:マグナム - 鬼畜王
AL教の幹部。『マグナム』ではアムの側近として登場しており、ヒーラーとしての役割を持つ。寡黙な性格で、意思表示をすることも稀である。記憶喪失のところをアムに救われ、ヴァイス・ヴィンターを名乗っていた。導く者では大天使の名を使用。
『鬼畜王』では、神の代理人であるムーララルーにすべての忠誠を誓い、その為だけに動く。
バール・コンタオット
登場作品:マグナム - 鬼畜王
AL教の幹部。『マグナム』ではアムの側近として登場しており、ソーサラーとしての役割を持つ。舞台役者のように大仰に語り、その独自の言語はアムだけが理解できる。導く者では大天使の名を使用、本名はバーン・バンバーハ。
『鬼畜王』では、神の代理人であるムーララルーにすべての忠誠を誓い、その為だけに動く。

## 他

### 無所属
ダークランス
登場作品：6 - マグナム - 10
ランスと悪魔フェリスとの間に産まれたハーフ悪魔で、ランス最初の子供にあたる。ゲーム中には登場していないが鬼畜王の頃から設定は存在していた。
子どもになったランスに悪魔のパーツがついたような見た目をしている。
マザコンであり、自分を産んだことによって母親であるフェリスが迫害されたため、父親であるランスにはずっと反抗期。しかし偽名を決める際に例として○○ランスと、父親の名前を一部取り入れたり、子として複雑な感情も見え隠れする。
悲しみや怒りの感情で攻撃力が上がる武器「グラム」を持つ貰えた理由は、ダークランスが生まれた経緯が経緯なので、三魔子謁見の際に「いい目をしている」といった少年漫画王道パターンで、三魔子（サンマシ）のレガシオからプレゼントされた。
事実上の初出作品である『6』は、母を連れて悪魔達から逃亡していた。
『マグナム』ではアムに扇動され導く者の一員となり、二つ名として漆黒の王子（フォアリュッケン・クレッペ）を授かった。導く者加入時に指導者であるアムの影響で厨二病を発症し、導く者壊滅後もそのままとなっているが、母フェリスと生き別れている。終盤、ランス城の近くで、互いに兄妹だと知らずにリセットと会話した後、城にフェリスが保護されていることも知らず城を後に母を捜しに行く。
景勝
登場作品：5D - 6
「玄武城」でリズナと一緒にいたぷちハニー。初出である『5D』では、リズナをなんとか玄武城から出そうと奮闘しており、次に来た人物（結果的にランス一行）を騙して入れ替わる事を教唆する。
『6』ではハニ子と結婚し、ハニワ平原で暮らしている。リズナに固有武器である薙刀の「名刀景勝」の在り処を伝えている。
復讐ちゃん
登場作品：5D - 6
レア女の子モンスター。宝箱の中から登場し、箱を開けた依頼者の指定する対象を暗殺するまで付け狙う。
初出である『5D』では、偶然宝箱を見つけたバードがランスのことを口にしてしまい、復讐ちゃんはランスを暗殺対象とみなす。しかし、ランス相手に復讐ちゃんが勝てるはずもなく、何度もボコられてボロボロになった復讐ちゃんは、ランスの死んだ振りに騙されて、ランスを始末したとバードに報告して満足そうに去っていった。
『6』ではロッキーを通じてランスと再会するが、前作のことは覚えていない。ランスが対象者を決めないためずっと傍に居て部下として使われるが、ランスにHされる内に人の肌の暖かさを知り、「部下としてここに居ろ」と言われてランスのために働くようになる。しかし依頼待ちの時間切れとなったためランスに「復讐の対象にされた時 私を忘れてなければ、殺さないでおこう。その時は死んだフリでもしてくれ。」と告げ、宝箱に戻る。そして宝箱は時を遡り、「5D」の時空へと戻る。
セスナ・ベンビール
登場作品：6 - クエスト
『6』ではランス配下のグリーン隊の初期メンバーの一人で、アイスフレーム三人娘の一人。
昔かけられたという魔法の影響で常に眠そうで、一度熟睡してしまうと自然に目を覚ますまで絶対に起きない。細身ながらハンマーを振り回し、放たれる渾身の一撃は強力。
キャラクターの外見は同じアリスソフトのゲームである『大悪司』のヒロインの一人であるアンリ・ペロリが元になっている。
『クエスト』ではCITYの「マカット酒場」にランスを訪ねて来て冒険に参加する。後日談では20歳になったその日から突然眠れなくなってしまう。いつもウトウト眠りまくっていたために一生分の眠りを先取りしてしまっており、現在は24時間営業中、とされている。
プリマ・ホノノマン
登場作品：6 - クエスト
アイスフレーム所属の衛生兵。
クールな性格だが、裏番のメガデスが苦手な上に目をつけられ振り回されている。
キャラクターの外見は『大悪司』のヒロインの一人・加賀元子が元になっている。
初出である『6』では、ゼスのある人物への復讐に燃えている。
『クエスト』ではCITYの「マカット酒場」にランスを訪ねて来て冒険に参加する。今作では、メガデスと共に戦闘に出すと毒状態になってしまうハンデがある。メガデスに付きまとわれていることに嫌気がさしており、冒険中にメガデスが他の女の子に目を付けかけたことで自分が解放されるのではないかと期待したりもしていたが、結局状況は変わらず。後日談では貿易会社に就職するが大戦争に巻き込まれて会社が倒産。災害救助のボランティア団体に入り忙しく、また、メガデスに付きまとわれる日々を送る、とされている。
メガデス・モロミ
登場作品：6 - クエスト
『6』にて登場したアイスフレームの弓使い。ランス配下のグリーン隊の初期メンバーの一人で、アイスフレーム三人娘の最後の一人にして裏番長。
見た目や外向けの対面的な性格は幼いが、素の性格はかなりガラが悪い。自分で自分を「モロミちゃん」と呼んでおり、他者にもそれを強要していて、「メガデス」と呼ぶとすごい顔で脅される。プリマに目をつけ、何かと振り回している。
キャラクターの外見は『大悪司』のヒロインの一人・岳画殺が元になっている。
『クエスト』にも登場しており、CITYの「マカット酒場」にプリマを追って来て冒険に参加する。後日談でも、プリマの元に押し掛けるなど、彼女を振り回している。
コンバート・タックス
登場作品：9 - 鬼畜王
元ヘルマン第2軍所属でアリストレス・カームの副官をしていた。関西弁でしゃべり、金勘定が得意。
『9』ではアリストレスがモンスターをおびき寄せていることを悟り、卵を奪った上でアリストレスを糾弾しようとするが逃げられる。その後第2軍を指揮して革命軍を討ち取り、南大橋を渡って大陸西の革命軍第2旗を掃討しようとするが、クリームの采配に裏をかかれる。それでもマイクログラードまで攻め寄せ、城門を開けようとした所で皇城の頂上にパットンの反乱軍旗が掲げられたのを目撃し、見ないフリをしようとしたがハンティに捕まってどこかへ連れ去られる。
『10』では、持ち前のずる賢さと調子の良さでうまく世渡りをしているらしい。
『鬼畜王』では、ステッセルの命令でアリストレスを監視している。
セヤダタラ
登場作品：6
『6』にて登場。 精液で稼働するという女の子?人形だと思って持ち帰ったランスが抱くと起動する。無表情で淡々としている。
アリスソフトのゲーム『大悪司』に登場した。

### 冒険者
バード・リスフィ（またはリスフーイ）
登場作品：2 - 4.1 - 5D - クエスト - 10
ランスと同じ冒険者の一人。真面目で、容姿も育ちがいいが、戦闘力はランスよりも劣る。
純情で奥手ではあるが、非常に惚れっぽく、誰かを本気で好きになっても、すぐまた別の女性の女性を好きになってしまい、他の女のことなどあっさり忘れてしまう性質の悪い面があり、しかもバード自身に自覚が全く無い。ランスのせいで酷い目にあうことが多いが、自身の性格や行動が原因となることもあるため、全面的にランスが悪いわけではない。真知子からはヒーロー・シンドロームに陥っていると指摘されている。
2
エレノア・ランの妖体迷宮でボロボロになっていたところをシィルに助けられ、今日子と恋仲になっていたにも拘らず、シィルに横恋慕してプロポーズしている。その場面を助けに来た今日子に目撃されてしまって振られた後、エレノアとの戦で左腕を失った。その後、ランスにシィルを廻っての決着宣言をして去ったが、結局は今日子を追って街から出て行った。
4.1
ハピネス製薬の事件で、ランス達と再会。キサラ・コプリと付き合っていたが、実力は明らかにキサラの方が上である。更にキサラという彼女がいながら、シィルに対してまだ未練がある。その結果、ランスとあてなの陰謀である「バード変態プロジェクト」によって、鬼畜の汚名を着せられた上に、キサラの借金の肩代わりをランスがしたことで、寝取られた。
5D
迷宮でランスと三度遭遇。コパンドン・ドットと行動を共にしているが、未だにシィルに未練たらたらの有様である。ランスに、復讐ちゃんに命令していた事実がばれてしまい、怒ったランスにボコボコにされたバードは、シィルを助け出すための生贄として玄武城に放り込まれた挙句、コパンドンにも自分が大凶でランスが大吉であったために見捨てられ、玄武城から出られなくなった。ただ、歴代パートナーと違い自分だけを見てくれる和華人形と一緒なのでそれなりに幸せそうである。
戦国
本人は登場しないが、魔導の話では魔導の怒りを買ってボコボコにされた挙句、玄武城からも叩き出されたらしい。
クエスト
マチルダ＝マテウリを連れて登場。序盤は非常にマチルダに慕われているが、マチルダがランスを倒す事に余りに拘るためにランスと関わることを止めるように説得。しかし、その事なかれ主義的で情けない姿勢から「正義のヒーローではない」と見限られてしまい、酒場で自棄酒する姿が見られる。
マチルダと出会う以前に実はアームズ=アークに惚れていたが、全く相手にされなかった。

カーマ・アトランジャー
登場作品:6 - クエスト
アイスフレームでキムチが面倒を見ていた孤児の一人。実は大昔にいた謎の一族の末裔で、水中に強い。
『6』ではランスに気があり、色仕掛けをしてくるが、幼さ故にランスは全く相手にしない。
『クエスト』ではレンジャーとして修行中。
バーナード・セラミテ
アイスフレームの元メンバー。燃え上がる炎のような赤髪の寡黙な戦士。目にも止まらぬ速さのために常人には単発攻撃にしか見えない「バーニングスラッシュ」の使い手（実際に威力は単発攻撃と何ら変わらず）。
『クエスト』では「イカマンの求婚」を一定の条件でクリアすると登場する。『マグナム』でアレキサンダーと共に主要キャラとして活躍するクエストが登場した。
エミ・アルフォーヌ
登場作品:6 - クエスト
ゼスの一級市民で貴族のラドン＝アルフォーヌの娘。
『6』では二級市民を見下していたが、ランスに襲われて性的に乱暴される内にMに目覚める。マジノライン崩壊後、新体制下で破産して貧乏になるが、キムチ＝ドライブの作るキムチ鍋の暖かさと美味しさと優しさに涙しながら食べていた。
『クエスト』では改心して借金返済のために冒険者になった。

### 美樹一行
来水美樹
登場作品：1 - 戦国 - 10 - 鬼畜王
もともとは異世界の住民だが、前魔王ガイに誘拐された挙句無理やり魔王を継がされている。魔人たちにはリトルプリンセスと呼ばれている。臆病な性格で、魔王としての覚醒を嫌い、世界中を逃げ回っている。時折魔王の力が暴走し発動する技「消えちゃえボム」は一軍を壊滅させるほどの威力である。ヒラミレモンという珍しい果物の効能でなんとか魔王化を遅らせているが、いずれ完全に覚醒するのは避けられないとされる。魔王となって不老不死の力を得たため、外見は魔王を継がされた時点のまま変わっていない。『1』以外何かしらの方法で魔王化させることができる。才能限界値は無限だが魔人、特に魔王はほとんどまったくレベルアップしないためあまり意味はない。
1
一人でなぜかリーザス城内に登場、しきりに健太郎を探している。ランスがスカートをめくると不思議な力で、他の場所に飛ばされてしまう。
戦国
瀕死の健太郎を救うために魔人化させてしまう。また、ヒラミレモンで魔王の力を抑制しているものの、制御が出来ずにシィルを凍らせてしまう。ザビエルの魔血魂を消滅させた後は健太郎と共にJAPANを去る。
鬼畜王
17歳。『1』の時とは異なって、気弱な性格で描かれている。魔王の力のため普通の方法では戦闘に出しても死なず、稀に敵部隊を壊滅させる攻撃を繰り出す。ピカを食らっても死ぬことは無い。プレイヤーの選択によってはランスに強姦されてしまい、その結果、魔王となる。
制作背景および関係者による言及
このキャラクターはPC-88用ゲーム『LEMONADE創刊号 さらわれた美樹ちゃん』（および簡易移植版にあたるMSX2用ソフト「Little PRINCESS」）、そしてその続編である『Little Vampire』に由来する。
TADAは2013年にアリスソフトの公式ブログに寄せた記事の中で、『I』へ美樹を登場させた理由は特になかったと振り返っている。また、『III』のマニュアルには、同作への登場を希望していた旨が記載されていた。『VI』においてもマニュアルのみの登場である。

小川健太郎
登場作品：戦国 - 10 - 鬼畜王
美樹の幼馴染で両思いの関係であったが、ガイによりさらわれた美樹を追ってこの世界へとやってきた。元の世界にいた頃は剣道部の部長をしており、それが現在の剣術の元となっている。聖刀日光の力を借りてガイを倒し美樹を助けたが、時すでに遅く美樹は魔王の血を継承していた。美樹と健太郎の話についてRance本編ではなく、チャンピオンソフト時代の『リトルプリンセス』『リトルヴァンパィア』にて語られている。現在も魔王となった美樹を元に戻すために逃亡生活を続けている。美樹一筋のように見られるがリーザス滞在中に美樹には内緒で浮気をしていたことがある。
6の時点では20歳。本編には出てこないが、「RanceVI -ゼス崩壊-」付属ブックレットマニュアルに登場する。
戦国
ザビエルの使徒・式部に襲撃され瀕死になったところを助けるために美樹が魔人にする。使用した魔血魂はノスの枠にあたる。魔人化した時の姿が変な格好だったためすぐに人間時の姿に戻っている。彼の必殺技は、「健太郎くんにもランスさんのような必殺技があったほがいい」という美樹の発言を受け開発した。開発当初、健太郎は「小川月光剣」という使い勝手良い三連続攻撃を開発したが美樹の「地味」という一言で没技となった。その後、数十という必殺技候補を考えた結果生み出されたのが「健太郎くんスラッシュ」である。技名は美樹によって命名される。健太郎は「『健太郎スラッシュ』でいいんじゃないか？」と言ったのだが、美樹曰く「健太郎くんは健太郎くんなんだからくんがないと駄目」らしい。
鬼畜王
19歳。他の登場作品とは性格が異なり、おどけたようなノリが無い。日光の力で魔人とも戦えるが、肝心の持ち兵が弱いため過信は禁物。

聖刀日光
登場作品：6 - 戦国 - 鬼畜王
健太郎が持つ魔人を倒すことの出来る刀で、普段は日光という美女の姿をしている。その正体はエターナルヒーローの一員。
『6』ではOPの年表で刀として登場するだけであり、本編には登場しない。

### 勇者一行
アリオス・テオマン
登場作品：鬼畜王
元勇者。ランスや健太郎と並ぶランス世界の三人の主人公の一人。勇者専用の武器である「エスクードソード」を所持。この武器は普段は錆びた剣であるが、勇者能力リミッターの解放具合によって魔王どころか最高で三超神まで倒せる武器となる。しかし、勇者リミッター解放の条件が人類の人口に反比例しているため、魔王を殺せる能力は人類が半分以上死亡する必要があり、三超神を倒すには人類のほとんどが死滅しなければならない。そのため人類が種として安定しているほど勇者の能力は発揮されない。
アリオスは既に20歳を過ぎたため勇者としては定年を迎えているが、高い戦闘能力を維持している。ランスとはニアミスを繰り返しており、大事件の解決においてはランスに先を越されることが多い。
まだ彼が勇者であった頃（本編外で時系列的には『5D』と『6』の間）に、ランスの悪行や魔王美樹の噂を聞き、ランスや健太郎と戦ったことがある。ランス相手には引き分けに終わるものの大怪我を負わせたり、健太郎を倒し更に美樹の護衛についていた魔人のサテラとハウゼルも撃退（3人共に逃げられるが）するほどの実力の持ち主。困った人を放っておけない上に八方美人な面もあり、その影響からか失敗することも多い。非常にモテるために、世界各地に多くの恋人がいる。
『6』に従者のレンと登場する予定だったが、見送られた。
コーラ
『10』にて登場した勇者の従者。

## エターナルヒーローとその敵対者

### エターナルヒーロー
ブリティシュ（英雄ブリティシュ）
登場作品：1 - 01 - 3- 03 - 6 - 10 - 鬼畜王
戦士。打倒魔王ジルを目標に掲げた伝説のパーティのリーダーである青年。
魔王ジル統治時代で25歳。
剣や魔物には滅法強くても酒には弱い。
ブリティシュは古代遺跡での神の失敗作との戦いで、身を呈して杭を打ち込み自分ごと白色破壊光線で攻撃するようホ・ラガに指示を出して勝利した。しかし攻撃の巻き添えを食らって負傷、台座に黄金像を乗せ開かれた扉の向こうに魔人を倒す必要なものがあるかもしれないがこのままだと自分が行っても足手纏いになると判断して自分を置いて先を急ぐよう仲間達を促した。
仲間の無事を祈りふいに襲ってきた睡魔に身を任せた彼だったが、しばらく経っても仲間達が帰ってこなかったため彼等が全滅したと思い込み、創造神 ルドラサウムと対面するための四つの黄金像はブリティシュが持ち去り帰還した。ということでブリティシュのみプランナーと対面していない。
その後かなり時間が経って、ブリティシュは結婚して子供(娘)もいた。そして過去に戦った魔女エイナの部下であるシンによって罠にかけられ呪文をかけられた。呪文はコンクリートのようなもので、対象の体の自由を奪い新陳代謝などを殆どなくす事によって気の狂う時間生き長らえさせるものだった(ある意味で、その素材の中では対象の時間がスローモーションで流れているようなもの)。鬼畜王でルドラサウムがシィルを氷漬けにしたのもこの系列の呪文である。ブリティシュ、シィルに使われた呪文どちらも時間をコントロールするので高等な魔法である。呪文としては超古代魔術でゼスの魔法研究のテーマとなっている。
それから1500年以上たってもリーザス城近くの洞窟の奥で生きて封印されているが、5Dの時点で織音曰く「術の効力が弱くなっているのかボサボサで危ないかも」と言われている。
ランスシリーズの1からコンクリ男とランスに名づけられた男がいたが、『鬼畜王』において、英雄ブリティシュということが明かされた。LP歴時点の姿にかつての英雄の面影はなく、『鬼畜王』ではかつての仲間のカオスにも気づかれなかったほど、情けない中年になっている。かつて彼に恋心を抱いていたカフェにすら「さようなら私の初恋」とか言われ見捨てられた。
公開された設定の中では人類で唯一盾防御LV2を持つ。
エンディングロールも含めれば、ランス1からかなりの確率で登場している。
鬼畜王
1542歳。リーザスの城近くの洞窟の奥に居て、会うことが出来る。

ホ＝ラガ
登場作品：10 - 鬼畜王
魔法使い。攻撃系の魔術に長けている。
魔王ジル統治時代で29歳。
ブリティシュを私の美と評するほど心酔しており、彼が自分の力を必要としているという理由のみで彼のパーティに加わった。魔人を殺しているのもブリティシュが望んでいるからである。
男色家であり、カオスからは冗談混じりにホモ野郎と呼ばれた際は怒りを見せた。また、女という生き物ではなく、性の方という意味で女が嫌いと発言している。
1500年以上経った現在では他のメンバーと違い老化した姿で、大陸の北のはずれにあるホ・ラガの塔で、愛わんわんのヨーデルと住んでいる。プランナーと対面したときすべての知識を望んだため、この世のすべての知識を身につけている。
『鬼畜王』の時点では1569歳。
『ランス10』では、愛わんわんのよーぜふと暮らしており、アムとクルックーにアドバイスをする。
カフェ・アートフル
登場作品：クエスト - 10 - 鬼畜王
神官の娘。パーティの中で回復系の魔法に長けている。
魔王ジル統治時代で18歳。
自分の容姿にコンプレックスを持っているが、それを表に出す事なく明るく振る舞っていた。1500年以上昔、カオス、日光、ブリティシュ、ホラガ達と共に冒険をしていた。
プランナーと対面した際、仲間達が魔王・魔人に対抗する手段を願ったのに対し、カフェだけは自分の望みを優先して永遠の美を望み、その願いは叶えられ絶世の美女になった。
プランナーの力で不老になっている為外見年齢は美女になる前の1500年前の姿と変わっていない。
『クエスト』では「ググの拷問機械」に捕らわれていた。「ググの破片を3つ集め、さらに本名で捕らわれた人間を呼ぶ」という解放条件故に、誰も彼女を解放することが出来ず数十年の間、拷問機械の中で犯され続けていたが、4度目にランスが破片をそろえた際に元仲間であったカオスが同席していたことで解放され、その際に元の姿に戻った。その後は行く宛もないのでカオスを頼ってランス城に住んでいる。ランスが手を出そうとするとカオスが妨害する。
『鬼畜王』では、ランスの手で解呪の泉で元の姿に戻ってからは部下のカルフェナイトを率いてリーザス軍に加わる。
カオス
盗賊。
魔王ジル統治時代で35歳。身長は160cmほど。
戦闘の際は、何かあった時にカフェを守るためにそばにいる。
本人は気まぐれでパーティに加わったと話すが、実は過去に目の前で魔人によって恋人ジーナを殺され、その復讐のためにパーティに加わる。カフェは笑った顔がジーナと似ているそうであり、パーティに加わったのが魔人への復讐の為であるというのは、パーティ内ではカフェとの秘密である。
魔人を倒す力を望み、プランナーと対面後は魔人を殺すことの出来る力を秘めたインテリジェンスソードに姿を変えられた。魔剣になったあとにガイと協力して、魔王ジルを封印した。現在はランスの帯剣。魔人に殺された恋人によく似ていたカフェをよくからかっていたが好意を持っていたことの裏返しだったが、今のところカフェには気付かれていない。
日光
登場作品：6 - 戦国 - 10 - 鬼畜王
JAPANから来たサムライの娘。エキゾチックな衣装を身に纏っている。
魔王ジル統治時代で21歳。
魔人や魔物達は日光の両親と兄弟や村の人々を殺し、日光の大事なものすべてを破壊し平穏そのものだった生活をすべて持ち去った。日光は魔人達を憎みパーティに加わる。その理由からか魔人を倒す武器を望み、魔人を斬れる特別な武器、聖刀日光になった。
異世界人の健太郎と協力して、魔王ガイを倒す。
『III』では名前のみが登場する。
1500年以上の長い年月を経ても往時の美貌を保っているが、人間態でいれる時間は少なく、ほとんどは健太郎の帯剣となっている。
6
OPの年表部分で、刀状態で登場。本編には登場しない。
鬼畜王
?歳。ケイブリス派の魔人に追われた美樹と負傷した健太郎と共にリーザスに保護される。そして自身を使用可能にするためランスと契りを交わす。健太郎と美樹の事を真剣に心配しており、なんとか助けてあげたいといつも思っている。

### エターナルヒーローの敵対者
魔女エイナ
ブリティシュ達と敵対するパーティのリーダー格の女性。
過去に、ホ・ラガを襲おうとして跳ね退けられ、更には湯に入って消毒までして恥をかかせたホ・ラガを目の敵にしている。（カオスにも同様のことをして跳ね退けられた際は無言で逃げられた）。そのことが理由でブリティシュ一行の命を狙うようになった。
古代遺跡のすぐそばの街の宿屋でブリティシュ達が宿泊している所をパーティで奇襲したが、剣士三人はカオスの手にかかり即死、魔法使いメイはブリティシュに心臓を深々と剣で刺され自分が死んだという自覚がない程鮮やかに殺されてしまう。そしてエイナは、ホ・ラガ相手にバリアを張ったが入り込まれ、心臓をホ・ラガの手に纏わりつかせた氷柱で貫かれ死亡した。
シン
エイナのパーティの冒険者で、彼女をマスターと呼ぶ。
日光に峰打ちをされ、エイナのパーティで唯一生き残ったものの、戦意は折れておらずふらふらの状態でファイヤーレーザーを放ち日光を殺そうとしたが、攻撃はブリティシュの肩を掠め軽傷を負わせた。
戦闘後にホ・ラガ好みの顔をしていたため捕虜となり、捕虜は何をしてもいいとのことでホ・ラガに抱えられ別の場所に移動、犯された。
恨みのあるブリティシュ一行の唯一の生き残りであるブリティシュを狙って、20数年の歳月をかけ禁呪を習得し、ブリティシュを罠にかけコンクリート漬けにした。この呪文は使うと術者は必ず死ぬ。

## 闘神・闘将

### 闘神
闘神ユプシロン
登場作品:4
完成後、本稼動直前にM.M.ルーンが倒され、聖魔教団が崩壊したため浮遊要塞と共に封印され、いつしか忘れられて浮遊要塞は浮遊都市イラーピュと呼ばれていた。
ビッチ＝ゴルチによって封印が解かれて起動し、ゴルチは自分に従うと思っていたがM.M.ルーンの最後の指令「魔人と人間を抹殺せよ」が有効なままだったため、ゴルチを殺し、シイルを捕らえてエネルギー元としその場の人間を皆殺しにしようとしたが、シイルを取り返されランスに倒される。
浮遊要塞は自由都市の端に墜落し、その地はその後闘神都市と呼ばれるようになる。
闘神M.M.ルーン
登場作品:9
M.M.ルーン自ら乗り移るために作られた闘神。ヘルマンの首都ラングバウの地下に封印されていた。
ステッセルによって封印を解かれ、M.M.ルーンの魂を吸収して起動してしまうが、ランス以下の無法者と戦闘になり、最後はパットンによって止めを刺される。

### 闘将
闘将ミスリー
登場作品:4
魔法をはじくミスリル銀を魔法によって加工するという失われた技術によって作られたボディーを持つ。
フリークの要請により浮遊要塞（イラーピュ）内でユプシロンの監視をしており、ビッチ＝ゴルチが封印を解くのを妨害していたが、目覚めた闘将ディオに破れ、フリークの腕の中で息を引き取る。
闘将ディオ＝カルミス
登場作品:4
闘神ユプシロンと共に浮遊要塞に封印されていたが、ユプシロンの封印が解かれる中で目覚め、ビッチ＝ゴルチに協力する。
非常に残忍な性格で、ミスリーを倒し、デンズを殺害し、フリークとヒューバートも追い詰めるが、ヒューバートから不知火を借り、ドラゴンカラーの正体を現したハンティに倒される。
闘将バステト
登場作品:9
闘神M.M.ルーンと共に封印されていたが、ステッセルによって封印を解かれ、ステッセルにかつての魔鉄匠イグノンの血を感じてステッセルに従う。
かつて顔見知りだったフリークの「核」を壊して魔鉄匠の倒し方を示すが、それを目撃したヒューバートの怒りを買い、力を解放した不知火で「核」を破壊される。

## 魔人領

### 魔人（ホーネット派）
ホーネット
登場作品：10 - 鬼畜王
GI 850年に、前魔王ガイと人間の間に生まれた唯一の娘。四天王娘。魔人筆頭。
860年に魔人化した。
魔王ガイの後継者として育てられ、あらゆる知識と技術を身に着けてきた。亡き父の遺言に従い、美樹を魔王にし平穏な世界を作る事を理想としている。ケイブリスとは対立関係にあり、『10』にて敗北する。
『鬼畜王』でもケイブリスに敗北して囚われの身となり、彼に繰り返しレイプされた挙句、15万匹の下等モンスターに輪姦された。
シルキィ・リトルレーズン
登場作品：10 - 鬼畜王
ホーネットのそばに影のように従っている魔人四天王の一人。
もともとは人間だったが、人間を奴隷とする魔王を討とうと単身魔王ガイに挑むも敗れる。しかしその能力を惜しんだガイからの勧誘を受け、人間を解放することを約束させる代わりに魔人化した経緯を持つ。
合成魔物（キメラ）を作る技術があり、とんでもない物も作る。本人は小柄だが、シルキィがリトルと呼ぶ、巨大で素早く動く事の出来る合成生物の兵器に乗っている。
『Rance VI -ゼス崩壊-』のアリスの館や『Rance VI-ゼス崩壊-ラフ画集』に登場したラフ画では、織音verのシルキィとして、リトルは強化外骨格（生命体）の使徒となっていて、シルキィはそれを着込むという形になっている。
『鬼畜王』では、ホーネットがケイブリスに囚われたあと、ケイブリス打倒のためにランスに倒された魔人たちの魔血魂を回収し飲み込んで自分の力を増幅させる。最初の魔血魂を吸収してから12週以内にカミーラ、ケッセルリンク、パイアール、メディウサ、レッドアイ全ての魔血魂を吸収出来ればケイブリスのHPを減らして死亡する。条件を満たしていなかった場合は、生存するがケイブリスに囚われ犯されてしまう。この場合はケイブリスを倒した後救出することが出来る。
ラ・ハウゼル
登場作品：10 - 鬼畜王
サイゼルの妹で、炎を操る事の出来る魔人。実は、破壊神バスワルドを割って弱くした存在である。
思慮深く、おとなしい。自分の事より仲間の事を優先して考える。常識を重んじ、破天荒な姉をいつも心配している。
『鬼畜王』では部下に造反されそうになったとき、引き止めるために身体を与えてしまう。
『10』では、火炎書士という使徒が登場するが、この使徒がケイブリスにホーネット派の情報を渡していたことが判明する。
サテラ
登場作品：3 - 03 - クエスト - 10 - 鬼畜王
少女の姿をした魔人。
ガーディアンを作ることに長けており、常に数体のガーディアンを引き連れて行動する。高い戦闘力を誇る。
以前、ランスに負けている上、多感過ぎる為いかされまくったのでランスの事をライバル視するようになった。
ホーネットが子供の頃、遊び仲間になる様、前魔王ガイに連れて来られた。サテラの一番の友達は、自ら作ったガーディアン・シーザー。
3
????歳。ノス、アイゼルと共にヘルマン第3軍のリーザス侵攻を手伝う。ランスに罠に掛けられ、討ち取られかけるが、ガーディアンのイシスの犠牲で罠から逃れる。
クエスト
ホーネットの緊急任務でバグを捕獲しに来ていた所にランス達と遭遇する。ランスが捕らえたバグを引き渡す変わりに抱かれるという交渉中に裏切ってランスを押さえ込むも、超多感な体質なために多少の接触でメロメロにされて力が出せず、魔人としてのプライドのためにその状況から引くことも出来ずに、ついには処女も奪われてしまう。
鬼畜王
?歳。今作の衣装はほぼ露出度のないタイツスーツ。二回会話し戦闘でサテラと勝利するとハーレムに入れることができる。シィルがいない状態で、何度もサテラとHしていると魔王になるようそそのかされる。これにランスが応じると美樹を殺害し魔王になるというエンディングを迎える。
使徒はいない代わりにガーディアンがいる。

シーザー
登場作品：3 - 03 - クエスト - 10 - 鬼畜王
サテラが最初に作ったガーディアン。サテラからは気に入れられており、常に行動を共にしている。
作られてから長い年月が経っているため、自我も芽生え話す事も出来るようになっている。
250cmの長剣を自在に操り固い装甲とパワーで絶大な戦闘力を誇る。
3 - 03
イシスと共にサテラを護衛する。
クエスト
サテラの処女喪失のピンチの際、事前に「手を出すな」と命令されていたので一切動かず。
鬼畜王
120歳。戦闘の際はサテラと共に出撃する。

イシス
登場作品：3 - 03
サテラの作ったガーディアン。作られてから年月が短いため、基本的に喋れない。罠に掛かったサテラを救って破壊される。
メガラス
登場作品：鬼畜王
ホルスから進化した魔人。特別な力で音速を超える速度で飛び回る事が出来る。
アベルの時代に誕生。
普段は何を考えているのか分からないくらい無口で、他人に干渉することはないが、実は寂しがり屋で頼られると精一杯応えてやりたいと思っている。
アイゼル
登場作品：3 - 03
ノスと共にやってきた美形の魔人。
その甘いマスクで女性を思うがままに操ることができ、剣の腕も超一流。
『3』（およびリメイク版の『3』）では、ノス、サテラと共にヘルマン第3軍のリーザス侵攻に手を貸す。志津香に一目惚れするもそれを利用したランスに倒されて死亡。
オパール、サファイア、ガーネットと名付けられた3人の使徒がいる。

### 魔人（ケイブリス派）
ケイブリス
登場作品：鬼畜王 - 10
魔人四天王の一人である、リスの魔人。ククルククルの時代に誕生し、kuku 200年に魔人化した。
現在の魔人では最古参にして最強最悪、元々がリスだからか自分より強い物には容赦なく媚びる性がある。モンスターの中でも下位のリスだったこともあって弱かったが、自己進化をして、現在の魔人最強の座についている。魔人カミーラのことが好きだが相手にしてもらえていない。
ケイブワンとケイブニャンという二人の使徒も登場する。
『10』ではホーネットとの闘争の末、魔王となる。人界に攻め込むも、ランス率いる人界軍に討たれる。
カミーラ
登場作品：6 - 鬼畜王
女ドラゴンの魔人。アベルの時代に誕生。魔人四天王の一人。元プラチナ・ドラゴン。女のドラゴンはカミーラのみで、かつては決闘の勝者に所有されるドラゴン族の生きた王冠だった。アベルトに裏切られて横槍を入れられたところをランスに襲われて敗れる。現在は封印中だがランスに受けた恨みは忘れていない。
使徒は以下の3人。
ラインコック
登場作品：6 - 鬼畜王
女性的な姿をした男性。カミーラの愛玩用として可愛がられ、ラインコックも彼女に心酔している。カミーラを裏切ったアベルトに切り殺された。
七星
登場作品：6
ドラゴン出身。冷静で知性的な男性でカミーラを実務的な面で支えている。元ネフライト・ドラゴンのため戦闘力が非常に高い。ランスらに倒される。
アベルト・セフティ(使徒)
登場作品：6
人間出身。アイスフレームのブルー隊の隊長をしており、偶然出会ったランスをアイスフレームにスカウトした。使徒であった時の記憶を失い、長年さまよっていたが、中盤でカミーラに接触したことで記憶を取り戻し、彼女の下へと戻った。自らの理想の女性像を持っており、それを求めすぎたためにリズナ、パパイヤ、ウルザといった数々の女性を破滅に追いやり、更に主人であるカミーラをも裏切った。なお、彼の理想の女性像とは、もしランスが女性であったなら一番近いらしい。後にジークの魔血魂を奪って魔人化するがランスに討たれた。リズナを異次元に飛ばした元凶である。

ケッセルリンク
登場作品：鬼畜王
カラーの魔人。元女性体だったが、魔人になるとき男性体に変化（額のクリスタルはグリーン）。スラルの時代に誕生（SS 420年に魔人化）。魔人四天王の一人。女性には優しく、使徒である8人のメイドたちから好かれている。
10
ヘルマンを占拠するが、人類殲滅に熱心なわけではない。また、物語の展開によっては女性体としてのケッセルリンクも登場する。

ガルティア
登場作品：鬼畜王 - 10
人間の魔人。伝説のムシ使い。スラルの時代に誕生。無限の胃袋を持ち、いくら食べても満腹になることがない。
使徒ラウネア、使徒サメザン、使徒タルゴの3人の使徒がいる。

パイアール
登場作品：鬼畜王 - 10
人間の魔人。ナイチサの時代に誕生。少年のような姿をしており、魔人の中ではかなり弱いが、優秀な頭脳でそれを補っている。
レッド＝アイ
登場作品：鬼畜王
宝石の魔人で、他者に寄生することで自らを強化できる。ナイチサの時代に誕生。現在は闘神のボディに寄生している。かつてはマジノラインの前身であるマーゼルラインに寄生し、ゼス三度目の魔人襲来事件「レッドアイダーク」を引き起こしたことがある。
レイ
登場作品：鬼畜王
人間の魔人（雷電の魔人とされている部分もある）。ジルの時代に誕生。過去はかなり喧嘩っ早かったらしくケイブリスと戦うが敗れている。その後メアリーという人間に触れれば感電する体でありながら命を救われ、恋人同士となるがケイブリスに恋人を人質にされたためやむなく従っている。
メディウサ
登場作品： 鬼畜王- 10
へびさんの魔人。ジルの時代に誕生。残虐な性癖を持つ。
10
ゼスを占拠して残虐の限りを尽くす。

アレフガルド
登場作品：鬼畜王- 10
ネコムシの使徒。メディウサにとっては有能な執事であり、スケジュールの調節から女の子の調達まで幅広くこなす。

ラ・サイゼル
登場作品：6 - 鬼畜王
エンジェルナイトの魔人。ジルに渡された破壊神ラ・バスワルドの片割れでハウゼルの姉。氷を操る能力を有する。ランスに撃退されるがエロを条件に見逃してもらう。
また、フローズン出身の使徒・ユキがいる。
ジーク
登場作品：6 - 鬼畜王
まねしたの魔人。ジルの時代に誕生。魔人でありながら、正々堂々を好む。ランスに特技の変身能力を逆手に取られてあっさり殺された。
オーロラ
登場作品：6
ジークの使徒で、もとはライカンスロープだった。変身能力を持ち、郵便配達員等々力亮子、ペンタゴンの参謀ポンパドールなどの身分で様々な組織に入り込んでいた。主人であるジークがランスに殺され、更にジークの魔血魂までアベルトに上書きされたため、闘争を余儀なくされた。
バボラ
登場作品：10 - 鬼畜王
鬼の魔人。一度倒された後に復活している。ガイの時代に誕生。身長2223cmという巨躯を持ち、レベルこそ低いがその実力は驚異的。一方で、頭が悪く、恐怖の存在であるケイブリスに逆らえない。
ワーグ・赤
登場作品：鬼畜王
人間の魔人。ガイの時代に誕生。寂しがり屋。過去にホーネットに叱られたため、ケイブリス側についている。
カイト
登場作品：鬼畜王 - クエスト
人間の魔人。ガイの時代に誕生。不治の病にかかって後に死亡した姉を持ち、彼女を救える力を求めて魔人になった。格闘術を得意とし、カイトクローンというモンスターは彼を元に作られた。
『クエスト』では、ランスに襲われるも一撃で撃退した(本来は死んでもおかしくない威力らしい)。
導く者の謀略によって汚染人間化され利用されたあげくランスと再戦し、汚染人間化で弱体化していたことから破れ、命を落とした。

### 魔人（無所属・故人）
レキシントン
登場作品：4
聖魔戦争でノスに殺害され死亡。その上、遺体は魔人としては不名誉にも聖魔教団に倒されたように偽装される。『4』ではその遺体がランスによって発見される。
使徒アトランタと使徒ジュノーという二人の使徒がいた。
バークスハム
登場作品：
魔王ガイの時代に親衛隊長だったが、『鬼畜王』の時代にはすでに死亡している。
『リトルヴァンパィア』の作外でノスに殺害され死亡。
アーシー・ジュリエッタ
登場作品：2 - 02 - 鬼畜王 - 10
魔人バークスハムの使徒で、未来予測の能力を持っている。
大好物のお菓子を求めて世界中を旅しており、アーシーの占いは100％完璧に当たる。
「リトルバンパイア」にジュリエット・アーシーという酒場の占い師が登場していたが、これが同一人物かは不明である。
『Rance VI-ゼス崩壊-ラフ画集』に登場。表記はルーシー（アーシー）となっているが双子だからといって同じ外見ではない可能性は大いにあるということでこれはルーシー。SPで出したかったそうである。
初出である『2』（およびリメイク版の『02』）では、妖体迷宮に登場。
『鬼畜王』では、リーザス北方の離れ宮島の38階層に住んでおり、おかしを持っていけば色々なことを占ってくれるがランス以外の人間では会う事ができない。
ルーシー・ジュリエッタ
登場作品：10
魔人バークスハムの使徒で、アーシーの妹。
『Rance VI-ゼス崩壊-ラフ画集』に登場。双子で見た目はアーシーと瓜二つなようである。
約500年前に、魔王の後継者を探す任務を受け大陸南部に赴任した所、後のゼス建国者であるパセリと仲良しになりゼス建国に大いに力を貸した。現在ではゼスの永久客人となっている。
マーシー・ジュリエッタ
登場作品：10
ヘルマン方面にいるらしいが、凍死しているらしい。
約500年前に、魔王の後継者を探す任務を受け大陸北部に赴任した。死亡したと思われていたがシベリアの厳しい大地に適応進化して生き残っていた。
ノス
登場作品：3 - 03
地竜の魔人。魔王の血を受け特別な力を持つ魔人の一人である。
その能力は、人や魔物を遥かに凌駕する。
『3』ではパットンを唆し第3軍をリーザスに進行させるがランスに倒され死亡。その後リーザスを訪れた美樹によって魔血魂を吸収され完全に消滅する。
ザビエル
登場作品：戦国 - 鬼畜王
ナイチサの時代に誕生した魔人であり、当時の魔人四天王。月餅に封印されたが、GI 0001年とGI 0500年に2度ほど復活した。2度目の復活の折、聖刀日光でバラバラに切り刻まれる。プライドが高く、自身を封印した天志教とJAPAN人、そして自分を見捨てた同僚の魔人達を激しく憎んでいる。
『戦国』では織田信長の体をのっとって復活するもランスに倒され、美樹に魔血魂を吸収されて消滅する。
『鬼畜王』では、魔人織田信長となってJAPANを手中に収めていた。
使徒藤吉郎 - 戦国 - 鬼畜王
信長のペットの猿として織田家にいるが、正体はザビエルの第一使徒。ザビエルが力を取り戻すにつれ外見が変わってくる。序盤で殺すと、ザビエルが復活しない。
使徒玄武（魔導） - 戦国
小早川ちぬのなかに潜んでいて、ザビエル復活に呼応して小早川ちぬを殺し復活する。大きな顔をしている。
『5D』のメイン舞台である玄武城を作った張本人で、閉じ込めておいた和華を迎えに行くも、既に和華は脱出した後だった。その場にいたバードをボコボコにして追い出し、玄武城を破壊した。
使徒青龍（式部） - 戦国
戦闘狂。『戦国』で健太郎を瀕死においやるが、美樹に殺される。戦国本編の中で唯一本来の姿を現さない。
使徒白虎（煉獄） - 戦国
ザビエルの使徒の中でもリーダー的存在。
使徒朱雀（戯骸） - 戦国 - クエスト
『戦国』では南条蘭のなかに潜んでいて、ザビエル復活に呼応して南条蘭を殺し復活する。バイセクシャル。また、その際ランスに一目ぼれをしている。
『クエスト』では女体化して再登場し宿願を果たした。また、蘭の恋人である北条早雲の追跡を受けている。
使徒犬千代 - 鬼畜王
ランスクロニクルで存在が明かされた鬼畜王版の信長の使徒。未登場。
使徒梵天丸 - 鬼畜王
ランスクロニクルで存在が明かされた鬼畜王版の信長の使徒。未登場。
ますぞゑ
『クエスト』に登場したハニーの魔人で、ハニー達から恐れられている。別名 奈落の主。
設定は鬼畜王の頃から存在していたほか、『Rance VI-ゼス崩壊-ラフ画集』にてデザインが掲載されている。
使徒ブラッドと使徒ピットという二人のゴーストハニーの使徒がいる。
『クエスト』では一度ランスに敗れて魔血魂になるも、それを飲み込んだハニーを乗っ取って復活しさらに深淵に行く。
『10』にも登場している。
アベルト・セフティ（魔人）
登場作品：6
『6』にて登場した魔人。元はカミーラの使徒であったが、ジークの魔血魂を吸収しジークに変わって魔人となるも、ウルザやリズナ達の仇討ちに来たランスに倒された。

## 魔王
ククルククル（在位kuku 1 - 2014年）
丸い者。もっとも1級神に近かった最強の初代魔王。ドラゴン族との戦争となり、圧倒的な魔王の力で撃退したが、ドラゴン族の物量作戦の前にだんだんと弱らせられ、やがてアベルというドラゴンによって打倒される。
アベル（在位AV 1 - 721年）
ドラゴン。ククルククルに止めを刺した狡猾で臆病な魔王。実力で得た地位ではない。ドラゴン王マギーホアの城からカミーラを連れ去り魔人にしたことから戦争が勃発し、その戦争でマギーホアに敗れ去り六百数十年に渡って幽閉された。
スラル（在位SS 1 - 500年）
人間。プランナーに謁見し無敵の力を得た最初の魔王。しかし能力の力に身体が持たず魔王の血に取り込まれ消滅した。
ナイチサ（在位NC 1 - 960年）
人間。消滅したスラルの代わりにプランナーによって任命された残忍で凶悪な魔王。死滅戦争で多くの人間を殺した結果、魔王殺しのリミッターが外れた勇者によって大ダメージを受けてしまう。ジルに血の継承を行った後は隠れるように人里離れた場所で1人で暮らし死んでいった。
ジル（在位GL 1 - 1004年）
登場作品:3 - 03
人間。リトルプリンセスの先々代の魔王。
人間時代は偉大なる賢者だったが、その才能は妬みや僻みを呼び、暴行・拷問の後四肢を切断される。そこをナイチサに拾われて初めて血の継承によって魔王を継ぐ。魔王になってからは人間時代の経験から心が歪み、歴代中最も残酷な魔王になる。プランナーに魔王としての延命方法を聞き永遠に魔王であり続けようとしたが、ガイによって封印されていた。その後、ガイの所有していた魔剣カオスがランスの手に渡ったことで復活したが、最終的にランスによって、魔王の血を持ったまま異次元に封印された。自信を封印したガイとは肉体関係を持っていた。
ガイ（在位GI 1 - 1015年）
人間。善悪二つの人格を有する二重人格の魔王。人間時代、ジルを後一歩まで追い詰めるも二重人格が災いし隙を付かれて魔人にされる。その後魔人筆頭にしてジルの愛人という立場でジルに仕えるが、寿命を迎えるGL1000年に再びジルに戦いを挑む。その4年に渡る戦争の最後、ジルの封印の際に大量の血を浴びてしまい魔王になった。美樹に血の継承を行った後、健太郎に殺される。魔剣カオスの元持ち主。
リトルプリンセス（LP 1 - ）
#来水美樹を参照。
ランス（RA 1 - 15）
#ランスを参照
番外・トロス（年号 在任期間ともに不明）
プランナーによって直接作られ、初代魔王に任命される。7人の魔人とともに地上を支配するが、力をつけた魔人によって倒される。このことからプランナーは後の魔王には、魔人への絶対命令権を与えた。名前に「（仮）」がついていて正式設定ではなかったが、初代魔王がククルククルになることで設定自体が消えた。

## 聖女の子モンスター
別名聖女モンスター。モンスターとは呼ばれているが実は女神達であり、この世に新種の生命を作る為様々な雄の遺伝子を受け入れては卵を産んでいる。
命のウエンリーナー
登場作品：4.2 - 鬼畜王
4.2
ハピネス製薬に捕らえられ苛められていた。そこから救ってくれたランスが殺害されたため蘇生している。
10
助けてくれた大好きなお兄ちゃんのために卵を産んであげると約束している。
鬼畜王
「4.2」で助けられた事を覚えていて、ランスを大好きなお兄ちゃんとして慕っている。

地のハウセスナース
登場作品：鬼畜王
シャングリラの初代の支配者に捕まってしまい、以来シャングリラを維持するために捕らえられている。
力のベゼルアイ
時のセラクロラス

## 聖獣
オロチ（八岐大蛇）
登場作品：戦国 - 鬼畜王
大陸を支える聖獣の一つとしてルドラサウムに創りだされたが、その役目を果たさず彷徨っていた。ある時誤って大陸と激突してしまい、これがきっかけで大陸から別れた部分がJAPANとなる。JAPANの大地に閉じ込められた状態なので、抜け出そうとして暴れることによりJAPANでは地震が頻発する。脱皮することで妖怪の根源でもある妖気を生み出している。昔と比べるとかなり弱体化しているが、それでも神獣だけあって並の魔人とは比較にならないほどの強敵である。
戦国
隠しボスのような存在で、挑むには特定の人物を仲間にしておく必要がある。オロチっこはグラフィックのみの登場。
鬼畜王
『戦国』と違って言葉を話していた。

## 創造神と三超神

### 創造神
創造神 ルドラサウム
登場作品：鬼畜王 - 10
生命力の塊でこの世界のすべてであり、超機構とも称される。地上の生命、たとえ主人公のランスであろうともルドラサウムの生命力の一個に過ぎない。
その姿は巨大で白い鯨のような姿をしている。『Rance VI -ゼス崩壊- ラフ画集』では、それぞれの翼1つにつき12個の翼がついた計72個の翼を持っているデザインが掲載された
まず始めに大陸を作り出したが、それだけでは寂しく退屈なので自らの生命力の一部を使って生き物を作り、その生命力の輪廻のシステムとして神や鬼なども作った。それらの生き物の争いを余興として、その生き物の進化が面白くなくなったり飽きたら、全てを滅ぼし初めから作り直したなどしている。
初出である『鬼畜王』では、心をたやすく読めるのか、ランス自身は絶対に認めないもののシィルをいかに大事に想っているかを利用されてしまうエンディングルートが存在する。
『10』では重要人物の一人として登場する。

### 三超神
超神プランナー
登場作品：鬼畜王
三超神の一人。
ピラミッドのような生態系を好み、鬼畜王ランスの世界から一万と数千年前に素体的な魔王(仮にトロス)をこの世界に生み出した。そして世界は人を最下層として、魔物、魔人、そして魔王を頂点とした支配社会が形成されることになった。魔王トロスが気付かないうちに、七体の魔人の中の一人が力をつけトロスの三千の年の生涯に終止符が打たれたことによって、魔王絶対の試験が失敗した。これを受けて、プランナーは血によっての契約を魔王の能力として与え、24人の魔人を創れることにした。この形式で得られたのは、絶対的権力と、魔人同士がお互いを牽制し合い、まるで見張っているような形になった。
三超神としての姿は、黄色い六本の足が生えたカニのような姿をしている。
プランナーは化身としての姿で中立の王神 ナウトアラを持っている。
小説『ETERNAL HEROES』では、失敗作とはいえ神を倒した人間であるブリティシュ達を見て、随分と強い人間が来たことで創造主もお喜びになるだろうと暗闇でもぞもぞと歓喜に蠢いていた。
その後、ブリティシュ以外のエターナルヒーローの4人と謁見を果たし、彼らの願いをかなえるが、いずれもよい結果には終わらなかった。
『鬼畜王』では、姿は出てこないが、香姫の夢でルドラサウムと会話している。この会話でルドラサウムにタメ口を聞いていたのが織音曰く「多分プランナー」であるらしい。
超神ハーモニット
三超神の一人。
生物というものが希薄していた時代に永遠の八神を産み出している。
神とカラーの創造を担当。悪魔界の場所を知っているが、面白いので放置している。
三超神としての姿は、赤く戦闘機のような姿をしている。
ハーモニットは化身としての姿で第七級神マッハを持っている。
超神ローベンパーン
三超神の一人。
歴代メインプレイヤーの創造を担当。
三超神としての姿は、黒い浮遊する巨石のような形をしていて、デザイン画では横に並べられた同スケールのルドラサウムの目と比べおよそ6倍ほどの体長である。
ローベンパーンは化身としての姿で、八化身の一つラグナロクを持っている。

## 神

### 永遠の八神
原画神 トレース・ゲンガー
CG神 コア・グラフィック
音楽神 オンプ・テンプ
シナリオ神 ナクト
プログラム神 アセンブラ
業務神 アップル
手伝い一般神　ネコ
通信神

### 第一級神、第二級神
第1級神 光の神G.O.D
登場作品：3 - 03
3
ランスにブロマイドを踏まれた腹いせにLV1にしてイラーピュへ飛ばした神。永遠の八神の光の神とは別存在。結果的に時空の狭間に閉じ込められたランスとシィルを救うことになった。

第1級神 衛神アンガス
登場作品：にせなぐりまくりたわあ
第1級神 で、天界の門番をしている。
第1級神 人類管理局女神ALICE
登場作品：マグナム - 9
ALICE教団法王に直接指示を出し世の中を混乱させる存在。その役割は鬼畜王に登場した第4級神レダと同様である。
登場したマグナム、9共に人の生死を自在に操る強大な存在で階級は不明だった。ランス10公式サイトによれば第1級神であるらしい。
作中でミ・ロードリングが自作した女神ALICEを象った人形は、AliceSoftマスコットキャラクターのアリスに似ているが、実際の女神ALICEと姿・形はは全く似ていない。ミ・ロードリングは世界観における時間が進むごとに、手持ちの人形がバージョンアップしているが、女神ALICEに謁見した後には忠実に女神ALICEを象った人形を新しく作っている。
マグナム
AL教本部最深層の宣託の部屋で法王となったクルックーの前に姿を現し、2年以内にどこかの大国で人口の4分の1程減るような大きな事変を起こすよう命じた。
if世界のW3では戦うことが出来る。
9
2週目以降のイベントで登場。クルックーと会話している。

第1級神 魂管理局クエルプラン
登場作品：10
地球上の全ての生物の魂の管理を一手に引き受けている神。億を超える魂の流転を管理するという激務を数千年に渡って淡々とこなし続けているために、地の底にある天界の事務室から一歩も外出したことがない。
同じ1級神の女神ALICEとは仲が悪い が、一級神という立場上、唯一の話し相手でもある。
一方でランスという存在から目が離せなくなり、ついには繁殖行為に及んだだけで無く恋心まで覚え、しまいには自らの職務を放棄してしまう。
第1級神 ラグナロク
超神ローベンパーンの化身としての姿で八化身の一つ。その姿は四肢を切断された全裸の女性で、切断された足の部分や身体の至る所に金具のようなものが埋め込まれている。
第1級神 中立の王神ナウトアラ
超神プランナーの化身としての姿。その姿は筋骨隆々で半裸の金髪の男性である。左手には黄金の剣、右手には小人のような男性と女性が乗った天秤を持っている。天秤は、中立の天秤で罪の重さなどを図るのに使用される。
第2級神 ラ・バスワルド（LA・VASWALD）
登場作品：10 - 鬼畜王
破壊の女神、無を司る者。本来は神だが『鬼畜王ランス初回版付属 設定、小説本』では魔人と表記されている。
超位の神によって生み出されし破壊神。神を冒涜する者や魂が汚れた者が一定数に達した時に地上に天罰を下すことを役割としている。しかし、その役目を果たす機会が現れないため、魔人ラ＝サイゼルと魔人ラ＝ハウゼルの二つに分かたれて5代目魔王ジルが拝領したとされる。
『鬼畜王』では展開次第で戦闘が可能である。
第2級神 アマテラス
地獄を管理していた神。帝の存在と帝装備等を作った。時折、ルドラサウムのご機嫌取りのために帝レースを開催させる。

### 第三級神～第六級神
第4級神 レダ
登場作品：鬼畜王
『鬼畜王』に登場するエンジェルナイト。ルドラサウムの楽しめる争いに満ちた世界にするため、ただの凡人だったムーララルーに説得レベル2を与えてALICE教団法王にそえる等して、裏で操っている。

### 第七級神～第十三級神
第7級神マッハ
超神ハーモニットの化身としての姿で、レベル神。その姿は全身真っ赤な服に身を包み、ズボンのような帽子を被った男性である。
第11級天使 ウィリス・藤崎
登場作品：1 - 01 - 2 - 02 - 3 - 03 - 4 - 6 - クエスト
ランス担当のレベル神。『1』では人間のレベル屋だったが試験に合格して『2』からレベル神になっている。人間時代からの恋人(と一方的に思い込んでいる相手(AL教のミ・ロードリング司教))がいるがレベル神になったことはまだ内緒。順調に階級を上げているらしく、仕事も(一方的な)恋も順調。ランス以外に6人の担当をしている。ゲーム進行（レベルアップ）と共にイベントがある。多くは一枚ずつ衣服を脱いでいくだけ（最後はほとんど裸になる）だがランスとHするイベントもある。
第13級天使 ミカン
登場作品：4 - 6
いつまで経ってもレベル神見習い。
ミカン農園の一人娘として生まれる。とある事件で両親他7名を殺害し投獄され、死刑直前のところをなぜか神に認められて天使になる
4
ウィリスのところで研修中のレベル神見習い。不慣れなので経験値を無駄に無くしたり、逆に倍のレベルアップが出来たりする。
6
見習いとしてウィリス先輩の指導を受けている。見習いを終了し一応一人前になる。ミカン箱から現れる。

レベル神じょにぃ
登場作品：4
マリア＝カスタード担当のレベル神。男性。呼び出すときにマリアに変な呪文を要求する。
レベル神チェロキー
登場作品：にせなぐりまくりたわあ
パットン＝ミスナルジ担当のレベル神。やる気がなく、普通のレベル神はレベルアップ時に体力が全回復するのにそのまま放置されている。偽なぐりまくりたわぁに登場。
レベル神ラセリア
登場作品：闘神都市
カスタム(Ranceシリーズに登場する地名とは別物)担当のレベル神。

### 階級不明の神
ハイレベル神アンデルミィル
登場作品：クエスト
レベル神を管理している最高位レベル神。違法に才能限界値を上げてくれる。ランス達の場合は持っていた宝石と交換に才能限界値を上げるアイテムをくれるがクルックーがパーティにいるとくれない

## 悪魔

### 悪魔王とその妻
零階級 ラサウム
悪魔たちの大いなる父である悪魔王。
創造神ルドラサウムが自分の体の一部をつかって三超神を産み出した際に、彼らに使われなかったカスが自分の意志をもち誕生した。そのため、三超神と同じ属性を持ち外見も似ている。
力は永遠の八神と同等か、それよりも上。不老不死であり一つの手段を除いて殺すことも傷つけることもできない。
「悪」というよりも野心家で、全てを支配することを望んでいる。
無階級 テェロ・エティエノ
悪魔王の妻であり、悪魔達のなかで唯一階級を持たない。外見は15、6歳の少女で十枚の羽を持ち大きな角を持っている。もともとは彼の魂から産み出された分体であり、彼に魂を与えたり、ラサウムの性衝動のはけ口として存在していた。ラサウムが力をつけ、彼女に子供を作ることを命じると三人の子を産んだ。

### 三魔子（マシ）
魔子（マシ）とは最初のラサウムの三人の子供を指す。
特階級 プロキーネ
長兄。
頭部の半分が女性の半身のようになっており、悪魔の中でも異形の存在。
自分の部下を自分で管理しないと気がすまない一方、激情家で怒ると手がつけられない。
特階級 ボレロ・パタン
次兄。
獣人の姿をした悪魔で、毛に覆われた獣系の悪魔の長。
おおらかでめんどくさがり。大酒のみだが、悪魔たちからの信頼度は高く、世話好きな性格も伴って悪魔たちからは「兄」と呼ばれる。月に一度性欲が昂ぶり、女性型の悪魔達と一日をすごす。
特階級 レガシオ
三兄。
固い皮膚で覆われ、伝説的な武器を十の腕に持つ魔子（マシ）。
冷静で冷酷、一番悪魔らしい悪魔である。契約に対して口五月蠅く、戒律を破る者があれば斬り殺す。
悪魔界の財宝の管理者で、彼の持っている武器目当てで悪魔界に来た人間には難題や宝を要求し、それに答えられれば、その者の寿命が尽きるまで武器を貸し出すといった趣味を持つ。

### 第九階級 - 第壱十弐階級
フェリス
登場作品：2 - 02 - 3 - 03 - 4 - 4.1 - 4.2 - 5D - 6 - クエスト
元々は中位の悪魔だったが、『2』でランスのせいで任務に失敗して降格させられ、続編の『3』にてランスとロゼの陰謀により本名を知られて使い魔にされてしまう。以後、不意に呼び出されてはHされたり戦闘の手伝いをさせられたりと、ろくな目にあっていない。
『6』では、ランスの子供であるダークランスを産んでいたことにより降格させられ、更に拷問を受け精神を病む。ランスに助けられ、息子と共に逃亡する。
『クエスト』の拡張パック『マグナム』では、表向きは「導く者」の保護下に置かれているという扱いだが、実は魔剣カオスを進化させるためのいけにえとして利用されそうになっていた。間一髪でランス一行に助けられて以後はランス城に迎えられるが、天使を恐れ地下に篭る。ランスが地域担当のエンジェルナイトを撃退したことによってその地域での天使の脅威から解放され、城内に部屋を与えられて過ごすようになった。以降は、落ち着いた状態で、我が子であるダークランスを想いながら生活を送っているが、ランスがダークランスを保護しなかった結果、怒り出して夫婦喧嘩的なやり取りをすることも。

## 評価
いくつかの作品のレビューでは、シリーズの主人公・ランスのキャラクター性について言及がされている。
ライターの関根昌昭は、書籍『美少女ゲームマニアックス』に寄せた『鬼畜王ランス』レビューの中で、同作におけるランスは自分の近くにいたら嫌な奴だとしつつも、彼を通して世界統一を目指すのは意外と楽しいと評価している。また、関根はランスが偶に見せる優しさや男らしさがプレイヤーをストーリーに引き込むのに役立っているとも評価している。
BugBugにて掲載されたアリスソフトの別作品『大悪司』のレビュー記事において、同作のレビュアーはランスをアンチヒーローであることを認めつつも、凌辱に嫌悪感を示したり、男をあっさりと殺すといった点においては残虐や悪辣からほど遠いと指摘している。